# Kinh tế Việt Nam
Kinh tế Việt Nam là một nền kinh tế thị trường định hướng xã hội chủ nghĩa đang phát triển, phụ thuộc lớn vào nông nghiệp, du lịch, xuất khẩu thô và đầu tư trực tiếp nước ngoài. Đảng Cộng sản Việt Nam chủ trương xây dựng ở Việt Nam một hệ thống kinh tế thị trường theo định hướng xã hội chủ nghĩa. Tính đến tháng 11 năm 2007, đã có Trung Quốc, Nga, Venezuela, Nam Phi, ASEAN và Ukraina tuyên bố công nhận Việt Nam có nền kinh tế thị trường đầy đủ, đến năm 2013, đã có 37 quốc gia công nhận Việt Nam đạt kinh tế thị trường (VCCI) trong đó có Nhật Bản, Đức và Hàn Quốc. Đến năm 2017, sau những nỗ lực đàm phán các Hiệp định thương mại tự do (FTA) song phương với quốc tế, Phó Thủ tướng Phạm Bình Minh đã thông báo đã có 69 nước công nhận Việt Nam là một nền kinh tế thị trường tại phiên họp thường trực chính phủ, tuy nhiên Hoa Kỳ (đối tác thương mại lớn thứ 2) thì vẫn chưa công nhận kinh tế Việt Nam là một nền kinh tế thị trường hoàn chỉnh. Xét về mặt kinh tế, Việt Nam là quốc gia thành viên của Liên Hợp Quốc, Tổ chức Thương mại Thế giới, Quỹ Tiền tệ Quốc tế, Nhóm Ngân hàng Thế giới, Ngân hàng Phát triển châu Á, Diễn đàn Hợp tác Kinh tế châu Á – Thái Bình Dương, Hiệp định Đối tác Toàn diện và Tiến bộ xuyên Thái Bình Dương, ASEAN.

## Số liệu
Tháng 10 năm 2020, theo ước đoán của Quỹ Tiền tệ Quốc tế (IMF), quy mô nền kinh tế Việt Nam với 97,3 triệu dân theo GDP danh nghĩa đạt 340,6 tỷ đô la Mỹ, sức mua tương đương đạt 1,047 tỷ đô la Mỹ, GDP bình quân đầu người theo danh nghĩa là 3,498 USD/người còn theo sức mua là 10,755 USD/người.
Theo Dự thảo Báo cáo chính trị tháng 10-2020 trình Đại hội XIII của Đảng Cộng sản Việt Nam: Tính chung cả thời kỳ Chiến lược 2011 - 2020, tăng trưởng GDP dự kiến đạt khoảng 5,9%/năm, thuộc nhóm các nước tăng trưởng cao trong khu vực và trên thế giới. Quy mô GDP tăng gấp 2,4 lần, từ 116 tỷ USD năm 2010 lên 268,4 tỷ USD vào năm 2020. GDP bình quân đầu người tăng từ 1.331 USD năm 2010 lên khoảng 2.750 USD năm 2020. Theo Bộ Kế hoạch và Đầu tư, năm 2020, quy mô nền kinh tế Việt Nam đạt khoảng 343 tỷ USD, đứng trong tốp 40 nền kinh tế lớn nhất thế giới và đứng thứ tư ASEAN; GDP bình quân đầu người đạt 3.521 USD đứng thứ 6 ASEAN. Theo đánh giá của IMF, kết thúc năm 2020, nếu tính theo sức mua tương đương, quy mô nền kinh tế Việt Nam đạt 1.050 tỷ USD và GDP bình quân đầu người phải đạt trên 10.000 USD. Theo số liệu của Ngân hàng Thế giới, với tăng trưởng kinh tế bình quân 6,8% một năm giai đoạn 2016-2019, Việt Nam nằm trong top 10 quốc gia tăng trưởng cao nhất.
Sở dĩ Tổng cục Thống kê cuối 2020 chỉ công bố tỷ lệ tăng trưởng kinh tế, không có số liệu cụ thể GDP là do năm 2019 và nhiều năm trước đó công bố GDP rồi lại công bố số liệu GDP đã đánh giá lại mà có độ chênh lệch rất cao (2010 là 27%, 2011 là 27,33%, 2012 là 25,53%, 2013 là 24,9%, 2014 là 25,38%, 2015 là 23,83%, 2016 là 25,11%, 2017 là 25,72%, 2018 là 25,2%, 2019 là 26,79%, khả năng năm 2020 là 24,2%). Năm 2019 GDP hơn 6 triệu tỷ VNĐ, đánh giá lại hơn 7 triệu 6 trăm nghìn tỷ VNĐ (tương tự GNI cũng có đánh giá lại và chênh lệch rất cao). Nếu quy đổi ra USD giả sử tỷ giá hối đoái 1 USD bằng 23 nghìn VNĐ, thì GDP năm 2019 có hai con số khoảng 262 tỷ USD và khoảng 332 tỷ USD,  và các con số tương đối khớp với các con số dự thảo Báo cáo chính trị và số liệu của Bộ Kế hoạch và đầu tư đưa ra cho năm 2020, có sự chênh lệch rất lớn hai con số. GDP bình quân đầu người hơn 62 triệu đồng hay hơn 2.700 USD năm 2019, hay con số gần 2.800 USD của năm 2020 (Tổng cục Thống kê) là dựa theo số liệu GDP chưa được điều chỉnh. Nếu dựa con số này thì tốc độ tăng GDP bình quân đầu người của năm 2020 là 1,02% so với năm 2019. Với việc đánh giá lại GDP, chỉ là sự đánh giá lại các hoạt động thực tế đã diễn ra, quy mô kinh tế tăng lên chỉ là về mặt tính toán, chứ không phải là sự tăng thực tế.
Về cơ bản, Việt Nam tính toán GDP bằng phương pháp sản xuất. Phương pháp chi tiêu ở phía cầu cũng được đưa ra trong niên giám thống kê sau khi đã "chốt" GDP từ phương pháp sản xuất. GDP theo phương pháp thu nhập không được tính đến (trừ những năm lập bảng cân đối liên ngành). Từ năm 2010, Tổng cục Thống kê (TCTK) tính toán chỉ tiêu GDP theo đúng chuẩn mực của Liên hiệp quốc: GDP = Tổng giá trị tăng thêm (GVA) theo giá cơ bản + Thuế sản phẩm - Trợ giá sản phẩm. Xét về tốc độ tăng trưởng từ 2011, yếu tố thuế trừ đi trợ cấp đã được tách khỏi GVA của các ngành. Do vậy, tăng trưởng GDP và tăng trưởng GVA luôn là hai con số khác nhau. Tăng trưởng GVA mới là con số phản ánh sự tăng trưởng của sản xuất. Trong Hệ thống các tài khoản quốc gia (SNA) không chỉ có GDP, mà còn có chỉ số khác phản ánh "sức khỏe" của nền kinh tế như: Tổng thu nhập quốc gia (GNI), thu nhập quốc gia khả dụng (NDI) và chỉ tiêu để dành. Đối với Việt Nam, các chỉ tiêu tăng trưởng GDP và thu hút FDI luôn là một thước đo để đánh giá "sức khỏe" của nền kinh tế. Việc định hướng phát triển cho nền kinh tế về dài hạn, không phải chỉ lấy chỉ tiêu tăng trưởng GDP làm một chuẩn mực để phấn đấu. Tăng trưởng GDP có thể cao, nhưng giá trị thực chất mà một quốc gia có được phải thông qua các chỉ số về GNI, NDI và tiết kiệm.
Theo dự thảo Báo cáo chính trị trình Đại hội Đảng Cộng sản Việt Nam XIII, năm 2020, GDP đạt 271,2 tỉ USD và GDP bình quân đầu người đạt 2.779 USD/người. Báo cáo của Tổng Bí thư, Chủ tịch nước Nguyễn Phú Trọng nêu rõ: "Kinh tế nước ta duy trì được tốc độ tăng trưởng bình quân khá cao (khoảng 5,9%) [nhiệm kỳ XII]...Trong khi kinh tế thế giới suy thoái, tăng trưởng âm gần 4%, kinh tế nước ta vẫn đạt mức tăng trưởng 2,91%". Chỉ số GDP/người của Việt Nam hiện nay là lấy GDP chia cho dân số ước tính, được hiểu là dân số đăng ký hộ khẩu, nhiều nước khác cũng vậy. Tuy nhiên để tính chính xác hơn thì nhiều nước áp dụng tính GDP bình quân đầu người cho cư dân địa phương (được hiểu là cộng thêm người nước ngoài tạm trú - thường trú có lao động kinh doanh trên lãnh thổ và trừ đi công dân ra nước ngoài lao động kinh doanh). Ví dụ như Trung Quốc, áp dụng chia GDP cho dân số thường trú, chứ không phải dân số đăng ký (đăng ký hộ khẩu) để tính GDP bình quân đầu người (vì thực tế một bộ phận dân cư là sinh sống tạm ở nước ngoài và đóng góp cho GDP nước ngoài và một bộ phận người nước ngoài sinh sống trên lãnh thổ Trung Quốc góp vốn và lao động đóng góp cho tăng trưởng GDP Trung Quốc). Dân số thường trú là những người sống thường xuyên trên địa bàn trên 6 tháng, kể cả dân số trôi nổi (không có đăng ký hộ khẩu).

## Lịch sử

### Trước năm 1848
Nền văn minh của Việt Nam đã được xây dựng trên nông nghiệp. Các triều đại phong kiến đã luôn luôn coi nông nghiệp là cơ sở kinh tế chính, những tư tưởng kinh tế của họ được khẳng định trên chủ nghĩa trọng nông. Quyền sở hữu đất đai được công nhận bên cạnh sở hữu công ruộng đất và những công trình quy mô lớn như đê, các công trình thủy lợi đã được xây dựng ở đồng bằng sông Hồng tạo điều kiện cho canh tác lúa nước. Trong những thời điểm yên bình, những người lính được gửi về nhà để làm nông, triều đình gọi chính sách này là ngụ binh ư nông. Hơn nữa, triều đình cấm giết mổ trâu bò, gia súc và tổ chức nhiều nghi lễ liên quan tới nông nghiệp. Thủ công mỹ nghệ và nghệ thuật được coi trọng, nhưng thương mại không được xem trọng, những người kinh doanh được gọi là "con buôn". Do đồng bằng nhỏ hẹp, nông nghiệp năng suất thấp, thủ công nghiệp và thương mại kém phát triển nên nền kinh tế quốc gia là tự cung tự cấp. Trong khu vực Đông Nam Á, Việt Nam không thể xem là một quốc gia giàu có.
Từ thế kỉ 16, một nền kinh tế thị trường bắt đầu phát triển. Tại Đàng Trong ngoại thương phát triển mạnh. Đàng Trong trở thành nơi cung cấp nông sản, lâm sản, khoáng sản cho thương nhân Trung Quốc, Nhật Bản và phương Tây. Sang thời Nguyễn, các cảng thương mại ban đầu, như Hội An, bị hạn chế, và các quốc gia nước ngoài có nền văn hóa khác nhau và tham vọng xâm lược của họ được coi là một mối đe dọa. Do nền kinh tế mang tính tự cung tự cấp, Việt Nam không có một nền công nghiệp và thương mại phát triển nên cũng không có nhu cầu mở cửa để giao thương. Chính sách đóng cửa này khiến ngoại thương không thể phát triển khiến sản xuất trong nước không có nhân tố kích thích để phát triển dẫn đến một mức độ đình trệ trong nền kinh tế Việt Nam và góp phần đưa Việt Nam trở thành thuộc địa của Pháp. Trong khi đó Nhật Bản tuy cũng thi hành chính sách Toả Quốc vì e ngại bị phương Tây xâm lược nhưng nền kinh tế của họ đã phát triển tới mức hình thành một thị trường nội địa và có nhu cầu tăng cường ngoại thương. Nhật Bản đã có các đô thị lớn sầm uất và một giới doanh nhân khao khát làm giàu. Chủ nghĩa tư bản đang hình thành tại Nhật Bản. Chính vì thế Nhật Bản chấp nhận mở cửa để giao thương với phương Tây.

### Trước 1954
Trong những biến đổi xã hội vì sự xâm nhập của người Pháp là nhiều mặt hàng mới, trong đó có nhiều thực vật được đưa vào Việt Nam từ châu Âu, châu Mỹ, châu Phi và cả những nước châu Á lân cận góp nguồn. Đồn điền cây cà phê (xuất phát từ châu Phi), cây cao su (từ Nam Mỹ) được quy hoạch và phát triển, biến đổi hẳn bộ mặt đất nước, đưa dân lên miền núi khai thác và định cư. Ở miền xuôi thì trái cây nhiệt đới như chôm chôm, măng cụt cũng được trồng, lấy giống từ Mã Lai, Nam Dương. Ngoài ra nhiều loại rau như khoai tây, súp lơ, xu hào, cà rốt, tỏi tây nhập cảng từ Pháp được trồng quy mô kể từ năm 1900. Nhiều món ăn mới cũng theo chân người Pháp ra mắt ở Việt Nam như bánh mì, bơ, pho mát, cà phê rồi trở thành quen thuộc.
Pháp thực hiện độc quyền thương mại, đặc biệt là công khai buôn bán thuốc phiện. Độc quyền nấu rượu thì giao cho công ty Société des Distilleries d'Indochine phân phối cho toàn Liên bang dưới hiệu "RA" (Régie de Alcool), tục gọi là "rượu ty". Những nguồn rượu khác thì bị liệt vào hạng rượu lậu và ai nấu hay mua thì bị truy tố và tài sản tịch thu. Đối với thuốc phiện thì quyền nhập cảng, chế biến và bán sỉ là do cơ quan Régie de l'Opium đảm nhận. Tính đến năm 1900 thì lợi nhuận chính phủ thu được từ thuốc phiện đạt hơn phân nửa số tiền thu nhập của toàn Liên bang Đông Dương. Riêng việc phân phối bán lẻ là để cho tư nhân, đa số là người Hoa.
Quá trình công nghiệp hoá tiến triển chậm. Nền công nghiệp Việt Nam nhỏ bé và không hoàn chỉnh với các cơ sở sản xuất lớn là của tư bản Pháp còn công nghiệp bản địa chỉ gồm những doanh nghiệp nhỏ hoạt động trong lãnh vực sản xuất hàng tiêu dùng và các hộ gia đình sản xuất tiểu thủ công nghiệp. Ngành công nghiệp không phát triển là chủ đích của thực dân Pháp không muốn để cho dân bản xứ lập công ty để cạnh tranh với các công ty của Pháp. Nước Pháp muốn duy trì nền công nghiệp bản xứ tại Đông Dương là nền sản xuất thủ công, không đòi hỏi chất lượng nhân công cao mặc dù có những chỉ trích của những nhà công nghiệp và nhà kinh tế học ngay tại thời điểm đó. Người Pháp xây dựng một số cơ sở công nghiệp khai khoáng, cơ khí, công nghiệp chế biến nông lâm sản, công nghiệp nhẹ nhưng vẫn chưa hình thành nền tảng công nghiệp hoàn chỉnh tại Việt Nam, trong khi Nhật Bản đã xây dựng khá nhiều cơ sở công nghiệp tại các thuộc địa của họ như Triều Tiên, Mãn Châu. Công nghiệp thời Pháp thuộc đã cung cấp một số sản phẩm và kỹ thuật mới như: điện, xi măng, diêm, bia, xà phòng, thuốc lá, thủy tinh, ô tô, xe đạp, tàu điện, tàu hoả, các sản phẩm cơ khí... Một số sản phẩm quen thuộc được sản xuất theo qui trình mới như nước máy, giấy, vải, thuốc lá... Nhờ sự giao thương mà lần đầu tiên, người Việt Nam được biết các sản phẩm của phương Tây, như: dầu hỏa và đèn dầu hỏa, thuốc lá điếu, diêm, xà phòng, sữa bò, kính đeo mắt, ô che mưa nắng, giầy dép, kính lắp cửa, các đồ dùng thủy tinh... làm thay đổi tiêu dùng nội địa. Sau khi thiết lập được chính quyền tại Việt Nam, Pháp cũng đã thiết lập chế độ bảo hộ mậu dịch, dựng hàng rào thuế quan và áp dụng một số độc quyền có lợi cho hàng hoá Pháp. Nền kinh tế xuất hiện một số  kỹ thuật có thể coi là hiện đại vào thời kỳ đó tạo ra một năng suất mới trong sản xuất và đời sống như kỹ thuật khai thác hầm mỏ, kỹ thuật chế biến lâm sản, tốc độ và chất lượng của giao thông liên lạc, kỹ thuật và chất lượng xây dựng... Công nghiệp ra đời đã góp phần mở rộng thị trường trong nước và thị trường nước ngoài, một bộ phận dân cư trong nước, nhất là dân thành thị làm quen với những sản phẩm hiện đại phương Tây như điện, xà phòng, nước máy, thuốc lá, xi măng... Một số ngành sản xuất cổ truyền như lúa gạo, cà phê, chè, gỗ... có khả năng mở rộng sản xuất, để bước đầu vươn ra thị trường quốc tế. Công nghiệp còn tạo ra một đội ngũ công nhân và kỹ thuật viên Việt Nam tiếp thu kỹ thuật phương Tây.
Công nghiệp thời Pháp thuộc chú trọng vào sử dụng nhân công giá rẻ và khai thác tài nguyên nên có tỷ suất lợi nhuận cao nhưng sản lượng rất thấp. Công nghiệp mang tính chất thâm dụng lao động do nó chú trọng khai thác lao động giá rẻ của dân bản xứ hơn thâm dụng tư bản để nâng cao năng suất và sản lượng. Cho đến 1931, trong tổng giá trị sản phẩm quốc nội của Đông Dương là 750 triệu đồng Đông Dương, công nghiệp chỉ chiếm có 105 triệu, tức chỉ đạt 14%. Trong thập kỷ 1930, công nghiệp đã tiến xa hơn: tăng gấp đôi so với những gì Pháp đã làm ở đây trong vòng 70 năm (1860-1930). Đến năm 1938, trong tổng sản phẩm quốc nội của Đông Dương là 1014 triệu đồng Đông Dương, công nghiệp chiếm 233,08 triệu, tức 22%. Chỉ có một tỷ lệ nhỏ dân cư Việt Nam được hưởng những thành tựu của sự phát triển công nghiệp. Điện, nước máy, xà phòng, đường sắt, đường nhựa và điện tín vẫn còn xa lạ với nông thôn, người nghèo. Tính tới năm 1940, lượng điện tiêu thụ trên đầu người tại Việt Nam chỉ bằng 1/107, lượng sắt thép sử dụng bằng 1/10 so với nước Pháp. Nền kinh tế Việt Nam vẫn chủ yếu dựa vào nông nghiệp với phương thức sản xuất không thay đổi trong hàng ngàn năm. Quan hệ sản xuất tại nông thôn vẫn là quan hệ địa chủ – tá điền như thời Trung cổ, còn tại thành thị, chủ nghĩa tư bản chỉ mới manh nha xuất hiện. Người Việt có mức sống rất thấp, nghèo đói phổ biến trên toàn đất nước, đặc biệt ở miền Bắc và miền Trung. Ở nông thôn tồn tại mâu thuẫn giữa địa chủ và tá điền còn ở thành thị có sự tương phản giữa tầng lớp tư sản, quan chức cao cấp và thị dân lớp dưới. Người Pháp xây dựng một số cơ sở hạ tầng cơ bản tại An Nam. Hệ thống kinh tế mà Pháp đầu tư tại An Nam như các đồn điền cao su, mỏ than, các thành phố lớn, đường sắt, cảng biển là để phục vụ cho công cuộc khai thác thuộc địa của họ chứ không phải để phục vụ lợi ích của dân bản xứ. Dù người Pháp đã mang những yếu tố hiện đại vào nền kinh tế Việt Nam nhưng nhìn tổng thể nền kinh tế Việt Nam vẫn đang trong tình trạng tiền tư bản, bán Trung cổ, chỉ tương đương với trình độ châu Âu vào đầu thế kỷ 19.
Theo giáo sư Trần Văn Thọ, kinh tế Việt Nam thời Pháp thuộc đạt sản lượng nhất là năm 1938, bình quân đầu người cao hơn năm 1960 là 60%, sau đó sụt giảm dần do chiến tranh. Năm 1938, tổng sản phẩm quốc nội của Đông Dương là 1,014 tỷ tiền Đông Dương, trong đó công nghiệp chiếm 22%. Kinh tế thị trường có mức độ phát triển nhất định. So với thời trước thực dân, cơ cấu kinh tế chuyển từ kinh tế phong kiến nặng tự cung tự cấp sang nền kinh tế có công nghiệp và thương mại phát triển ở mức độ sơ khai, chủ yếu xuất khẩu lúa gạo, cao su, than,... Lao động giá rẻ của người bản xứ được tận dụng. Nhiều công trình giao thông và thành phố hiện đại theo kiểu phương Tây được xây dựng, phục vụ cho lợi ích của thực dân Pháp.

### Giai đoạn 1954–1976
Thời gian này, Chiến tranh Việt Nam nổ ra. Trong thời kỳ này, Việt Nam bị chia cắt thành hai vùng với hai chế độ chính trị và kinh tế khác nhau. 
- Kinh tế Việt Nam Cộng hòa
- Kinh tế Việt Nam Dân chủ Cộng hòa

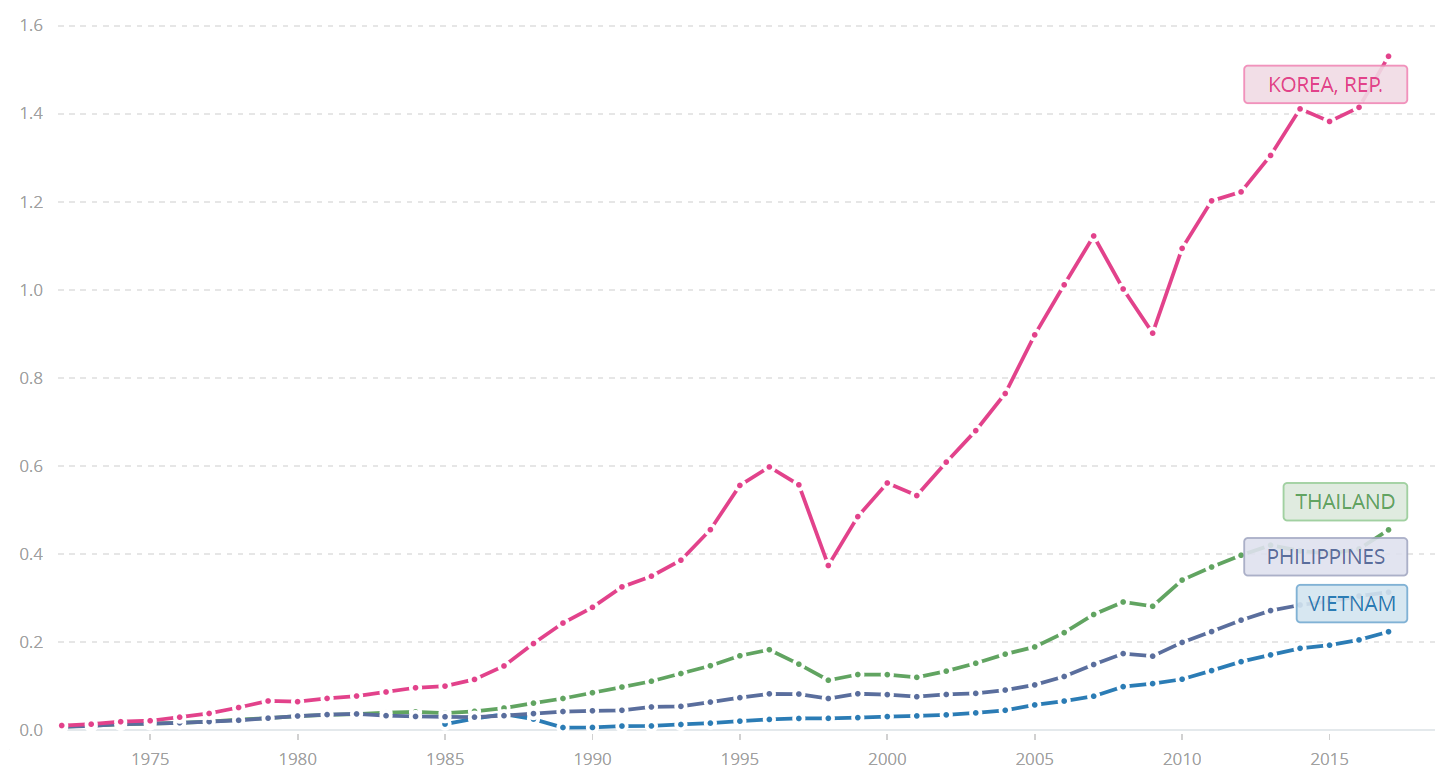
GDP của Việt Nam và các nước trong khu vực (Đơn vị nghìn tỷ USD), tính đến 2017, nguồn World Bank

Trong giai đoạn này, kinh tế Việt Nam Dân chủ Cộng hòa phát triển bình quân năm là 6% (GDP đầu người bình quân năm tăng khoảng 3%), còn kinh tế Việt Nam Cộng hòa phát triển trung bình 3,9%/năm (bình quân đầu người tăng 0,8%). Đặc biệt, kinh tế Việt Nam Cộng hòa phát triển ở số âm trong giai đoạn 1965–1975 phần lớn do chiến tranh đã lan rộng khắp miền và ở mức độ quyết liệt.. Tổng tăng trưởng bình quân cả hai miền 1,9% giai đoạn 1955–1976.
Tổng sản phẩm nội địa (GDP) của Việt Nam Cộng hòa và Việt Nam Dân chủ Cộng hòa giai đoạn 1955–1975 được ghi tại bảng dưới đây (đơn vị: triệu USD, tính theo thời giá 2015).
| Năm                       | 1956   | 1958   | 1960   | 1963   | 1965   | 1967  | 1968  | 1970   | 1972   | 1973   | 1974   |
| ------------------------- | ------ | ------ | ------ | ------ | ------ | ----- | ----- | ------ | ------ | ------ | ------ |
| Việt Nam Cộng hòa         | 11.283 | 12.714 | 15.274 | 16.422 | 13.515 | –     |       | 10.917 | 9.140  | 10.030 | 10.285 |
| Việt Nam Dân chủ Cộng hòa | 2.587  | –      | 4.113  | 4.702  | 6.000  | 6.406 | 6.983 | 10.689 | 11.313 | 11.145 | 11.422 |

Ở thời điểm 1956, Tổng sản phẩm nội địa (GDP) của Việt Nam Cộng hòa cao gấp 5 lần so với Việt Nam Dân chủ Cộng hòa. Có sự chênh lệch lớn này là do lãnh thổ miền Bắc Việt Nam bị tàn phá nặng nề trong Chiến tranh Đông Dương, trong khi lãnh thổ miền Nam ít bị tàn phá hơn nhiều. Tuy nhiên, trong giai đoạn 1955–1970, khoảng cách này dần bị thu hẹp, đặc biệt là kể từ năm 1963, khi kinh tế Việt Nam Cộng hòa suy thoái nhiều năm liền. Đến năm 1972 trở về sau thì tổng sản phẩm nội địa (GDP) của Việt Nam Dân Chủ Cộng hòa đã vượt cao hơn so với Việt Nam Cộng hòa
GDP bình quân đầu người của Việt Nam Cộng hòa và Việt Nam Dân chủ Cộng hòa giai đoạn 1955–1975 được ghi tại bảng dưới đây (đơn vị: USD/người/năm):
| Năm                       | 1956 | 1958 | 1960 | 1962 | 1964 | 1966 | 1968 | 1970 | 1972 | 1974 |
| ------------------------- | ---- | ---- | ---- | ---- | ---- | ---- | ---- | ---- | ---- | ---- |
| Việt Nam Cộng hòa         | 62   | 88   | 105  | 100  | 118  | 100  | 85   | 81   | 90   | 65   |
| Việt Nam Dân chủ Cộng hòa | 40   | 50   | 51   | 68   | 59   | 60   | 55   | 60   | 60   | 65   |

Giai đoạn đầu tiên là 1955–1963, cả Việt Nam Cộng hòa và Việt Nam Dân chủ Cộng hòa đều có mức tăng trưởng kinh tế cao (kinh tế Việt Nam Dân chủ Cộng hòa tăng 1,7 lần trong khi Việt Nam Cộng hòa tăng 1,6 lần). Giai đoạn thứ 2 là năm 1964–1975, tăng trưởng trở nên bấp bênh khi mà cả hai miền Việt Nam đều bị lôi vào sự leo thang chiến tranh với sự dính líu trực tiếp của Hoa Kỳ cho đến khi chiến tranh kết thúc
Giai đoạn 1955–1975, nhìn chung, Việt Nam Cộng hòa có mức GDP bình quân đầu người cao hơn so với Việt Nam Dân chủ Cộng hòa. Nguyên nhân là từ mức viện trợ kinh tế cực kỳ lớn từ Mỹ. Tuy nhiên, một điều thú vị là năm 1974 (năm áp chót của chiến tranh), khoảng cách GDP bình quân đầu người giữa hai miền Việt Nam đã biến mất, kinh tế hai miền đã ở mức ngang nhau khi chiến tranh kết thúc. Có thể giải thích điều này là do sự cắt giảm viện trợ kinh tế của Hoa Kỳ từ năm 1973 khiến kinh tế Việt Nam Cộng hòa bị suy thoái.
Việt Nam Cộng hòa tồn tại kinh tế thị trường, phân hóa giai cấp, thu nhập bình quân không cân xứng với GDP bình quân, tức là có thu nhập không theo lao động, không tính vào tổng GDP, trong khi Việt Nam Dân chủ Cộng hòa tồn tại hệ thống bao cấp, thu nhập dân chúng phụ thuộc nhiều vào chế độ tem phiếu, áp dụng theo quy luật "làm theo năng lực, hưởng theo lao động". Đặc điểm chung của hai miền là phụ thuộc nhiều vào viện trợ bên ngoài. Vốn đầu tư của người Hoa ở Việt Nam Cộng hòa năm 1969 chiếm 35% tổng vốn đầu tư kinh tế Việt Nam Cộng hòa. Các vùng do Mặt trận kiểm soát có chính sách kinh tế riêng. Sản xuất ở miền Bắc ước tính bằng 70% ở miền Nam trong giai đoạn 1950-1975. Ở miền Nam, chênh lệch thu nhập lớn trong dân chúng, giữa thành thị - nông thôn, và tác động của chiến tranh ảnh hưởng đến kinh tế theo cả hai chiều xấu tốt trong các bộ phận dân chúng khác nhau, xuất khẩu thô và dịch vụ liên quan chiến tranh phát triển. Kinh tế Việt Nam Dân chủ Cộng hòa tuy có dựa vào viện trợ bên ngoài, nhưng nặng về tự cung tự cấp, tự lực tự cường, thương mại kém phát triển và nhà nước phân bổ thu nhập nên ít phân hóa giàu nghèo, nhưng chi phí cho chiến tranh lớn, đồng nghĩa tăng gánh nặng đóng góp của dân chúng cho chi phí chiến tranh.

### Giai đoạn 1976–1986
Năm 1976, Việt Nam thống nhất đổi tên thành nước Cộng hòa Xã hội chủ nghĩa Việt Nam, năm 1980 ra Hiến pháp thể chế hóa đường lối của Đảng Cộng sản Việt Nam được quyết định tại Đại hội Đại biểu toàn quốc năm 1976, nhằm tiến nhanh, tiến mạnh, tiến vững chắc lên chủ nghĩa xã hội, thực hiện ba cuộc cách mạng: về quan hệ sản xuất, khoa học – kỹ thuật, tư tưởng và văn hóa (phát triển từ một nền sản xuất nhỏ, nông nghiệp lạc hậu, bỏ qua giai đoạn tư bản chủ nghĩa tiến thẳng lên sản xuất lớn xã hội chủ nghĩa). Các chính sách quốc hữu hóa và tập thể hóa được đẩy mạnh ở miền Nam, ngoài ra áp dụng phân bổ lại nguồn lực lao động trên cả nước, bao gồm cả xây dựng các vùng kinh tế mới, từng bước hoàn thiện phân phối xã hội chủ nghĩa làm theo năng lực hưởng theo lao động, xóa bỏ kinh tế hàng hóa. Chỉ tiêu kinh tế đặt ra rất cao trong hoàn cảnh chiến tranh tàn phá nặng nề cơ sở hạ tầng, đặc biệt là các vùng nông thôn và một số cơ sở hạ tầng giao thông và công nghiệp miền Bắc, nhân lực hạn chế do tỷ lệ thương tật trong chiến tranh cao, tỷ lệ mù chữ khá cao, khả năng quản lý kinh tế yếu kém, phát triển kinh tế dàn trải, đầu tư nhiều cho nông thôn và các tỉnh (hòng sớm xóa bỏ hố phân hóa kinh tế giữa hai miền, nông thôn - thành thị, đồng bằng - miền núi) trong khi điều kiện các vùng về tài nguyên tự nhiên, nhân lực rất khác nhau (rất khác với mô hình kinh tế thị trường sau này các vùng có điều kiện phát triển như thành thị, duyên hải, có nhiều tài nguyên và chất lượng nhân lực tốt được đầu tư nhiều hơn và lợi nhuận chảy nhiều vào các khâu trung gian cấp vốn và đầu ra sản phẩm).
Đường lối kinh tế chủ đạo của Việt Nam từ thời kỳ này là công nghiệp hóa xã hội chủ nghĩa, xây dựng chế độ làm chủ tập thể xã hội chủ nghĩa của nhân dân lao động (gồm công nhân, nông dân tập thể, trí thức xã hội chủ nghĩa Việt Nam, tại Đại hội đại biểu toàn quốc lần thứ V do Lê Duẩn, Tổng Bí thư Ban Chấp hành Trung ương Đảng trình bày, ngày 27 tháng 3 năm 1982:
- Công nghiệp nặng được ưu tiên phát triển
- Các thành phần kinh tế phi xã hội chủ nghĩa được cải tạo, kinh tế quốc doanh giữ vai trò chủ đạo trong nền kinh tế quốc dân và được phát triển ưu tiên, nông dân ở Nam Trung Bộ và Nam Bộ được khuyến khích tham gia sản xuất tập thể
- Nhà nước lãnh đạo nền kinh tế quốc dân theo kế hoạch thống nhất.
- Hội nhập kinh tế thông qua triển khai các hiệp định hợp tác với các nước xã hội chủ nghĩa, đặc biệt là trong khuôn khổ Hội đồng Tương trợ Kinh tế từ năm 1978.

Thời kỳ này được nhắc đến với danh từ "bao cấp". Nền kinh tế hoạt động theo cơ chế tập trung kế hoạch hóa. Nhà nước lên kế hoạch cho mọi hoạt động kinh tế, các xí nghiệp, nhà máy cứ theo kế hoạch nhà nước mà làm. Thành phần kinh tế tư nhân dần bị xóa bỏ (Hiến pháp cho phép kinh tế trên nền sở hữu tư nhân rất hãn hữu trong giai đoạn quá độ). Nông dân làm việc trong các hợp tác xã. Về lý thuyết, các hợp tác xã thuộc thành phần kinh tế tập thể, tuy nhiên do ruộng đất thuộc sở hữu toàn dân (do Nhà nước quản lý nhưng người dân không dễ giám sát với tư cách người chủ tối cao), cộng thêm cơ cấu quản lý hợp tác xã bất hợp lý, làm theo chỉ tiêu nhà nước và phụ thuộc nhà nước nên các ý tưởng lối làm ăn tập thể mang tính nhân đạo và đùm bọc lẫn nhau không thể phát huy tác dụng, thậm chí mang tính kinh tế nhà nước hơn là kinh tế tập thể.

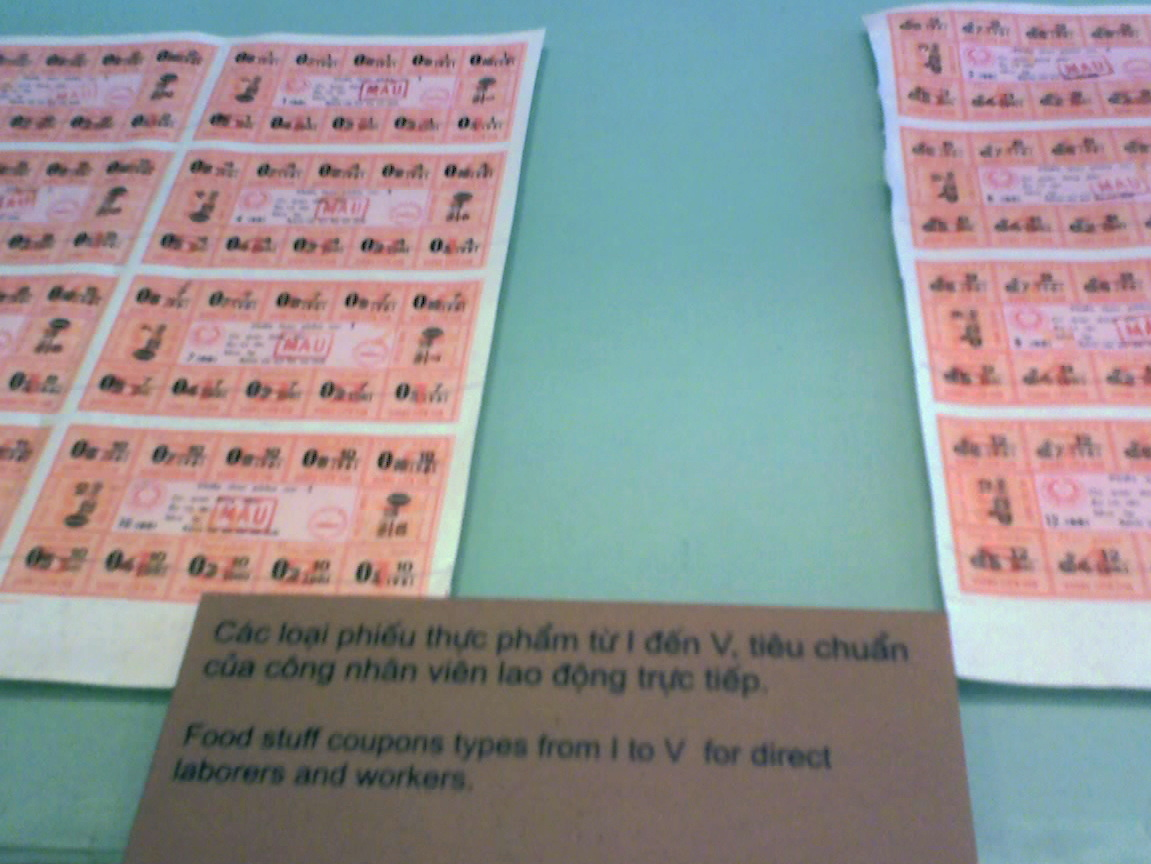
Do sản xuất kém phát triển, hàng hóa không đủ, nên việc phân phối bị kiểm soát bằng chế độ tem phiếu. Chế độ phân phối này chấm dứt vào năm 1994 khi chính sách tiền tệ hóa được hoàn tất.

Từ năm 1976 đến 1980, thu nhập quốc dân tăng rất chậm, có năm còn giảm: Năm 1977, tăng 2,8%; năm 1978, tăng 2,3%; năm 1979, giảm 2%; năm 1980, giảm 1,4%, bình quân 1977–1980 chỉ tăng 0,4%/năm, thấp xa so với tốc độ tăng trưởng dân số, làm cho thu nhập quốc dân bình quân đầu người bị sụt giảm 14%. GDP bình quân đầu người là 80 USD năm 1980 thấp hơn Lào (94 USD), và Campuchia (191 USD). Theo một số thống kê, kế hoạch 5 năm lần thứ hai chỉ tiêu tăng 13-14% mỗi năm, nhưng chỉ tăng 0,4% mỗi năm, trong đó nông nghiệp tăng 1,9% và công nghiệp tăng 3,3%, phân phối yếu kém và lãng phí vốn đầu tư.
Kết quả này do nhiều nguyên nhân, như không còn nhận nguồn viện trợ dồi dào từ bên ngoài, hậu quả của các cuộc chiến tranh, ngân sách quốc phòng lớn, cấm vận của Mỹ, nạn thuyền nhân và chảy máu chất xám, thiên tai, dân số tăng nhanh,... trong đó có cả "do khuyết điểm, sai lầm của các cơ quan Đảng và Nhà nước ta từ trung ương đến cơ sở về lãnh đạo và quản lý kinh tế, quản lý xã hội" dẫn tới "chủ quan, nóng vội, đề ra những nhiệm vụ và chỉ tiêu của kế hoạch nhà nước quá cao so với khả năng, những chủ trương sản xuất, xây dựng, phân phối, lưu thông thiếu căn cứ xác đáng, dẫn đến lãng phí lớn về sức người, sức của;... rất bảo thủ, trì trệ trong việc chấp hành đường lối của Đảng và nhiều nghị quyết của Trung ương, trong việc đánh giá và vận dụng những khả năng về nhiều mặt của đất nước.... kéo dài cơ chế quản lý quan liêu bao cấp với các kế hoạch hóa gò bó, cứng nhắc, không đề cao trách nhiệm và mở rộng quyền chủ động cho cơ sở, địa phương và ngành, và cũng không tập trung thích đáng những vấn đề mà Trung ương cần và phải quản lý... duy trì quá lâu một số chính sách kinh tế không còn thích hợp, cản trở sản xuất và không phát huy nhiệt tình cách mạng và sức lao động sáng tạo của những người lao động... chưa nhạy bén trước những chuyển biến của tình hình, thiếu những biện pháp có hiệu quả" Việt Nam thiếu khả năng hoạch định và quản lý kinh tế do đa số cán bộ trình độ quản lý kinh tế kém. Mô hình kinh tế nặng về tự cung tự cấp, quan liêu, không sử dụng có hiệu quả các nguồn lực vật chất cũng như con người của quốc gia. Thêm và đó phải kể hai cuộc đổi tiền năm 1975 (do Cộng hòa Miền Nam Việt Nam thực hiện) và đổi tiền năm 1978 trên toàn quốc để thực thi "đánh tư sản mại bản", làm cạn kiệt vốn liếng của người dân và làm xáo trộn kinh tế trầm trọng..

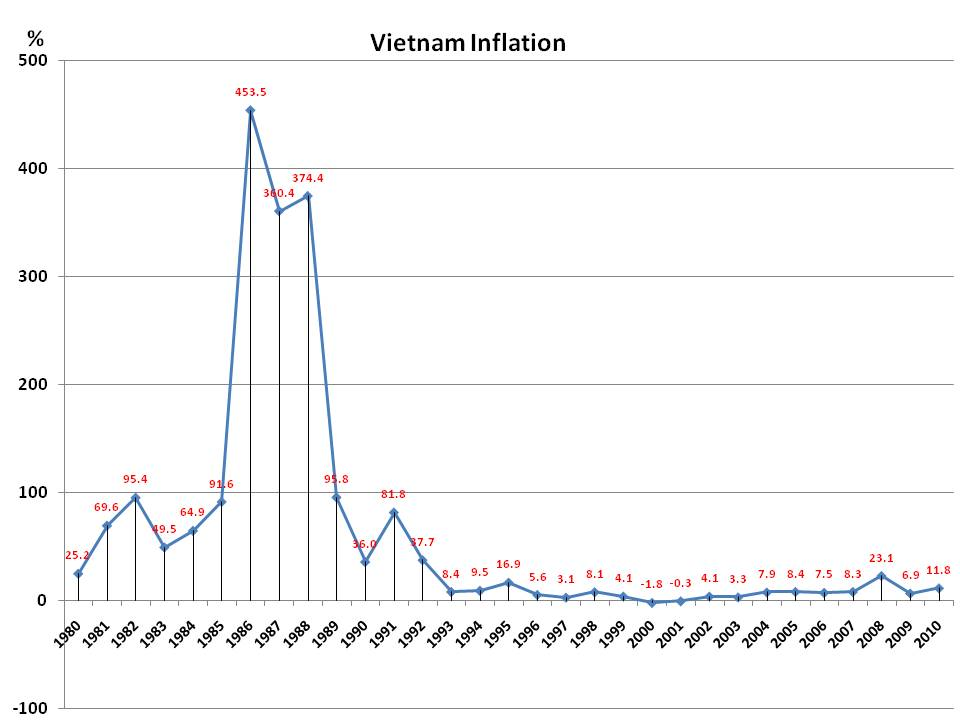
Tỷ lệ lạm phát của Việt Nam thời kỳ 1980-2010

Kim ngạch xuất khẩu năm 1980 chỉ đạt 15% kim ngạch nhập khẩu. Cùng năm đó, chỉ tiêu thóc lúa là 21 triệu tấn nhưng thu hoạch chỉ đạt 12 triệu tấn. Tình hình lương thực thiếu hụt trầm trọng khiến lượng gạo mua qua mậu dịch quốc doanh bị hạn chế tương đương với thời kỳ chiến tranh khốc liệt nhất ở miền Bắc. Khoảng 10-15% lương thực phải nhập khẩu. Hàng hóa không đủ, để trang trải các khoản nợ từ khối Cộng sản, chính phủ Việt Nam xoay sang trả nợ bằng lao động. Riêng tại Liên Xô đã có hơn 100.000 thợ thuyền người Việt được gửi sang để bù vào phần nào cán cân mậu dịch. Thu nhập bình quân đầu người năm 1976 là 101 USD, đến năm 1980 có 91 USD, trong khi năm 1982 là 99 USD, riêng tại miền Bắc năm 1976 là 82 USD, đến năm 1980 là 58 USD.. Tốc độ tăng kinh tế giai đoạn 1975 đến 1985 dao động ở 1,9%-0,6%.
Năm 1982, Đại hội V của Đảng Cộng sản Việt Nam đã thừa nhận kinh tế Việt Nam trong thời kỳ 1976–1980 là: "kết quả sản xuất không tương xứng với sức lao động và vốn đầu tư bỏ ra, những mất cân đối lớn của nền kinh tế vẫn trầm trọng, thu nhập quốc dân chưa bảo đảm được tiêu dùng của xã hội trong khi dân số tăng nhanh; thị trường, vật giá, tài chính, tiền tệ không ổn định, đời sống của nhân dân lao động còn nhiều khó khăn". Vì thế, từ năm 1982, Đảng này quyết định Việt Nam sẽ tập trung sức phát triển mạnh nông nghiệp và coi nông nghiệp là mặt trận hàng đầu, đẩy mạnh sản xuất hàng tiêu dùng, và kết hợp nông nghiệp, công nghiệp hàng tiêu dùng và công nghiệp nặng trong một cơ cấu công - nông nghiệp hợp lý, tăng cường phân cấp cho địa phương trong công tác sản xuất và quản lý sản xuất. Kinh tế quốc doanh vẫn tiếp tục giữ vai trò chủ đạo, kinh tế gia đình được khuyến khích. Thị trường không có tổ chức bị quản lý chặt chẽ.
Tính chung tốc độ phát triển 5 năm, năm 1981 tăng 2,3%, năm 1982 tăng 8,8%, năm 1983 tăng 7,2%, năm 1984 tăng 8,3%, năm 1985 tăng 5,7%, bình quân 1981-1985 tăng 6,4%/ năm. Tốc độ tăng kinh tế cả giai đoạn 1975 đến 1985 trung bình là 3,7%, trong khi dân số tăng 2,3% song chỉ tiêu đặt ra cho kế hoạch 5 năm lần thứ ba chỉ từ 4,5%-5% mỗi năm nhưng tăng trung bình 6,4% mỗi năm, nông nghiệp tăng 5,3% và công nghiệp tăng 9,3%. Lạm phát đầu những năm 80 là cao với 50%, đến 1985 là 587,2% (giai đoạn 1975-1980 lạm phát trung bình mỗi năm có 21,2%).
Tuy nhiên, thời kỳ 1981–1985, kinh tế Việt Nam đã không thực hiện được mục tiêu đã đề ra trong nghị quyết đại hội V là cơ bản ổn định tình hình kinh tế-xã hội, ổn định đời sống nhân dân. Sai lầm về tổng điều chỉnh giá – lương – tiền cuối năm 1985 đã đẩy nền kinh tế đất nước đến những khó khăn mới. Kinh tế – xã hội lâm vào khủng hoảng trầm trọng. Siêu lạm phát xuất hiện và kéo dài, từ năm 1985 kéo dài đến 1988 từ 500% đến 800%. Nguồn gốc lạm phát một nguyên nhân là do thâm hụt ngân sách của các doanh nghiệp nhà nước. Tuy nhiên bất cập hệ thống phân phối cũng đáng kể.
Để vượt qua khó khăn, các địa phương nhất là địa phương ở Nam Bộ đã có những biện pháp "xé rào" như khoán hộ, khoán sản phẩm, bù giá vào lương, tăng cường quan hệ ngoại thương với các nước ngoài khối xã hội chủ nghĩa. Những biện pháp "xé rào" này đã mang lại những hiệu quả nhất định trong tăng năng suất sản xuất, giải quyết tình trạng khan hiếm hàng hóa và nợ lương người lao động. Vì thế, chúng đã thu hút được sự chú ý của các nhà lãnh đạo Đảng và Chính phủ. Khoán sản phẩm đến nhóm và người lao động (hay Khoán 100 gọi dựa theo Chỉ thị 100 của Ban Bí thư trung ương Đảng Cộng sản Việt Nam khóa IV) và mở rộng quyền tự chủ sản xuất kinh doanh cho các xí nghiệp quốc doanh (nghị quyết 25/CP của Chính phủ) được Đảng và Chính phủ cho phép thí điểm và dần áp dụng rộng rãi từ năm 1981. Ở Hà Nội và Thành phố Hồ Chí Minh, một số nhà nghiên cứu kinh tế gồm cả những người được đào tạo thời Việt Nam Cộng hòa đã được lãnh đạo Đảng triệu tập để nghiên cứu, chuẩn bị cho đổi mới.
Những thực tiễn "xé rào" và lý luận mới trên đã giúp Đảng Cộng sản Việt Nam triển khai chính thức chương trình Đổi mới tư duy quản lý kinh tế mà thể hiện trước hết là nghị quyết của Đại hội VI tổ chức vào giữa tháng 12 năm 1986. Các quyết định đổi mới gắn với tên tuổi của Tổng Bí thư Trường Chinh và chỉ đạo bởi Tổng Bí thư Nguyễn Văn Linh.

### Giai đoạn 1986–2006
Xem thêm: Đổi Mới

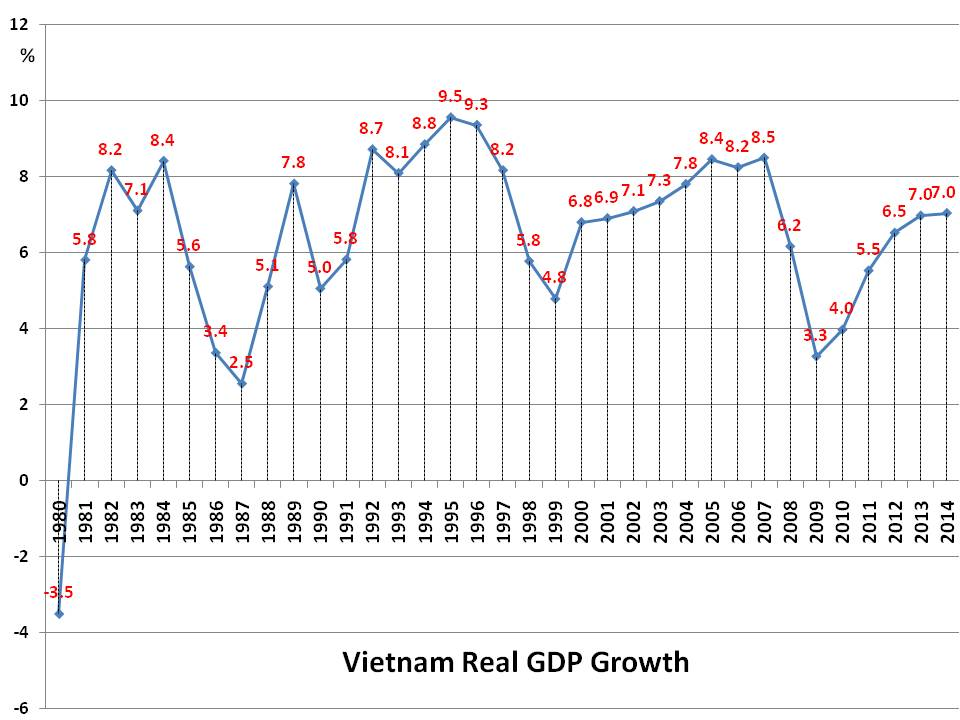
Tăng trưởng GDP thực giai đoạn 1980-2010

Thời kỳ 1986–2000 gọi là thời kỳ chuyển tiếp của nền kinh tế Việt Nam (tiếng Anh: transitional economy), từ nền kinh tế kế hoạch hóa tập trung sang vận hành theo cơ chế thị trường, nhưng không phải là thị trường hoàn toàn tự do mà "có sự quản lý, điều tiết của nhà nước", theo Chính phủ Việt Nam là để nhằm hạn chế những khuyết tật của kinh tế thị trường.
Giai đoạn 1986–1990, Việt Nam tập trung triển khai Ba Chương trình kinh tế lớn: lương thực – thực phẩm, hàng tiêu dùng, hàng xuất khẩu. Các hình thức ngăn sông cấm chợ, chia cắt thị trường được xóa bỏ dần, kế hoạch kinh tế của nhà nước được thực hiện trên cơ sở hạch toán. Đặc biệt, các thành phần kinh tế ngoài quốc doanh và tập thể được thừa nhận và bắt đầu được tạo điều kiện hoạt động. Nền kinh tế dần dần được thị trường hóa. Song Đảng chủ trương và thực hiện kinh tế quốc doanh là chủ đạo, chi phối các thành phần kinh tế khác. Cơ chế quản lý nền kinh tế bằng mệnh lệnh hành chính dần dần giảm đi.
Kinh tế Việt Nam bắt đầu có những chuyển biến tốt. Từ chỗ phải nhập khẩu lương thực, Việt Nam đã sản xuất đủ tự cung cấp, có dự trữ và còn xuất khẩu gạo. Khoán 10 được triển khai từ năm 1988 trên quy mô toàn quốc càng khuyến khích nông dân sản xuất lúa gạo. Hàng hóa, nhất là hàng tiêu dùng, nhiều hơn và đa dạng hơn. Xuất khẩu tăng mạnh, thâm hụt thương mại giảm. Từ năm 1989, Việt Nam bắt đầu xuất khẩu dầu thô, đem lại nguồn thu xuất khẩu lớn. Lạm phát được kiềm chế dần dần. Đến năm 1990, GDP bình quân đầu người mới đạt mức 98 USD (Lào là 186 USD, và Campuchia là 191 USD).
Tháng 6 năm 1991, Đảng Cộng sản Việt Nam tổ chức Đại hội đại biểu toàn quốc lần thứ VII, tại đây một văn kiện quan trọng đã ra đời, đó là "Cương lĩnh xây dựng đất nước trong thời kỳ quá độ lên chủ nghĩa xã hội". Cương lĩnh này sau đó liên tục được bổ sung và điều chỉnh trong các kỳ họp của Ban Chấp hành trung ương Đảng và Đại hội Đại biểu toàn quốc tiếp theo. Cương lĩnh này và các văn kiện có tính chất sửa đổi nó tuyên bố rằng nhiệm vụ trung tâm của xây dựng cơ sở vật chất của chủ nghĩa xã hội ở Việt Nam là: "đẩy mạnh công nghiệp hóa, hiện đại hóa" "gắn liền với phát triển một nền nông nghiệp toàn diện". Các văn kiện này nêu phương hướng: "thiết lập quan hệ sản xuất xã hội chủ nghĩa từ thấp đến cao với sự đa dạng về hình thức sở hữu. Phát triển nền kinh tế hàng hóa nhiều thành phần theo định hướng xã hội chủ nghĩa, vận hành theo cơ chế thị trường có sự quản lý của nhà nước" và "phát triển nền kinh tế thị trường định hướng xã hội chủ nghĩa".
Thời kỳ 1991–1999 được coi là giai đoạn phát triển thành công của Việt Nam, gắn với nhiệm kỳ Tổng Bí thư Đỗ Mười, hai nhiệm kỳ của Thủ tướng Võ Văn Kiệt (từ tháng 8 năm 1991 – tháng 9 năm 1997). Việc chuyển sang kinh tế thị trường đã làm thay đổi toàn diện nền kinh tế. Tăng trưởng trên 9% đạt được vào các năm 1995 (9,54%) và 1996 (9,34%) tuy nhiên phân hóa xã hội và tham nhũng cũng gia tăng. Giai đoạn 1993-1997 là thời kỳ kinh tế Việt Nam kiềm chế thành công lạm phát đồng thời lại tăng trưởng nhanh chóng. Sau đó, kinh tế tăng trưởng chậm lại trong 2 năm 1998-1999, sau đó tiếp tục đà tăng nhanh trong những năm đầu 2000 trong hai nhiệm kỳ của Thủ tướng Phan Văn Khải.
Thập niên 1990 và đầu 2000 là thời kỳ mà Việt Nam tích cực hội nhập kinh tế mà đỉnh cao là việc ký hiệp định gia nhập Tổ chức Thương mại Thế giới WTO (năm 2006) và Hiệp định Thương mại Việt-Mỹ (năm 2001). Các sách báo trong nước thời kỳ này dùng cụm từ "đổi mới" để mô tả thời kỳ 1986-2000, thời kỳ chuyển biến thực sự về nhận thức tư duy kinh tế, áp dụng kinh tế thị trường và hội nhập quốc tế. Báo chí nước ngoài khen ngợi Việt Nam, ví Việt Nam như "con hổ" kinh tế trong tương lai gần. GDP bình quân đầu người đạt mức 396 USD (Lào 328 USD, Campuchia 283 USD) năm 2000.
Tuy nhiên, đến thời điểm kết thúc nhiệm kỳ cuối của Thủ tướng Phan Văn Khải (2006), theo ông Khải phát biểu chia tay tại Quốc hội, nền kinh tế Việt Nam đã và vẫn còn nhiều tồn tại mà ông Khải vẫn chưa giải quyết được. Công tác cán bộ chậm được đổi mới là nguyên nhân của mọi nguyên nhân dẫn đến những sai lầm và khuyết điểm trong lãnh đạo quản lý kinh tế, xã hội. Nền kinh tế còn chậm phát triển chiều sâu, tình trạng lãng phí thất thoát vốn và tài sản công còn nghiêm trọng nhất là trong các dự án đầu tư vốn nước ngoài.

### Giai đoạn 2006–nay

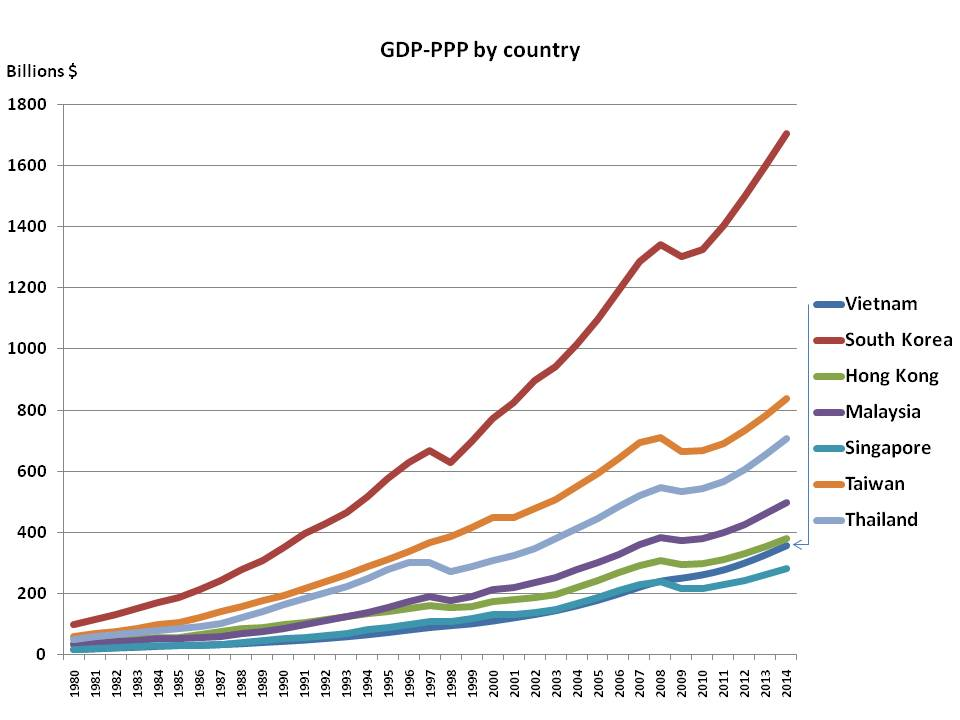
So sánh GDP-PPP giữa Việt Nam và các nước công nghiệp mới qua các năm 1980-2014

Tháng 6 năm 2006, Nguyễn Tấn Dũng lên thay Phan Văn Khải làm Thủ tướng. Theo BBC, Chính phủ của Thủ tướng Nguyễn Tấn Dũng bị cáo buộc đã không quyết liệt với nạn tham nhũng phổ biến gây nên sự sụp đổ của một loạt tập đoàn lớn như Vinashin . Thủ tướng Nguyễn Tấn Dũng đã mắc các sai phạm trong quản lý các vấn đề kinh tế, đã bị đề nghị kỷ luật Hội nghị 6 Trung ương đảng khóa XI tháng 10 năm 2012. Bản thân lãnh đạo Đảng Cộng sản cũng nhận lỗi và thừa nhận các vấn đề của nền kinh tế Việt Nam là do sai lầm trong hoạch định chính sách kinh tế, mà đại diện là Bộ Chính trị. Ông Dũng trong Kỳ họp thứ tư, Quốc hội khóa XIII đã thừa nhận các sai lầm trong quản lý kinh tế đã dẫn tới các vấn đề nghiêm trọng của nền Kinh tế Việt Nam.
Ông Dũng ký quyết định thành lập mới một loạt các tập đoàn kinh tế nhà nước lớn, như Tập đoàn Dầu khí Việt Nam, (29/8/2006), Tập đoàn Công nghiệp Cao su Việt Nam (30/10/2006)... (trước đó chỉ là các Tổng công ty), đồng thời ông Dũng trực tiếp chịu trách nhiệm và quyền hạn liên quan, thay vì các Bộ như trước kia. Trong số 40 tập đoàn, có 2 tập đoàn do sai lầm trong quản lý nên lâm vào khủng hoảng, gây lãng phí rất lớn, 5 tập đoàn nhà nước đầu ngành bị lỗ (2 tập đoàn lỗ trên 1.000 nghìn tỷ), 5 tập đoàn có nợ phải thu khó đòi hàng trăm tỷ tính tới cuối năm 2012 .
Kinh tế năm 2007 tăng trưởng 8,5%, cao nhất kể từ năm 1997. Tuy nhiên năm 2008, nền kinh tế Việt Nam chững lại, được cho bắt nguồn từ nhiều nguyên nhân, trong đó có khủng hoảng tài chính 2007-2010. Từ năm 2007, nền kinh tế đã có dấu hiệu lạm phát rất cao. Đặc trưng giai đoạn này là tốc độ tăng trưởng kinh tế chững lại (chỉ đạt 5–6%/năm so với 7–8% giai đoạn trước). 2008 là một năm không vui với tăng trưởng GDP của Việt Nam khi tốc độ tăng trưởng GDP chỉ đạt ~6,23%, thấp nhất kể từ năm 1999. Các năm 2007-2008, lạm phát tăng tốc và hàng năm đều ở mức 10–20%.. Năm 2009, tốc độ tăng trưởng GDP tụt xuống còn 5,32%, năm 2010 là 6,78% và năm 2011 là 5,89%

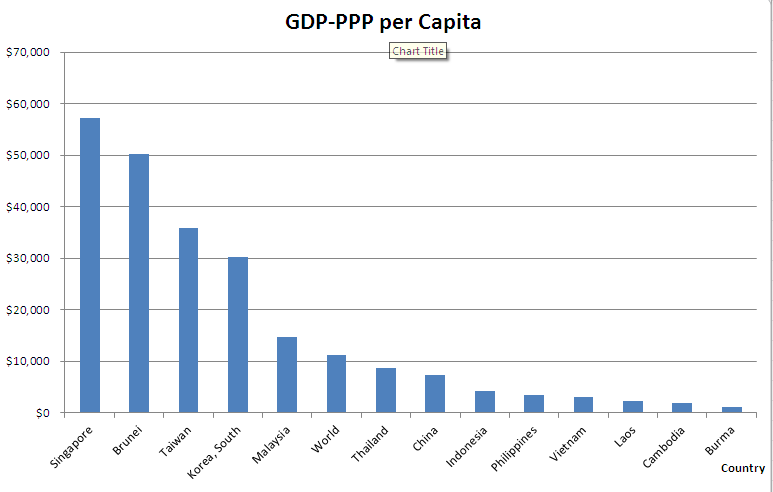
So sánh GDP-PPP bình quân đầu người giữa Việt Nam và một số nước trong khu vực Đông Á và Đông Nam Á năm 2010

Tháng 5 năm 2009, Chính phủ tung ra gói kích cầu có giá trị 143.000 tỷ đồng (tương đương 8 tỷ USD), sau đó tăng lên 160 nghìn tỷ đồng (tương đương 9 tỷ USD). Gói kích cầu có ảnh hưởng tốt nhất định (kích thích nhu cầu tăng, dẫn tới tăng GDP), tuy nhiên cũng để lại nhiều hệ lụy sau này: tạo bong bóng đầu cơ bong bóng chứng khoán và bất động sản, lạm phát tăng cao, thâm hụt ngân sách nặng dẫn tới nợ nhà nước tăng cao, gây bất ổn định tỷ giá và bất ổn định kinh tế vĩ mô. Ngày 25/11/2009 VNĐ bị phá giá khoảng 5% và đến tháng 12, Chính phủ phải tuyên bố dừng gói kích cầu  Kinh tế vĩ mô bất ổn định, lạm phát năm 2011 lên tới trên 20%. Trong năm 2010, Ngân hàng Nhà nước Việt Nam đã từng ba lần áp dụng biện pháp phá giá đồng tiền VND. Ngày 11/2/2011, VND bị phá giá 9,3%.
Giai đoạn này, một số Tập đoàn kinh tế Nhà nước lớn như VINASHIN, VINALINES (trước đó chỉ là các Tổng công ty) được dành rất nhiều tiền từ nhiều nguồn khác nhau, nhưng do sai lầm trong quản lý nên lâm vào khủng hoảng, gây lãng phí rất lớn.
Tháng 7 năm 2011, Thủ tướng Nguyễn Tấn Dũng bước vào nhiệm kỳ II, thay đổi một số nhân sự chủ chốt về kinh tế, đặc biệt là các Bộ trưởng Nguyễn Văn Bình (Thống đốc Ngân hàng Nhà nước) và Vương Đình Huệ (Bộ Tài chính). Trong giai đoạn này, lạm phát Việt Nam tăng rất cao. Nghị quyết số 11 được Chính phủ đưa ra thắt chặt tiền tệ, nhằm mục tiêu giảm lạm phát. Theo đó, lãi suất ngân hàng tăng rất cao, các doanh nghiệp bị hạn chế cho vay. Trong năm 2011, nhiều phân tích kinh tế trong nước cho rằng Nghị quyết 11 đã phát huy tác dụng, là liều thuốc chữa lạm phát hữu hiệu.
Tuy nhiên, sang năm 2012, do ảnh hưởng của nhiều nguyên nhân, trong đó có một phần từ Nghị quyết 11 đã thắt chặt mức cung tiền, nền kinh tế Việt Nam lâm vào tình thế rất khó khăn, trong đó nổi bật là nợ xấu ngân hàng và hàng tồn kho tăng cao, thị trường bất động sản và chứng khoán suy thoái, đặc biệt là thị trường bất động sản đóng băng, trong khi dư nợ lĩnh vực này có thể tới 50 tỷ USD. Một số lượng lớn các doanh nghiệp phá sản. Đa số các doanh nghiệp lâm vào khó khăn. Tính chung hai năm 2011 và 2012 thì tổng số doanh nghiệp rời khỏi thị trường bằng 20 năm trước đó. Và trong số gần 500.000 doanh nghiệp đang hoạt động thì tỷ lệ thua lỗ cũng rất cao. Nợ xấu của toàn nền kinh tế tăng cao và tăng nhanh đe doạ sự ổn định của nền kinh tế. Tổng nợ công theo định nghĩa quốc tế vào cuối năm 2011 đã là 128.9 tỷ USD bằng 106% GDP (121.7 tỷ USD), trong đó nợ nước ngoài bằng 38,9% GDP..
Theo một dự báo được thực hiện đầu năm 2008 thì vào năm 2025, nền kinh tế Việt Nam có thể trở thành nền kinh tế lớn thứ 28 thế giới với PPP đạt hơn 850 tỉ USD, cho đến năm 2050, nền kinh tế Việt Nam sẽ đứng vào top 20 trong các nền kinh tế lớn trên thế giới có tốc độ tăng trưởng cao nhất trong các nền kinh tế mới nổi và sẽ đạt 70% quy mô của nền kinh tế Vương quốc Anh vào năm 2050.. Tuy nhiên kinh tế tăng trưởng chậm lại trong hai giai đoạn sau năm 1997 (năm 1998 chỉ tăng 5,76% và năm 1999 tăng 4,77%) và từ 2008 và nhất là từ năm 2011 (năm 2011 tăng 6,24%, năm 2012 tăng có 5,25% và 2013 ước tăng 5,42%), thấp hơn 5 nước khác trong khu vực Đông Nam Á và thấp hơn mức bình quân khu vực Đông Nam Á – Thái Bình Dương (theo World Bank năm 2013 Việt Nam tăng 5,3% trong khi toàn khu vực là 7,2%).
Năm 2014, kinh tế tăng trưởng 5,98% (số liệu Nhà nước Việt Nam), là năm đầu tiên vượt mức do Quốc hội khóa XIII đề ra nhưng thấp hơn đề ra trong Kế hoạch 5 năm của Quốc hội khóa XIII, trong khi thấp hơn một số nước xung quanh (theo số liệu của ADB) như Lào (7,4%, theo thông tấn xã Lào GDP bình quân đầu người 1217 USD năm 2011 lên 1692 USD năm 2014 và dự kiến năm 2015 lên đến 1890 USD, với đà tăng trưởng trung bình 7,1% mỗi năm kế hoạch 2011-2015, tỷ lệ hộ nghèo của người dân trên cả nước đã giảm từ 33% năm 2003 xuống 16% năm 2013), Campuchia (7%, thông tấn xã Campuchia xác nhận tăng 7%, trong đó công nghiệp tăng là 9,6%, khu vực dịch vụ tăng 7,5% và tăng trưởng nông nghiệp là 2,6%, tỷ lệ hộ nghèo đã giảm xuống dưới 18%, ngành du lịch năm 2014, tăng 19,34% so với năm 2013), Trung Quốc (7,4%), Ấn Độ (7,4%), Myanmar (7,7%), và với đà tăng như vậy, không đạt được chỉ tiêu chung cho kế hoạch 5 năm là tăng 6,5% – 7%/năm. Năm 2015, tăng trưởng GDP đạt 6,68% (số liệu Nhà nước), trong khi các nước láng giềng Trung Quốc là 6,9%, Lào 7,5% (năm tài chính 2014-2015 GDP tăng trưởng 7,9%, với thu nhập bình quân đầu người tăng lên đến 1.970 USD, kế hoạch tăng trưởng trung bình 7,5% mỗi năm giai đoạn 2016-2020, GDP bình quân đầu người 2,450 USD năm 2020, số liệu khác phấn đấu 3.190 USD vào năm 2020), Campuchia 6,9% (số liệu khác 7%, kế hoạch tăng 7% năm 2016).
Theo The World Factbook, kinh tế Việt Nam năm 2014 tăng 5,5%, mức tăng đứng thứ 7 trong Đông Nam Á. Tính tổng quan trong 10 năm (2006 đến 2015), GDP bình quân đầu người tăng khoảng 3,5 lần, tốc độ xếp hạng 16 trên thế giới (chỉ sau Myanmar tăng 14 lần, Timor-Leste tăng 8,9 lần, Ma Cao tăng 6,2 lần, Mông Cổ tăng 5,7 lần, Trung Quốc và Uzbekistan tăng 4,8 lần, Azerbaijan và Ethiopia 4,5 lần, Tuvalu 4,4 lần, Nigeria 4,1 lần, Cộng hòa Dân chủ Congo 4,0 lần, Lào, Guyana và São Tomé và Príncipe 3,9 lần, Paraguay 3,7 lần, bằng Montenegro, Papua New Guinea, Maldives, trên một số nước gần sát như Uruguay, Sri Lanka, Suriname, Solomon tăng khoảng 3,4 lần).
Xét trên tổng quy mô kinh tế, thì Việt Nam chỉ xếp sau Trung Quốc về tăng trưởng GDP bình quân đầu người trong 10 năm 2006-2016. Các số liệu GDP bình quân đầu người không phản ánh hoàn toàn chính xác mức sống của người dân, do các số liệu GDP thường chênh lệch với GNP, nhất là trong bối cảnh chủ nghĩa tư bản toàn cầu hóa, lợi nhuận được tính vào GDP của nước này có thể được tính vào GNP của nước khác, và các nguyên nhân khác. Cụ thể theo thống kê của WB, thì GDP năm 2014 là 186,2 tỷ USD, trong khi GNI là 172,9 tỷ USD nghĩa là tổng sản phẩm của Việt Nam thấp hơn tổng sản phẩm làm ra tại Việt Nam. Các nước xã hội chủ nghĩa trước đây thường có một hệ thống tính GNP rất khác với các nước có nền kinh tế tư bản, và do đó quy so sánh GNP các nước tư bản với các nước xã hội chủ nghĩa trước đây thường không chính xác và các nước xã hội chủ nghĩa trước đây cũng hay đo kinh tế theo GNP hơn là GDP.
Tốc độ phát triển kinh tế (GDP) giai đoạn 2011–2015 đạt 5,91%/năm (số liệu nhà nước), không đạt mục tiêu đề ra tại Đại hội XI của Đảng là tăng từ 7% đến 7,5%/năm. Tuy nhiên, cán cân thương mại trong giai đoạn này đã khởi sắc khi mức nhập siêu đã giảm dần, và năm 2012 là năm đầu tiên Việt Nam xuất siêu kể từ năm 1992. Nghị quyết của Đại hội XII năm 2016 đưa chỉ tiêu phát triển kinh tế kế hoạch 5 năm 2016-2021 là 6,5% đến 7%/năm. Năm 2018, GDP tính theo sức mua tương đương bình quân đầu người của Việt Nam chỉ bằng 40% so với trung bình của thế giới (khoảng 6.600 USD so với 16.000 USD), mới thoát khỏi nhóm các nước nghèo và ở vào nhóm thu nhập trung bình thấp trên thế giới. Năm 2017, tăng trưởng kinh tế đạt 6,81%, vượt chỉ tiêu 6,7% do Quốc hội đề ra.
Tháng 12 năm 2019, Tổng cục Thống kê công bố số liệu đánh giá lại quy mô GDP giai đoạn 2010-2017. Quy mô GDP đánh giá lại của toàn nền kinh tế theo giá hiện hành tăng bình quân 25,45%/năm giai đoạn 2010-2017, tương ứng tăng 935 nghìn tỷ đồng/năm. Quy mô GDP thay đổi dẫn tới các chỉ tiêu kinh tế tổng hợp khác cũng thay đổi. Cụ thể, tích luỹ tài sản bình quân mỗi năm tăng 28,98%. Tiêu dùng cuối cùng của hộ dân cư thay đổi đáng kể, bình quân tăng 26,37%/năm. Tổng thu nhập quốc gia (GNI) bình quân mỗi năm tăng 26,6%. GDP bình quân đầu người tăng thêm 10,3 triệu đồng/người/năm, tương ứng 25,6%. Tỉ lệ vốn đầu tư so với GDP bình quân mỗi năm khoảng 33,3%/năm, tăng thêm 0,7 điểm phần trăm. Hiệu quả sử dụng vốn đầu tư (hệ số ICOR) không có sự thay đổi lớn, giai đoạn 2011-2017 là 5,98 (giảm 0,27). Có 5 nhóm nguyên nhân dẫn đến thay đổi của quy mô GDP, trong đó có 4 nhóm làm tăng quy mô GDP. Đó là: bổ sung thông tin từ tổng điều tra; bổ sung thông tin từ hồ sơ hành chính; cập nhật lý luận mới hệ thống tài khoản quốc gia 2008 và rà soát, cập nhật lại phân ngành kinh tế. Chỉ duy nhất 1 nhóm là cập nhật cơ cấu kinh tế làm thay đổi hệ số chi phí trung gian và chỉ số giá của cả nước, đã làm quy mô GDP theo giá hiện hành giảm.
Năm 2020, GDP bình quân đầu người của Việt Nam dự kiến đạt 3.497,51 USD, vượt qua Phillipines
Phát biểu của Tổng Bí thư, Chủ tịch nước Nguyễn Phú Trọng tại Hội nghị Chính phủ với các địa phương ngày 28 tháng 12 năm 2020: Đất nước ta chưa bao giờ có được cơ đồ, tiềm lực, vị thế, uy tín quốc tế như ngày nay. Đất nước đang có gần 100 triệu dân, làm đủ ăn, thu đủ chi, xuất đủ nhập trong đó xuất khẩu nhiều hơn, có của ăn của để. Ngày xưa, Hà Nội là thành phố của xe đạp, một thời kỳ là thành phố xe máy, còn bây giờ là thành phố ôtô. Máy bay cũng rất nhiều. Cũng đất đai, đồng ruộng ấy đã xuất hiện bao công trình, đường xá, lâu đài. Ngày xưa, đất nước từng trải qua thời kỳ có 2 triệu người chết đói, có thời kỳ hơn 30 triệu dân sống khổ sở, phải ăn bột mì mốc của nước ngoài dành cho lợn. Học sinh đi học không có trường lớp, thiếu quần áo...Đến nay, về vị thế, Việt Nam tham gia nhiều tổ chức và diễn đàn quốc tế, đạt được nhiều kết quả. "Cho nên hình như bây giờ câu nói ấy được chấp nhận, nói một cách thoải mái, không hề bị ngượng".

## Đặc điểm

### Hệ thống kinh tế
Xem thêm: Kinh tế thị trường định hướng xã hội chủ nghĩa, Kinh tế hỗn hợp, Kế hoạch 5 năm (Việt Nam), Cổ phần hóa.

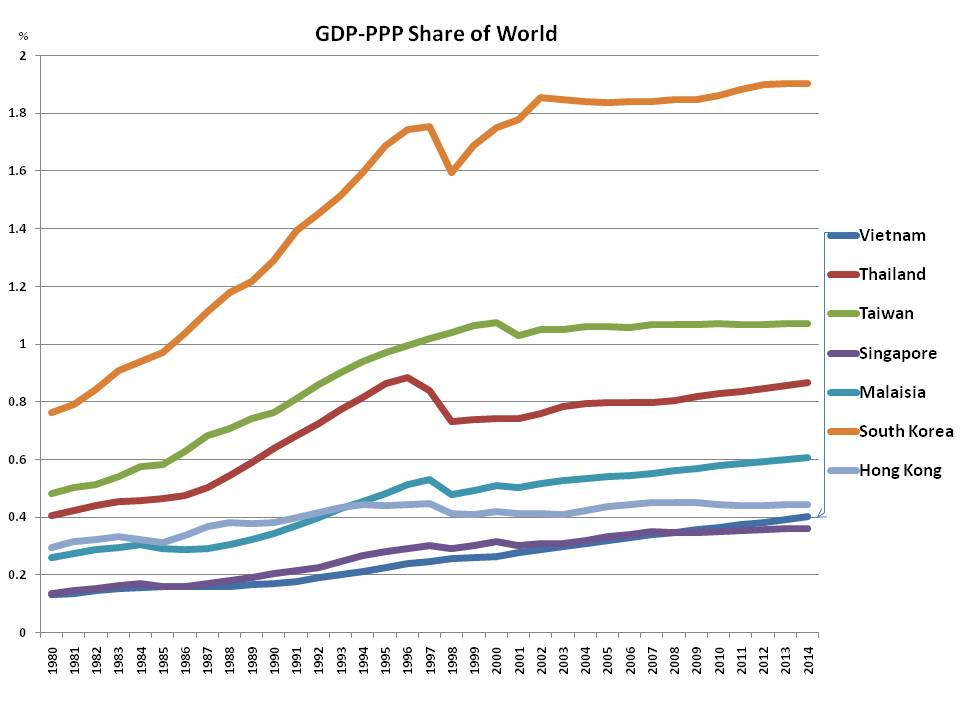
So sánh quy mô kinh tế (GDP-PPP) trong nền kinh tế toàn cầu giữa Việt Nam và một số quốc gia và vùng lãnh thổ khu vực Đông Á và Đông Nam Á, giai đoạn 1980-2014.

Kinh tế Việt Nam là nền kinh tế hỗn hợp. Trong khi nền kinh tế ngày càng được thị trường hóa thì sự can thiệp của Nhà nước vào nền kinh tế vẫn còn ở mức độ cao. Hiện tại, nhà nước vẫn sử dụng các biện pháp quản lý giá cả kiểu hành chính với các mặt hàng thiết yếu như yêu cầu các tập đoàn kinh tế và tổng công ty điều chỉnh mức đầu tư, quyết định giá xăng dầu, kiểm soát giá thép, xi măng, than. Tại Đại hội đại biểu toàn quốc của Đảng, Đảng ra quyết định về chiến lược phát triển kinh tế xã hội cho thời kỳ 10 năm và phương hướng thực hiện nhiệm vụ phát triển kinh tế xã hội 5 năm. Trên cơ sở đó, Chính phủ Việt Nam xây dựng kế hoạch phát triển kinh tế xã hội 5 năm và hàng năm để trình Quốc hội góp ý và thông qua.
Chính phủ Việt Nam tự nhận rằng kinh tế Việt Nam là một nền kinh tế vận hành theo cơ chế thị trường, và nhiều nước và khối kinh tế bao gồm cả một số nền kinh tế thị trường tiên tiến cũng công nhận Việt Nam là nền kinh tế thị trường. Tuy nhiên, cho đến nay Hoa Kỳ, EU và Nhật Bản vẫn chưa công nhận kinh tế Việt Nam là nền kinh tế thị trường. Tổ chức Thương mại Thế giới công nhận Việt Nam là nền kinh tế đang phát triển ở trình độ thấp và đang chuyển đổi.
Việt Nam có nhiều thành phần kinh tế. Theo cách xác định hiện nay của chính phủ, Việt Nam có các thành phần kinh tế sau: kinh tế nhà nước, kinh tế tập thể, kinh tế tư nhân (cá thể, tiểu chủ, tư bản tư nhân), kinh tế tư bản nhà nước, kinh tế có vốn đầu tư nước ngoài. Một trong những biện pháp mà Đảng và Chính phủ Việt Nam thực hiện để khu vực kinh tế nhà nước trở thành chủ đạo của nền kinh tế là thành lập các tập đoàn kinh tế nhà nước và tổng cổng ty nhà nước. Tuy nhiên, từ đầu thập niên 1990 cho đến nay, Việt Nam đã liên tục thực hiện cổ phần hóa các doanh nghiệp nhà nước. Mặc dù Đảng và Nhà nước chủ trương ưu tiên phát triển các thành phần kinh tế nhà nước và kinh tế tập thể, song tốc độ tăng trưởng của hai thành phần này lại thấp hơn so với của kinh tế tư nhân và kinh tế có vốn đầu tư nước ngoài. Theo số liệu của Tổng cục Thống kê, năm 2020, kinh tế tư nhân là khu vực lớn nhất, chiếm 50,50% GDP thực tế, tiếp theo là kinh tế Nhà nước (20,66%) và kinh tế có vốn đầu tư nước ngoài (20,00%).

### Các chỉ số
Tính từ năm 1986 đến năm 2016, sau 30 năm, kinh tế Việt Nam đạt được những kết quả sau:
- Trong suốt 30 năm qua, kinh tế Việt Nam đã đạt tốc độ tăng trưởng khá cao. Giai đoạn đầu Đổi mới (1986-1990), mức tăng trưởng GDP bình quân hàng năm đạt 4,4%/năm, giai đoạn 1991-1995 GDP bình quân tăng 8,2%/năm; giai đoạn 1996-2000 GDP bình quân tăng 7,6%/năm; giai đoạn 2001-2005 GDP tăng bình quân 7,34%/năm; giai đoạn 2006-2010, do suy giảm kinh tế thế giới, Việt Nam vẫn đạt tốc độ tăng trưởng GDP bình quân 6,32%/năm. Giai đoạn 2011-2015, GDP của Việt Nam tăng chậm lại nhưng vẫn đạt 5,9%/năm, là mức cao của khu vực và thế giới.
- Quy mô nền kinh tế tăng nhanh: GDP bình quân đầu người năm 1991 chỉ là 188 USD/năm. Đến năm 2003, GDP bình quân đầu người đạt 471 USD/năm và đến năm 2017 GDP đầu người đạt gần 2.985 USD/năm. Lực lượng sản xuất có nhiều tiến bộ cả về số lượng và chất lượng.
- Tỷ lệ nghèo đói giảm từ 58% năm 1992 xuống còn 7,6% cuối năm 2013[104].
- Cơ cấu kinh tế của Việt Nam bước đầu chuyển dịch theo hướng hiện đại, giảm khu vực nông nghiệp, tăng khu vực dịch vụ và công nghiệp.
- Kim ngạch ngoại thương năm 1991 là 5.156,4 triệu USD, trong đó xuất khẩu là 2.087,1 triệu USD, đến năm 2016 các con số tương ứng là 333 tỷ USD và 167,83 tỷ USD, tăng 60,4 lần và 80,4 lần so với năm 1991.
- Kinh tế nhà nước dần phát huy tốt hơn; hệ thống doanh nghiệp nhà nước từng bước được cơ cấu lại, cổ phần hóa theo Luật Doanh nghiệp và đang giảm mạnh về số lượng. Kinh tế tập thể bước đầu được Đổi mới, các hình thức hợp tác kiểu mới được hình thành phù hợp hơn với cơ chế thị trường. Kinh tế tư nhân tăng nhanh về số lượng, từng bước nâng cao hiệu quả kinh doanh.
- Trong 30 năm, Việt Nam thu hút được 310 tỷ USD của các nhà đầu tư nước ngoài, nguồn vốn này đã góp phần lớn làm tăng trưởng nền kinh tế Việt Nam.

Tổng Bí thư Đảng Cộng sản Việt Nam Nguyễn Phú Trọng tuyên bố "Với những thành tựu to lớn đã đạt được, chúng ta có cơ sở để khẳng định rằng, đất nước ta chưa bao giờ có được cơ đồ, tiềm lực, vị thế và uy tín như ngày nay".
Tuy nhiên, các chỉ số quan trọng về kinh tế của Việt Nam hiện vẫn ở mức thấp so với khu vực và thế giới. GDP bình quân đầu người thấp hơn 4 lần so với GDP bình quân đầu người chung của thế giới. Năng suất lao động, chỉ số sáng tạo của nền kinh tế, chỉ số tự do kinh tế, chỉ số hấp thụ FDI thấp hơn nhiều các nước khu vực. Tỷ lệ lao động nam và nữ chưa qua đào tạo của Việt Nam ở mức khoảng 80%. Trình độ công nghệ của Việt Nam lạc hậu 2-3 thế hệ so với thế giới và vài chục năm so với khu vực, đa số doanh nghiệp đang sở hữu công nghệ rất lạc hậu và máy móc hết khấu hao. Tỷ trọng đóng góp của doanh nghiệp tư nhân trong GDP còn ở mức thấp, trong khi tỷ lệ tham nhũng ở mức cao. Trong 30 năm, Việt Nam thành công trong việc xóa đói giảm nghèo, nâng cao mức sống của người dân nhưng thất bại trong mục tiêu công nghiệp hóa vào năm 2020 như Đảng Cộng sản Việt Nam đề ra khi bắt đầu Đổi mới. Đảng Cộng sản Việt Nam tiếp tục đặt mục tiêu hoàn thành công nghiệp hóa, hiện đại hóa Việt Nam vào năm 2030.

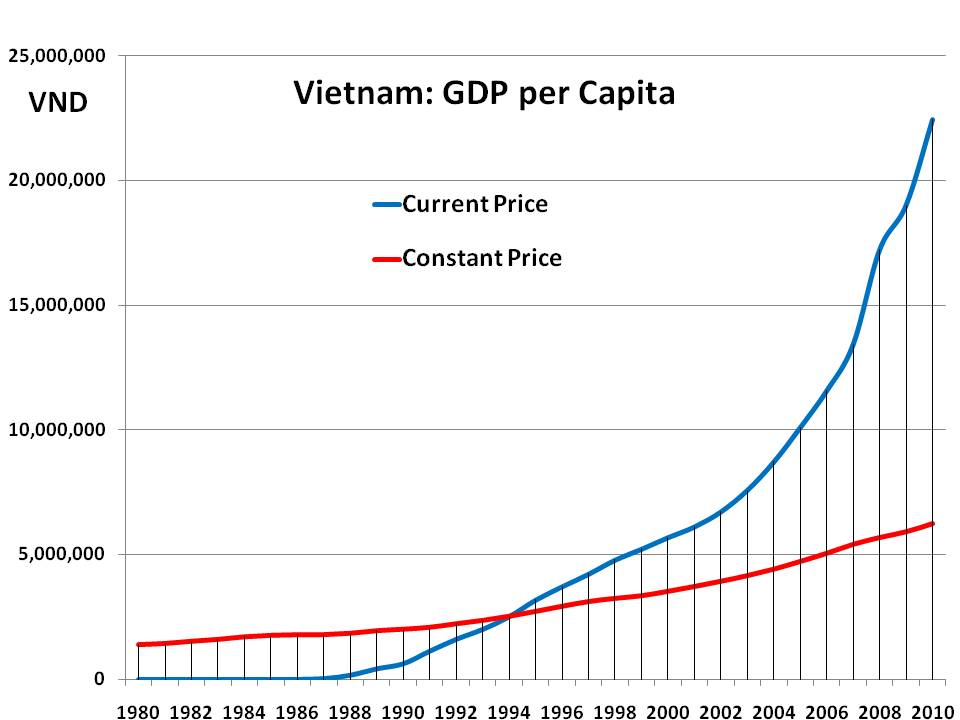
GDP bình quân của Việt Nam giai đoạn 1980-2010 (tính theo Việt Nam đồng).
Giá thực tế hằng năm
Giá so sánh năm 1994

Các chỉ số quan trọng về kinh tế của Việt Nam còn ở mức thấp và tụt hậu so với khu vực và thế giới:
- GDP bình quân đầu người của Việt Nam năm 2018 là 2.540 USD, thấp hơn 4.5 lần so với mức GDP bình quân đầu người chung của thế giới (11.370 USD); trong khu vực ASEAN thì thấp hơn Lào (2.690 USD), Indonesia: (3.790 USD), Philippines: (3.100 USD) và thấp hơn 4 lần so với Malaysia (10.700 USD) và gần 3 lần so với Thái Lan (7.080 USD)[108][109][110]. Năm 2019, sau khi tính toán lại, GDP đầu người của Việt Nam là 2.985 USD vào năm 2017[111] và khoảng 3.200 USD vào năm 2018, cao hơn Lào và Philippines, nhưng vẫn thấp hơn 20% so với Indonesia, chỉ bằng 30% so với Malaysia và 46% so với Thái Lan.
- Năng suất lao động tính theo GDP đầu người của Việt Nam chỉ bằng 7% của Singapore, 17,6% của Malaysia, 36,5% của Thái Lan, 42,3% của Indonesia, 56,7% của Philippines, 87,4% của Lào và chênh lệch vẫn tiếp tục gia tăng[112], tới tháng 8/2019 năng suất của Myanmar cũng vượt Việt Nam. Năng suất lao động Việt Nam chỉ còn cao hơn Campuchia về chỉ số bình quân chung nhưng lại thấp hơn ở các ngành chủ chốt dẫn dắt nền kinh tế là công nghiệp chế biến chế tạo, xây dựng và vận tải, kho bãi, truyền thông.[113][114] Cũng có ngành công nghiệp năng suất lao động cao là khai khoáng. Nguyên nhân của tình trạng năng suất thấp không hẳn là do lao động Việt Nam mà là do cách tính: lao động phi chính thức của Việt Nam chiếm tỷ lệ rất lớn (chỉ làm 1-2 giờ/tuần vẫn được tính là có việc làm) nên chỉ số năng suất bình quân bị giảm, thứ 3 là quy mô nền kinh tế chưa được quan sát của Việt Nam khá lớn (khoảng 25% GDP) nhưng chưa được tính vào số liệu chính thức[115].
- Trình độ công nghệ của Việt Nam lạc hậu 2-3 thế hệ so với thế giới và mấy chục năm so với khu vực. Tỷ lệ doanh nghiệp trong nước đang sử dụng thiết bị lạc hậu và rất lạc hậu là 52%, ở khu vực sản xuất nhỏ chiếm tới 70%[116]; 76% thiết bị máy móc công nghệ thuộc thế hệ 1960-1970, 75% số thiết bị đã hết khấu hao và 50% thiết bị là đồ tân trang.[117]
- Khu vực doanh nghiệp tư nhân chỉ đóng góp 10% GDP sau hơn 30 năm đổi mới chủ yếu là doanh nghiệp nhỏ và siêu nhỏ (95-96%) trong khi doanh nghiệp vừa và lớn chỉ chiếm rất ít (khoảng 1.7% và 2%), không có doanh nghiệp nào của Việt Nam là công ty đa quốc gia; hộ gia đình đóng góp 30% GDP[118].
- Một nghiên cứu với sự tham gia của gần 500 doanh nhân Việt Nam (gồm 82,7% lãnh đạo cấp cao, 9,9% quản lý cấp trung và khác 7,4%) cho kết quả tỉ lệ nhận thức, hiểu biết về hội nhập và các hiệp định thương mại của doanh nghiệp Việt Nam thua cả Lào, Campuchia và Myanmar. Có khoảng 76% doanh nghiệp Việt Nam được hỏi không biết đến Cộng đồng kinh tế ASEAN (AEC), so với 26% ở Campuchia, 28% ở Lào và 36% ở Myanmar. 85,5% doanh nghiệp được khảo sát không nắm được những điều khoản cụ thể của AEC, của TPP là 77,8% và của WTO là 66,3%[119].
- Năng lực hấp thụ công nghệ, khả năng kết nối giữa thành phần kinh tế FDI với các doanh nghiệp trong nước, hệ số chuyển giao công nghệ giữa doanh nghiệp FDI và doanh nghiệp trong nước của Việt Nam thấp hơn cả Lào và Campuchia[120].
- Tỷ lệ lao động chưa qua đào tạo ở Việt Nam rất cao, chiếm tới 76% lao động nam và 81,6% lao động nữ.[121].

### Cơ cấu kinh tế

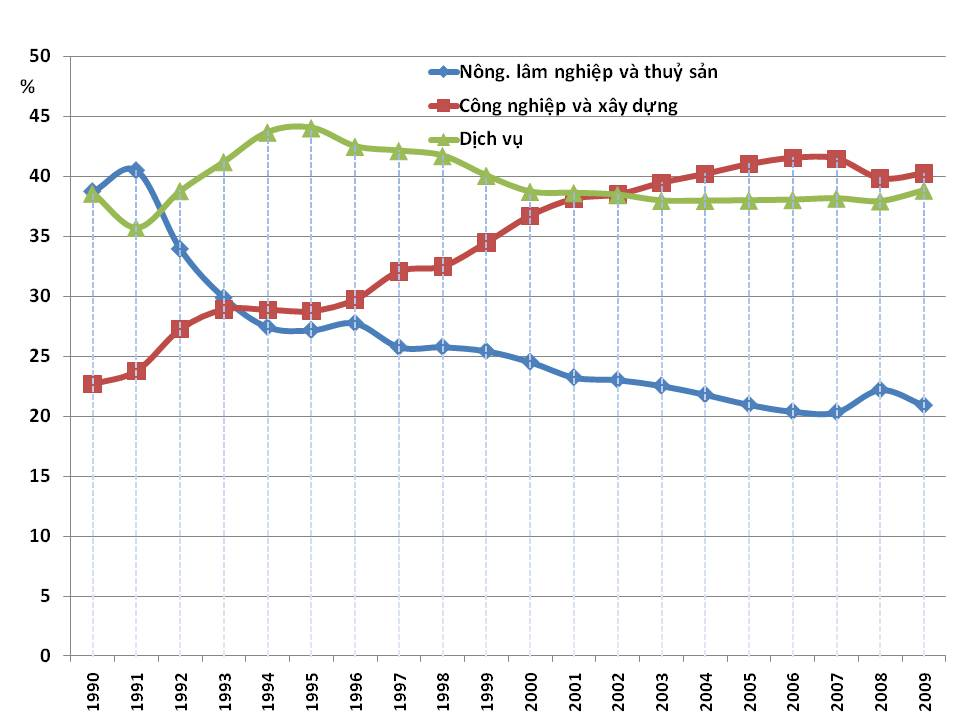
Tổng sản phẩm trong nước phân theo khu vực kinh tế thời kỳ 1990-2009, tính theo giá thực tế

Kinh tế Việt Nam được chia thành 3 khu vực (hay còn gọi 3 ngành lớn) kinh tế, đó là:
1. Nông nghiệp, lâm nghiệp, thủy sản;
2. Công nghiệp (bao gồm công nghiệp khai thác mỏ và khoáng sản, công nghiệp chế biến, xây dựng và sản xuất vật liệu xây dựng, sản xuất và phân phối khí, điện, nước);
3. Thương mại, dịch vụ, tài chính, du lịch, văn hóa, giáo dục, y tế.

Các sản phẩm chính:
- Nông nghiệp: gạo, cà phê, cao su, chè, hạt tiêu, đỗ tương, đường trắng, chuối, lạc; các hải sản.
- Công nghiệp: chế biến thực phẩm, dệt may, giầy dép, máy xây dựng - nông nghiệp; khai thác mỏ, than, apatit, bô xít, dầu thô, khí đốt; xi măng, phân đạm, thép, kính, xăm lốp; máy tính, điện thoại di động; công nghiệp xây dựng; sản xuất điện.
- Dịch vụ: Du lịch, nhà hàng, khách sạn, giáo dục tư nhân, y tế, chăm sóc sức khỏe...

Tỷ lệ phần trăm các ngành đóng góp vào tổng GDP (ước tính 2019):
- Nông nghiệp 12.5%
- Công nghiệp 39.25%
- Dịch vụ 49.25%

### Địa lý kinh tế
Các bộ, ngành của Việt Nam hiện thường chia toàn bộ lãnh thổ Việt Nam thành 7 vùng địa-kinh tế, đó là: Tây Bắc Bộ, Đông Bắc Bộ, đồng bằng sông Hồng, Bắc Trung Bộ, Nam Trung Bộ và Tây Nguyên, Đông Nam Bộ, đồng bằng sông Cửu Long. Ngoài ra, cũng còn nhiều cách phân vùng kinh tế khác được áp dụng. Ở 3 miền của đất nước có 4 vùng kinh tế trọng điểm làm đầu tàu cho phát triển kinh tế của cả nước và vùng miền. Ở ven biển, có 20 khu kinh tế với những ưu đãi riêng để thu hút đầu tư trong và ngoài nước và làm động lực cho phát triển kinh tế của các vùng. Ngoài ra, dọc biên giới với Trung Quốc, Lào, Campuchia có hơn 30 khu kinh tế cửa khẩu, trong đó có 9 khu kinh tế cửa khẩu được ưu tiên phát triển (Móng Cái, Lạng Sơn-Đồng Đăng, Lào Cai, Cầu Treo, Lao Bảo, Bờ Y, Mộc Bài, An Giang, Đồng Tháp).
Sự phát triển kinh tế không đồng đều giữa các vùng, hay giữa thành thị và nông thôn. GDP bình quân đầu người của các tỉnh, thành năm 2007 có một số tỉnh, thành đạt trên 18 triệu đồng (Thành phố Hồ Chí Minh, Bà Rịa – Vũng Tàu, Bình Dương và Hà Nội, Hải Phòng), từ 15 đến 18 triệu đồng (Quảng Ninh, Vĩnh Phúc, Đà Nẵng, Khánh Hòa, Đồng Nai, Cần Thơ) trong khi có 5 tỉnh GDP bình quân đầu người dưới 6 triệu đồng (Lai Châu, Sơn La, Yên Bái, Hà Giang và Bắc Kạn). Năm 2007, GDP bình quân đầu người theo giá thực tế cả nước là 13,4 triệu/người, trong đó Vùng kinh tế trọng điểm phía Bắc là 17,2 triệu, Vùng kinh tế trọng điểm miền Trung là 10,1 triệu và Vùng kinh tế trọng điểm phía Nam là 25,9 triệu.
Theo báo cáo chính trị Đại hội Đảng bộ các tỉnh, thành phố năm 2015, GDP bình quân đầu người của các tỉnh thành:
- Thành phố Hồ Chí Minh: 5.538 USD/người;
- Bà Rịa – Vũng Tàu: (trừ dầu khí) trên 5.230 USD;
- Bắc Ninh: 5.192 USD, thu nhập bình quân đầu người đạt 42 triệu đồng;
- Quảng Ninh: 3.900 USD;
- Cần Thơ: hơn 79 triệu đồng (3636 USD);
- Hà Nội: 3.600 USD/người (gần 77 triệu đồng);
- Bình Dương: đạt 72,3 triệu đồng;
- Đồng Nai: gần 3.100 USD;
- Vĩnh Phúc: 67 triệu đồng
- Đà Nẵng: 62,65 triệu đồng (2908 USD);
- Hải Phòng: 2857 USD;
- Tây Ninh: 2.630 USD;
- Kiên Giang: hơn 2.500 USD;
- Lâm Đồng: 52,2 triệu đồng;
- Quảng Ngãi đạt 2.485 USD;
- Khánh Hòa ước đạt 2.440 USD;
- Long An: 50,4 triệu đồng;
- Tiền Giang: 2.145 USD;
- Thái Nguyên: 46,4 triệu đồng;
- Hà Tĩnh: trên 44 triệu đồng;
- Bạc Liêu: hơn 43 triệu đồng (tương đương 2.031 USD);
- Hà Nam: 42,33 triệu đồng;
- Thừa Thiên – Huế: 2.000 USD;
- Hải Dương: 2000 USD;
- Bình Thuận: 1.864 USD;
- Vĩnh Long: 1.862 USD;
- Quảng Nam: 41,4 triệu đồng;
- Ninh Bình: 41 triệu đồng;
- Bình Định: trên 40,1 triệu đồng;
- Hưng Yên: 40 triệu đồng;
- Sóc Trăng: 1.800 USD;
- Gia Lai: gần 40 triệu đồng;
- Bình Phước: 39,8 triệu đồng;
- Lào Cai: 39,4 triệu đồng;
- An Giang: 39,274 triệu đồng;
- Nam Định: 37 triệu đồng;
- Hòa Bình: 36,5 triệu đồng;
- Cà Mau: 1.700 USD (34 triệu đồng);
- Hậu Giang: 36,5 triệu đồng/người (tương đương 1699 USD);
- Đắk Nông: 36,4 triệu đồng;
- Đắk Lắk: khoảng 35 triệu đồng;
- Lạng Sơn: 34,76 triệu đồng;
- Bến Tre: 34,7 triệu đồng;
- Quảng Trị: 34 triệu đồng;
- Kon Tum: 1.555 USD;
- Trà Vinh: 33,4 triệu đồng;
- Bắc Giang: 1.545 USD;
- Thanh Hóa: 1.530 USD;
- Phú Yên: 33 triệu đồng
- Đồng Tháp: 32,6 triệu đồng;
- Thái Bình: khoảng 1.410 USD;
- Tuyên Quang: 1.368 USD;
- Phú Thọ: 29,5 triệu đồng;
- Nghệ An: 29 triệu đồng;
- Ninh Thuận: 28,8 triệu đồng;
- Quảng Bình: 28 triệu đồng;
- Sơn La: 1.257 USD (tương đương 26,4 triệu);
- Yên Bái: hơn 25 triệu đồng;
- Bắc Kạn: 24,4 triệu đồng;
- Điện Biên: 23,6 triệu VNĐ (1.130 USD);
- Cao Bằng: 20,8 triệu đồng;
- Lai Châu: 18,2 triệu đồng;
- Hà Giang: 17,64 triệu đồng.

GDP bình quân đầu người Việt Nam năm 2015 ước đạt 45,7 triệu đồng/người, tương đương 2.109 USD.
Theo đánh giá tại các Đại hội Đảng cấp tỉnh 2020 (ước tính đến hết nhiệm kỳ), xếp đầu về GRDP / người là Bà Rịa – Vũng Tàu GRDP bình quân đầu người đạt 6.903 USD cao nhất cả nước, nhưng không có báo cáo tính cả dầu khí (nếu tính có thể thấp hơn ?), xếp tiếp theo là Quảng Ninh hơn 6.700 USD /người, Bình Dương 155,7 triệu đồng / người tức khoảng 6.600 USD (?), Thành phố Hồ Chí Minh 6.328 USD/người, Bắc Ninh 5.900 USD/người, Hải Phòng 5.863 USD / người, Hà Nội 5.420 USD / người, Đồng Nai 5.300 USD / người, Vĩnh Phúc  105 triệu đồng/người (4.530 USD/ người ?), Cần Thơ 97,2 triệu đồng (4.186 USD / người ?), Thái Nguyên  90 triệu đồng (3.884 USD / người ?), Đà Nẵng 3.693 USD / người, Hưng Yên 79,57 triệu đồng / người (3.428 USD / người ?), Long An 77 triệu đồng / người (3.322 USD / người ?), Lào Cai 76,3 triệu / người (3285 USD/ người ?), Khánh Hòa 73,31 triệu đồng / người (3.150 USD / người ?), Tây Ninh 3.135 USD/ người, Quảng Nam 72,4 triệu đồng / người (3.110 USD/người ?), Hải Dương  68,9 triệu đồng / người (3.020 USD / người),... thấp nhất là  Bắc Kạn 40 triệu đồng / người (1725 USD / người ?), Điện Biên hơn 38 triệu đồng/người (1.640 USD/ người), Cao Bằng 37,2 triệu đồng/người (1.600 USD/ người), Hà Giang 30 triệu đồng / người (1.300 USD / người ?). Các số liệu này không phản ánh chính xác mức sống nhưng là cơ sở để so sánh sự phát triển của mỗi địa phương.
Các tỉnh thành tăng trưởng cao nhất nhiệm kỳ 2015-2020:  Hải Phòng (14,02%/năm), Bắc Giang (14%/năm), Thanh Hóa (12,1%/năm), Trà Vinh (11,95%), Lai Châu (11,55%/năm), Thái Nguyên (11,1%/năm), Quảng Ninh (10,7%), Ninh Thuận (10,2%/năm), Hà Nam (10,1%/năm), Quảng Nam 9,53%/năm, Bình Dương (9,35%/năm), Kon Tum  9,13%/năm, Long An 9,11%/năm, Lào Cai 9,08%,... Cao Bằng dự thảo tăng 10,2%/năm nhưng đến báo cáo đại hội tăng 7%,...thấp nhất là Vĩnh Long 4,9%, Quảng Ngãi 4,83%, Đà Nẵng 4%/năm. Đóng góp nhiều nhất cho GDP cả nước là Thành phố Hồ Chí Minh hơn 22,2% cả nước, Hà Nội hơn 16% GDP cả nước, Bà Rịa – Vũng Tàu xếp ba. Đặt chỉ tiêu tăng trưởng cao nhất nhiệm kỳ tiếp theo là Hải Phòng tối thiểu 14,5%/năm, Bắc Giang 14 - 15% / năm, Thanh Hóa 11%/ năm. Chỉ tiêu GRDP/người cao nhất đến 2025 là  Hải Phòng là 11.800 USD, Bà Rịa – Vũng Tàu 10.370 USD, Quảng Ninh trên 10.000 USD, Bình Dương 210 - 215 triệu đồng (trên 9.200 USD ?), Tp.HCM 199 triệu đồng, Hà Nội 197 triệu đồng, Đồng Nai 186 triệu đồng,... 
Xem thêm: Đại hội đại biểu Đảng bộ trực thuộc Trung ương Đảng Cộng sản Việt Nam nhiệm kỳ 2020 -2025
Vùng kinh tế trọng điểm Bắc Bộ tăng 5,12%, Vùng kinh tế trọng điểm miền Trung giảm 4,05%, Vùng kinh tế trọng điểm phía Nam tăng 1,89%, Vùng kinh tế trọng điểm đồng bằng sông Cửu Long tăng 1,97% (2020).  Tỷ trọng GRDP/GDP năm 2017 của vùng KTTĐ phía Nam là 37,5%; vùng KTTĐ Bắc Bộ là 23,8%; vùng KTTĐ miền Trung là 5,7% và vùng KTTĐ đồng bằng sông Cửu Long là 4,7%. Giai đoạn 2011-2017, GRDP bình quân đầu người của vùng KTTĐ Bắc Bộ gấp 1,34 lần đến 1,40 lần GDP bình quân đầu người của toàn nền kinh tế; vùng KTTĐ phía Nam gấp từ 1,76 lần đến 1,99 lần. Trong đó, GRDP bình quân đầu người của Hà Nội gấp 1,38-1,51 lần và thành phố Hồ Chí Minh gấp 2,07- 2,12 lần. Tuy nhiên, GRDP bình quân đầu người của vùng KTTĐ miền Trung và đồng bằng sông Cửu Long thấp hơn nhiều mức trung bình cả nước, tương ứng chỉ bằng 0,77-0,82 lần và 0,66-0,69 lần.

### Kinh tế vĩ mô – tài chính

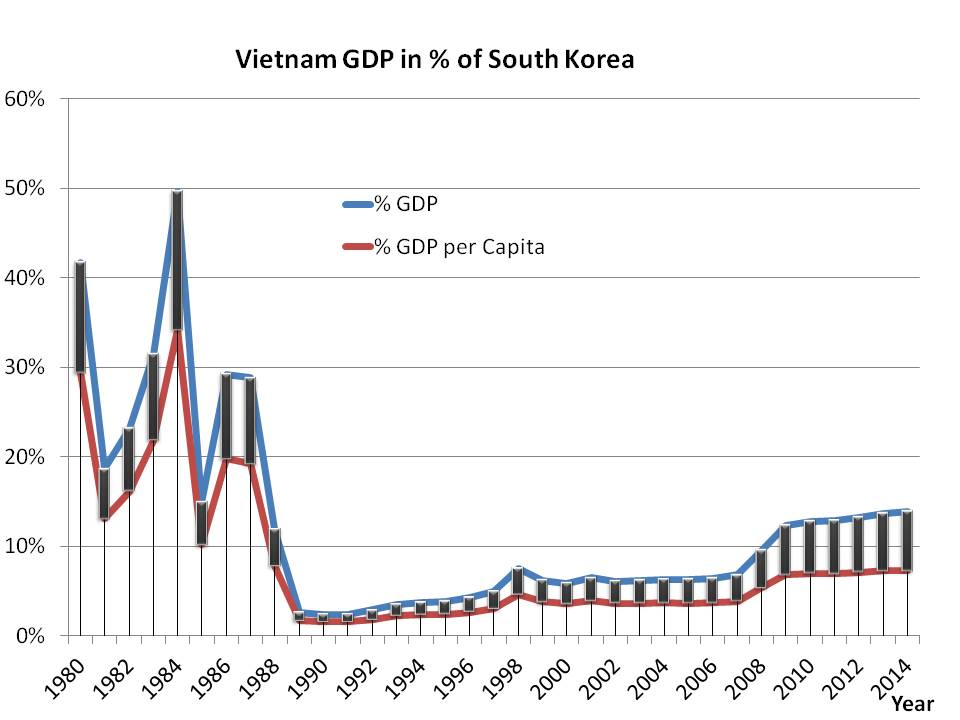
GDP Việt Nam tính theo phần trăm của Hàn Quốc

Năm 2008, tỷ lệ lạm phát ở Việt Nam ước khoảng 22,97%, cao hơn nhiều mức Quốc hội đề ra là dưới 8,5 – 9% trong kế hoạch phát triển kinh tế – xã hội năm 2008. Trong khi đó, tốc độ tăng trưởng GDP thực tế tính theo đơn vị tiền tệ quốc gia của Việt Nam năm này là 6,18%, thấp hơn mức Quốc hội đề ra là trên 7,5 – 8%. Những lo ngại về lạm phát tăng tốc nhanh trong năm 2007 và nửa đầu năm 2008 đã khiến Chính phủ quyết định thực hiện các biện pháp thắt chặt tiền tệ và tài chính cũng như tác động của khủng hoảng tài chính toàn cầu đã khiến kinh tế tăng trưởng chậm hơn dự kiến.
Thu chi ngân sách nhà nước được điều chỉnh bởi Luật Ngân sách nhà nước và các văn bản pháp lý khác. Kỳ họp cuối năm là lúc Quốc hội phê duyệt dự toán ngân sách nhà nước, phương án phân bổ ngân sách trung ương năm sau. Các cấp ngân sách nhà nước đều có nguồn thu riêng. Ngoài ra còn có một số nguồn thu chung - là nguồn thu của ngân sách cấp trên chia cho ngân sách cấp dưới.
Hiện Việt Nam có 2 sở giao dịch chứng khoán, 1 ở Hà Nội và 1 ở Thành phố Hồ Chí Minh. Tại HOSE có 172 cổ phiếu được niêm yết và sử dụng chỉ số giá chứng khoán Vn-Index; ngoài ra còn có 68 trái phiếu và 4 chứng chỉ quỹ. Tại HNX-Index có 170 cổ phiếu được niêm yết và sử dụng chỉ số HNX-Index; ngoài ra còn có 531 loại trái phiếu. Bên cạnh cổ phiếu được niêm yết, cổ phiếu chưa niêm yết (ở Việt Nam quen gọi là cổ phiếu OTC) cũng được giao dịch rất nhiều. Thị trường trái phiếu Việt Nam hiện chỉ có các loại trái phiếu (định danh bằng đồng hoặc dollar Mỹ) do chính phủ, kho bạc nhà nước và chính quyền một số tỉnh, thành phố phát hành; chưa có trái phiếu doanh nghiệp. Việt Nam cũng đã phát hành và niêm yết trái phiếu chính phủ tại thị trường chứng khoán nước ngoài. Người nước ngoài được phép mua bán chứng khoán Việt Nam. Cho tới nay, năm 2006 là năm sôi động nhất của thị trường chứng khoán Việt Nam.
Việt Nam có 43 ngân hàng thương mại trong nước và 4 chi nhánh ngân hàng nước ngoài. Ngân hàng Nhà nước Việt Nam là ngân hàng trung ương của Việt Nam có văn phòng tại tất cả các tỉnh và thành phố trực thuộc trung ương.
Ngân hàng Nhà nước đang quản lý tương đương 20,7 tỷ dollar dự trữ ngoại hối nhà nước của Việt Nam (tính vào thời điểm ngày 19/6/2008). Ngân hàng này quản lý tỷ giá hối đoái chính thức của Việt Nam thông quan can thiệp vào giao dịch trên thị trường ngoại tệ liên ngân hàng để tác động tới tỷ giá bình quân liên ngân hàng và tỷ giá tính thuế xuất nhập khẩu. Bộ Tài chính (Việt Nam) cũng công bố một tỷ giá chính thức nữa để phục vụ hạch toán ngoại tệ. Ngoài các loại tỷ giá hối đoái chính thức nói trên, Việt Nam còn có tỷ giá hối đoái không chính thức thường áp dụng trong giao dịch ngoại tệ tại các cửa hàng kinh doanh ngoại tệ, vàng bạc, đá quý của tư nhân.

### Kinh tế đối ngoại – hội nhập kinh tế
Xem thêm: Tam giác phát triển Việt Nam – Lào – Campuchia, Tổ chức ACMECS, Tiểu vùng Sông Mekong Mở rộng, Vành đai kinh tế vịnh Bắc Bộ, Hành lang kinh tế Đông – Tây, Hành lang kinh tế Côn Minh – Lào Cai – Hà Nội – Hải Phòng, Hành lang kinh tế Nam Ninh – Lạng Sơn – Hà Nội – Hải Phòng – Quảng Ninh, AFTA, Cộng đồng Kinh tế ASEAN, Hiệp định Thương mại Việt – Mỹ
Đầu tư trực tiếp nước ngoài đóng góp ngày càng tích cực vào tăng trưởng kinh tế của Việt Nam. Nội lực của Việt Nam không đủ mạnh để tạo ra tăng trưởng không cần đến đầu tư nước ngoài. Tuy nhiên, giá trị đầu tư thực tế và giá trị giải ngân thấp hơn nhiều so với giá trị đăng ký. Tính theo giá trị lũy kế từ năm 1988 đến hết năm 2007, công nghiệp và xây dựng là lĩnh vực thu hút được nhiều FDI nhất – 67% số dự án và 60% tổng giá trị FDI đăng ký. Sau đó đến khu vực dịch vụ - 22,3% về số dự án và 34,3% về giá trị. Trong 82 quốc gia và lãnh thổ đầu tư vào Việt Nam, các nước đầu tư nhiều nhất tính theo giá trị FDI đăng ký lần lượt là Hàn Quốc, Singapore, Đài Loan và Nhật Bản. Còn theo giá trị FDI thực hiện thì Nhật Bản giữ vị trí số một. Các tỉnh, thành thu hút được nhiều FDI (đăng ký) nhất lần lượt là Thành phố Hồ Chí Minh, Hà Nội, Hải Phòng, Đồng Nai, Bình Dương, Bà Rịa – Vũng Tàu. Riêng năm 2008, chỉ số FDI mới đăng ký (nghĩa là không tính số xin phép tăng vốn phát sinh trong năm) đạt 32,62 tỷ dollar. Đến nay chính phủ Việt Nam vẫn xem đầu tư nước ngoài là nhân tố quan trọng hàng đầu tạo ra phát triển kinh tế. Việt Nam cũng đầu tư ra nước ngoài tới 37 quốc gia và lãnh thổ, nhiều nhất là đầu tư vào Lào. Tính đến hết năm 2007, có 265 dự án đầu tư ra nước ngoài còn hiệu lực với tổng số vốn đăng ký khoảng 2 tỷ dollar và vốn thực hiện khoảng 800 triệu dollar. Đầu tư vào lĩnh vực công nghiệp chiếm phần lớn, tiếp theo là nông, lâm nghiệp.
Việt Nam bắt đầu chủ trương hội nhập kinh tế từ sau Đại hội đại biểu toàn quốc lần thứ VI (1986) của Đảng Cộng sản Việt Nam. Sau Đại hội đại biểu toàn quốc lần thứ VIII (1996), chủ trương này càng được đẩy mạnh. Hội nhập kinh tế của Việt Nam diễn ra ngày càng nhanh chóng và sâu rộng. Từ chỗ chỉ hợp tác thương mại thông thường đã tiến tới hợp tác kinh tế toàn diện, từ chỗ hợp tác song phương đã tiến tới hợp tác kinh tế đa phương. Cho đến giữa năm 2007, Việt Nam đã có quan hệ kinh tế với 224 nước và vùng lãnh thổ trên thế giới, đã ký hơn 350 hiệp định hợp tác phát triển song phương, 87 hiệp định thương mại, 51 hiệp định thúc đẩy và bảo hộ đầu tư, 40 hiệp định tránh đánh thuế hai lần, 81 thỏa thuận về đối xử tối huệ quốc. Đỉnh cao về hợp tác kinh tế song phương là việc ký Hiệp định đối tác kinh tế Việt Nam – Nhật Bản, còn về hợp tác kinh tế đa phương là việc ký hiệp định gia nhập Tổ chức Thương mại Thế giới với tiêu chuẩn "WTO Plus", nghĩa là chấp nhận các đòi hỏi về tự do hóa thương mại (hàng hóa và dịch vụ), đầu tư, mua sắm của chính phủ cao hơn so với mức độ quy định trong các văn kiện có hiệu lực đang áp dụng của WTO.
Việt Nam đã tuyên bố thiết lập quan hệ đối tác chiến lược với Liên bang Nga (2001), Nhật Bản (2006), Ấn Độ (2007), Trung Quốc (2008), Hàn Quốc, Tây Ban Nha (2009), Vương quốc Anh (2010), Đức (2011), Pháp và Ý (2013). Trong số này, một số mối quan hệ như với Đức, Trung Quốc và Liên bang Nga đã được nâng lên tầm "đối tác chiến lược toàn diện". Ngoài ra, từ năm 2009, Việt Nam cũng đã thiết lập quan hệ "đối tác toàn diện" với Australia.

### Khu vực kinh tế phi chính thức

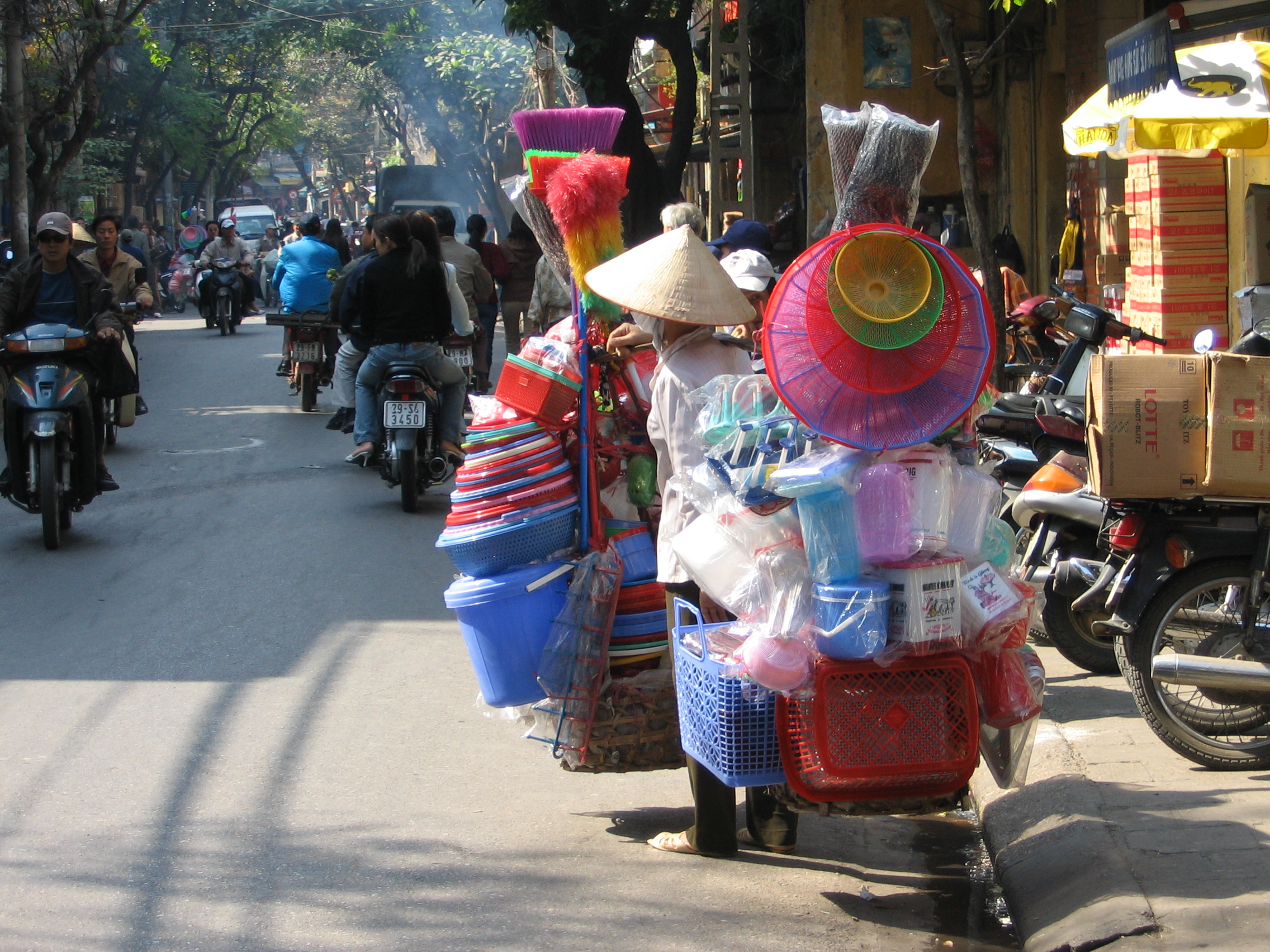
Khu vực kinh tế phi chính thức và lao động phi chính thức phổ biến ở Việt Nam

Là một nước đang phát triển, các hoạt động kinh tế phi chính thức (các giao dịch mua bán, sản xuất không có đăng ký và hóa đơn để thống kê) ở Việt Nam khá phổ biến. Nếu tính cả khu vực phi chính thức thì quy mô nền kinh tế sẽ tăng thêm khá nhiều so với thống kê GDP chính thức.
Tuy nhiên, có nhiều ý kiến tranh luận về quy mô thực của khu vực kinh tế này. Một nghiên cứu chung giữa Tổng cục Thống kê Việt Nam và Viện Nghiên cứu Phát triển Pháp cho thấy khu vực kinh tế phi chính thức (hoạt động kinh tế ngoài nông-lâm-ngư nghiệp của cá nhân, hộ gia đình không phải hoặc chưa đăng ký) chiếm 27,7% lực lượng lao động trong toàn quốc; chiếm 55,7% số lao động phi nông nghiệp, và tạo ra giá trị sản lượng tương đương 20% GDP..
Tương tự, Ngân hàng Thế giới ước tính khu vực kinh tế phi chính thức có giá trị tương đương 15,6% tổng sản phẩm nội địa của Việt Nam. Tuy nhiên, con số này bị nhà kinh tế học Lê Đăng Doanh cho là không hợp lý với một nền kinh tế có mức độ phát triển như Việt Nam. Một số nghiên cứu khác chỉ ra rằng khu vực kinh tế phi chính thức có giá trị khoảng 30 - 50% giá trị của tổng sản phẩm nội địa, ít nhất là cao gấp đôi con số của Ngân hàng Thế giới và Tổng cục Thống kê Việt Nam.

## Ngoại thương

### Xuất nhập khẩu
Năm 2008, Việt Nam xuất khẩu được khoảng 64,8 tỷ Mỹ kim, trong đó khoảng 32,1% giá trị xuất khẩu là hàng công nghiệp nặng và khoáng sản, 45,2% là hàng công nghiệp nhẹ và tiểu thủ công nghiệp, 23,5% là hàng nông, lâm, thủy sản. Trong khi đó cùng năm, giá trị nhập khẩu ước đạt 60,8 tỷ Mỹ kim, trong đó ước khoảng 30,2% giá trị nhập khẩu là máy móc, thiết bị, dụng cụ các loại, 63,7% là nguyên, vật liệu, chỉ có 6,1% là hàng tiêu dùng.
Năm 2019, kim ngạch xuất khẩu hàng hóa đạt 264,19 tỷ Mỹ kim, tăng 8,4% so với năm 2018. Ở chiều ngược lại, kim ngạch nhập khẩu đạt 253,07 tỷ Mỹ kim, tăng 6,8% so với năm 2018. Năm 2019, cán cân thương mại thặng dư ở mức 11,12 tỷ USD. Đây là năm thứ tư liên tiếp có xuất siêu, với mức thặng dư tăng dần qua các năm, từ 1,77 tỷ USD (năm 2016), 2,11 tỷ USD (năm 2017), 6,83 tỷ USD (năm 2018). Tổng kim ngạch xuất khẩu và nhập khẩu của Việt Nam sang các thị trường có FTA năm 2019 lần lượt là 123,11 tỷ Mỹ kim và 186 tỷ Mỹ kim.
Cơ cấu hàng hóa xuất khẩu tiếp tục cải thiện theo chiều hướng tích cực, giảm hàm lượng xuất khẩu thô, tăng xuất khẩu sản phẩm chế biến, sản phẩm công nghiệp. Năm 2019, trong khi xuất khẩu nhóm nông sản, thủy sản giảm 4,5%; nhóm hàng nhiên liệu và khoáng sản giảm 9,7% thì nhóm hàng công nghiệp chế biến tăng 10% so với cùng kỳ năm 2018. Theo số liệu của Tổng cục thống kê Việt Nam, năm 2019, Việt Nam ghi nhận 37 mặt hàng nhập khẩu đạt kim ngạch trên 1 tỷ Mỹ kim, chiếm tới 90,6% tổng kim ngạch nhập khẩu, trong đó có 4 mặt hàng đạt trên 10 tỷ Mỹ kim (chiếm 45,8%) là điện tử, máy tính và linh kiện; máy móc thiết bị, dụng cụ phụ tùng; điện thoại và linh kiện; vải. Các thị trường nhập khẩu lớn nhất là Trung Quốc, Hàn Quốc, ASEAN.
Việt Nam hiện là nền kinh tế có độ mở lớn. Năm 2018, độ mở của nền kinh tế (kim ngạch xuất nhập khẩu/GDP) là 208,3%, tăng liên tục so với các năm liền trước đó (năm 2017: 200,4%; năm 2016: 184,7%).

### Phòng vệ thương mại
Kể từ năm 2001 đến nay, năm nào Việt Nam cũng đối mặt với các vụ kiện thương mại do các đối tác nhập khẩu khởi xướng. Từ năm 1994 đến hết nửa đầu năm 2020, số vụ điều tra chống bán phá giá là 101 vụ, trong đó các vụ kiện của Hoa Kỳ, Australia, Canada, Malaysia chiếm phần lớn. Từ năm 2009 đến hết nửa đầu năm 2020, số vụ điều tra chống trợ cấp là 21 vụ; ngoại trừ 1 vụ do EU khởi xướng, các vụ còn lại đều thuộc về Hoa Kỳ, Australia, Canada, Ấn Độ. Từ năm 2001 đến hết nửa đầu năm 2020, số vụ điều tra áp dụng biện pháp tự vệ đối với hàng hóa Việt Nam là 34 vụ, phần nhiều các vụ là do Thổ Nhĩ Kỳ, Philippines, Ấn Độ khởi kiện.
Ở chiều ngược lại, đến hết nửa đầu năm 2020, Việt Nam đã khởi xướng 11 vụ điều tra chống bán phá giá, 6 vụ điều tra tự vệ và chưa khởi xướng điều tra chống trợ cấp nào.

### Hiệp định thương mại
Tính đến tháng 1/2021, Việt Nam đã ký kết các hiệp định thương mại sau:
- Hiệp định Thương mại hàng hóa ASEAN (ATIGA)
- Hiệp định Thương mại hàng hóa ASEAN - Ấn Độ (AIFTA)
- Hiệp định Khu vực mậu dịch tự do ASEAN - Australia - New Zealand (AANZFTA)
- Hiệp định Thương mại Tự do ASEAN - Hàn Quốc (AKFTA)
- Hiệp định Thương mại Tự do ASEAN - Hồng Kông (AHKFTA)
- Hiệp định Đối tác kinh tế toàn diện ASEAN - Nhật Bản (AJCEP)
- Hiệp định Khu vực Mậu dịch Tự do ASEAN-Trung Quốc (ACFTA)
- Hiệp định Đối tác Toàn diện và Tiến bộ xuyên Thái Bình Dương (CPTPP)
- Hiệp định Thương mại tự do Việt Nam – Chile (VCFTA)
- Hiệp định Thương mại tự do Việt Nam – EU (EVFTA) [en]
- Hiệp định Thương mại tự do Việt Nam – Hàn Quốc (VKFTA)
- Hiệp định thương mại tự do Việt Nam – Liên minh Kinh tế Á Âu (VN-EAEU FTA)
- Hiệp định Đối tác kinh tế Việt Nam – Nhật Bản (VJEPA)
- Hiệp định Đối tác Kinh tế Toàn diện Khu vực (RCEP)
- Hiệp định Thương mại Tự do Việt Nam - Vương quốc Anh (UKVFTA)

Ngoài ra Việt Nam còn đang trong quá trình đàm phán các hiệp định sau đây:
- Hiệp định thương mại tự do giữa Việt Nam và Hiệp hội Mậu dịch tự do châu Âu (EFTA)
- Hiệp định thương mại tự do giữa Việt Nam và Israel

## Cơ sở hạ tầng
Theo ước tính của Ngân hàng Phát triển Châu Á, nhu cầu đầu tư cơ sở hạ tầng của Việt Nam sẽ vào khoảng 480 tỷ USD trong giai đoạn 2017-2030. Tuy nhiên, hiện nay nguồn vốn dành cho các dự án đầu tư cơ sở hạ tầng chủ yếu sử dụng ngân sách nhà nước. Cụ thể, tại Việt Nam ngân sách nhà nước phải dành 5,7% GDP để đầu tư cơ sở hạ tầng, cao nhất ở Đông Nam Á.
Tính đến năm 2018, hệ thống đường bộ Việt Nam có tổng chiều dài 570.448 km, trong đó quốc lộ là 24.136 km, đường cao tốc 816 km, đường tỉnh 25.741 km, đường huyện 58.347 km, đường đô thị 26.953 km, đường xã 144.670 km, đường thôn xóm 181.188 km và đường nội đồng 108.597 km. Ngoại trừ Hà Nội và thành phố Hồ Chí Minh, các địa phương khác được bố trí vốn cho công tác bảo trì đường bộ còn rất hạn chế. Trung bình hàng năm, các địa phương được bố trí khoảng 10 - 15 tỷ đồng cho sở giao thông vận tải các địa phương để bảo trì các tuyến đường tỉnh, chủ yếu là thực hiện công tác bảo dưỡng thường xuyên và sửa chữa đột xuất khi có sự cố hư hỏng xảy ra chứ không đủ kinh phí cho công tác sửa chữa định kỳ theo định mức và quy trình.

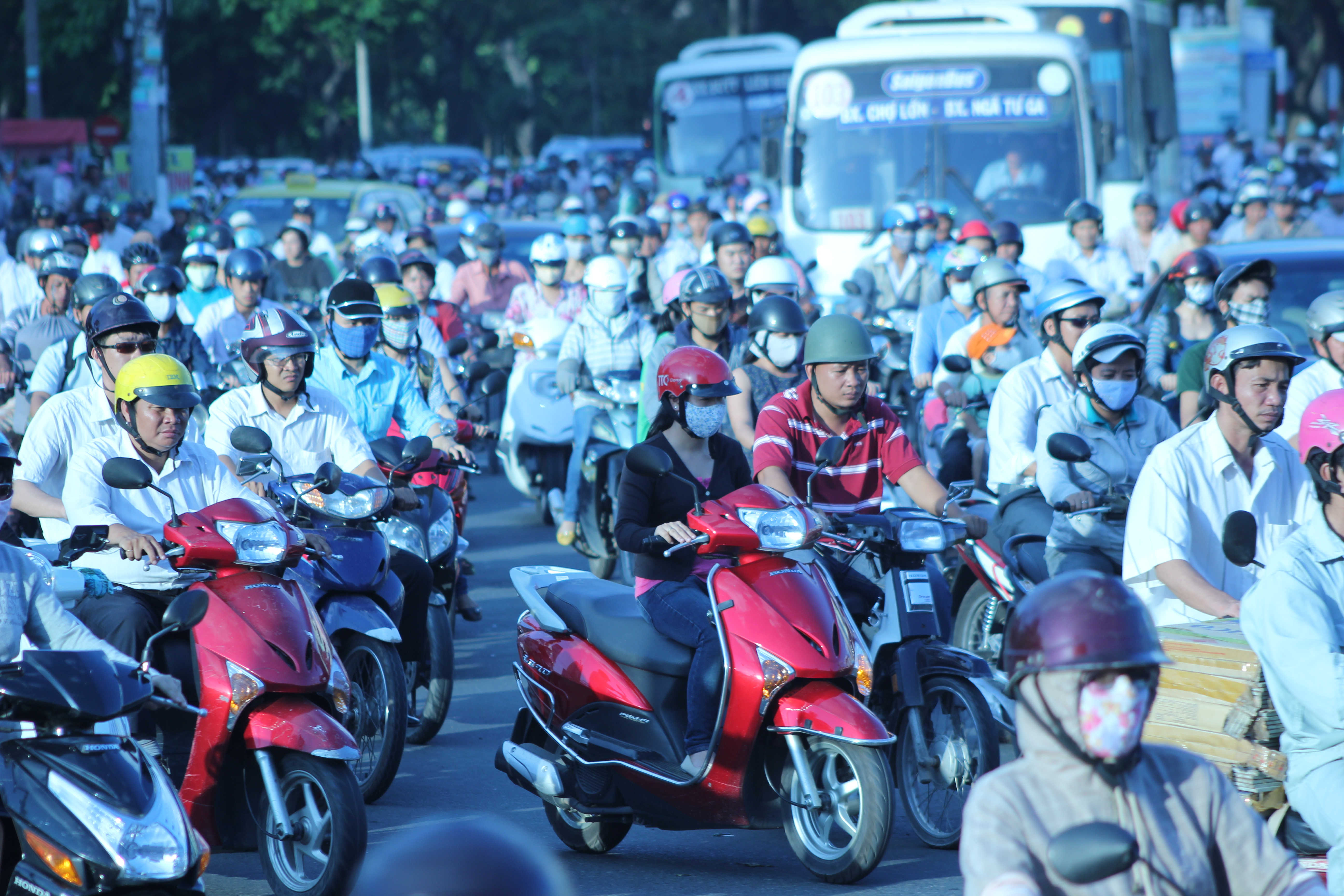
Thành phố Hồ Chí Minh đang bị quá tải do dân số tăng nhanh

Theo Bộ Giao thông vận tải, kế hoạch đầu tư phát triển kết cấu hạ tầng của ngành giao thông trong giai đoạn 2021-2025 vào khoảng 759.400 tỷ đồng. Trong đó: 392.100 tỷ đồng vốn trong nước; 69.800 tỷ đồng vốn nước ngoài và 297.500 tỷ đồng vốn huy động ngoài ngân sách (55.800 tỷ đồng bộ này huy động, 241.600 tỷ đồng do địa phương, cơ quan khác huy động). Với dự kiến nhu cầu vốn đầu tư như vậy, đến hết năm 2025 sẽ đưa vào khai thác khoảng 3.858 km đường bộ cao tốc (trong đó có 2.084 km đường bộ cao tốc Bắc-Nam từ Lạng Sơn tới Cà Mau); hoàn thành nâng cấp, cải tạo khoảng 3.760 km quốc lộ trọng yếu; hoàn thành giai đoạn 1 dự án cảng hàng không quốc tế Long Thành; hoàn thành cải tạo đường hạ cất cánh, đường lăn cảng hàng không Nội Bài, Tân Sơn Nhất; nâng cấp, cải tạo cơ bản tuyến đường sắt Thống Nhất; nâng tĩnh không cầu để đảm bảo khổ thông thuyền các tuyến đường thủy nội địa có lưu lượng lớn. Việc đầu tư vào hạ tầng giao thông bị chi phối bởi ý chí chính trị chứ không dựa trên hiệu quả kinh tế. Đông Nam Bộ là trung tâm công nghiệp còn Tây Nam Bộ là vựa nông sản của Việt Nam nhưng hạ tầng giao thông không được đầu tư tương xứng khiến sự kết nối giữa các tỉnh ở hai vùng này và sự kết nối liên vùng còn yếu làm tăng chi phí vận tải do đó làm giảm hiệu quả của nền kinh tế.
Mạng lưới đường sắt quốc gia Việt Nam được xây dựng và khai thác đã hơn một thế kỷ. Toàn mạng lưới đường sắt quốc gia bao gồm 7 tuyến chính và 12 tuyến nhánh với tổng chiều dài đường chính tuyến 2.703 km và 612 km đường ga và đường nhánh, trải dài trên địa bàn của 34 tỉnh, thành phố. Hiện nay, tài sản kết cấu hạ tầng đường sắt quốc gia đang giao cho Tổng Công ty đường sắt Việt Nam trực tiếp quản lý sử dụng, khai thác. Việc bảo trì, đầu tư phát triển khối tài sản này đều do ngân sách nhà nước chi trả. Trên các tuyến đường sắt quốc gia có tới 5719 vị trí giao cắt đường bộ - đường sắt. Trong đó có tới 1519 đường ngang và 4200 lối đi tự mở. Toàn tuyến đường sắt có 1852 cầu nhưng gần một nửa xuống cấp, chưa được đầu tư, có 39 hầm thì 22 hầm cần được cải tạo. Tải trọng cầu đường trên tuyến Hà Nội - thành phố Hồ Chí Minh không đồng đều dẫn tới khả năng vận chuyển toàn tuyến bị giảm sút. Bên cạnh đó, đường sắt vận hành chủ yếu trên khổ đường 1 m, chiếm 85% hệ thống đường sắt cả nước. Toàn tuyến có 297 nhà ga nhưng phần lớn quy mô nhỏ, hạ tầng cũ. Để thực hiện các mục tiêu, kế hoạch đã được đề ra trong chiến lược, quy hoạch phát triển giao thông vận tải đường sắt Việt Nam đến năm 2030, dự kiến đến năm 2025 cần khoảng 286.819 tỷ đồng (phương án cao) và 93.101 tỷ đồng (phương án thấp). Còn tổng nhu cầu đến năm 2030 cần khoảng 1.138.622 tỷ đồng. Về tổng vốn đầu tư cho ngành đường sắt, giai đoạn 2016 - 2020 được hơn 23.200 tỷ đồng, trung bình mỗi năm hơn 4.600 tỷ đồng, gấp đôi giai đoạn trước. Còn ở giai đoạn 2005 - 2015 chỉ được hơn 20.800 tỷ đồng, trung bình 2.088 tỷ/năm. Dù tỷ trọng nguồn vốn tăng, nhưng không đồng nghĩa nguồn vốn dành cho các dự án đầu tư phát triển đường sắt nhiều. Nguồn vốn giai đoạn 2016 - 2020 hầu như không phải dành cho các dự án mới, mà chủ yếu trả nợ các dự án giai đoạn trước.
Việt Nam hiện nay (năm 2020) đang có 22 sân bay, trong đó có 10 cảng hàng không quốc tế (Nội Bài, Cát Bi, Vân Đồn, Vinh, Đà Nẵng, Cam Ranh, Phú Bài, Tân Sơn Nhất, Cần Thơ, Phú Quốc). Đến năm 2030 sẽ bổ sung thêm 5 sân bay mới. Sân bay được khánh thành gần đây nhất là sân bay Vân Đồn ở Quảng Ninh (tháng 12 năm 2018) và đây cũng là sân bay tư nhân duy nhất tại Việt Nam. Các sân bay còn lại đều thuộc sở hữu của Tổng công ty Cảng hàng không Việt Nam (ACV). Trong số các sân bay mới được quy hoạch, sân bay Long Thành là sân bay lớn nhất, quan trọng nhất, được kỳ vọng nhằm phát triển ngành vận tải hàng không Việt Nam, giúp tăng cạnh tranh quốc tế, tăng kết nối Việt Nam với thế giới, tạo đà phát triển toàn diện khu vực Nam Bộ và cả nước nói chung. Theo kế hoạch, quá trình xây dựng sẽ có 4 đường băng, được chia làm 3 giai đoạn với vốn đầu tư khoảng 16 tỉ USD. Ở giai đoạn 1 dự án (2020 - 2025), với kinh phí đầu tư khoảng 5,5 tỉ USD, sân bay Long Thành dự kiến đạt 25 triệu hành khách/năm và 1,2 triệu tấn hàng hóa/năm. Trong số các sân bay đang hoạt động, chỉ có 6 sân bay có lãi là Nội Bài, Tân Sơn Nhất, Đà Nẵng, Cam Ranh, Liên Khương, Phú Bài. Trong số này, Liên Khương và Phú Bài mới chỉ bắt đầu vượt qua mức cân đối thu chi và có lãi. 15 sân bay khác (ngoài 6 sân bay nêu trên) thuộc quản lý của ACV đều kinh doanh thua lỗ. Trong đó, có những sân bay mỗi năm lỗ 80 - 90 tỷ đồng như Vinh, Tuy Hòa, Cần Thơ. Một số sân bay khác lỗ ít hơn, dao động trong khoảng 40 - 60 tỷ đồng, như Đồng Hới, Phú Quốc, Phù Cát... Các sân bay Việt Nam có tỷ lệ lợi nhuận phi hàng không chỉ 3% trong khi đó, con số này tại Hàn Quốc là 60%. Nhiều sân bay vẫn đang có công suất hoạt động khá thấp so với thiết kế, chẳng hạn với sân bay quốc tế Cần Thơ, công suất 3-5 triệu khách/năm nhưng đến nay chỉ khai thác khoảng 30% công suất.
Về hạ tầng thủy lợi, tại thời điểm tháng 5 năm 2020, Việt Nam đã có 904 hệ thống thủy lợi lớn và vừa có quy mô diện tích phục vụ từ 200 ha trở lên, hơn 5.000 hồ chứa các loại, với dung tích trữ nước hơn 35,34 tỷ m3, hơn 100 trạm bơm lớn, gần 5.000 cống tưới tiêu lớn; hơn 5.700 km đê sông, 3.000 km đê biển, 23.000 km bờ bao ngăn lũ và hằng trăm cây số kè, hơn 126.000 km kênh mương. Tổng năng lực thiết kế của các hệ thống bảo đảm cho khoảng 3,45 triệu ha đất canh tác. Có 4 công trình thủy lợi quan trọng đặc biệt là Cửa Đạt, Ngàn Trươi, Tả Trạch và Dầu Tiếng.
Công tác đầu tư xây dựng hạ tầng điện đã có sự phát triển mạnh mẽ và đã đáp ứng được yêu cầu phát triển kinh tế - xã hội với mức tăng trưởng trên 10%/năm. Cụ thể về nguồn điện, giai đoạn 2011-2015, ngành điện đã đưa vào vận hành khoảng 17 GW nguồn điện (bao gồm cả các nguồn thủy điện nhỏ và năng lượng tái tạo), đạt hơn 81% khối lượng được giao theo Quy hoạch điện VII, trong đó cao nhất là miền Trung đạt 95.9%, miền Nam đạt thấp nhất với 62.7%. Giai đoạn 2016-2020, do sự phát triển mạnh mẽ của các nguồn năng lượng mặt trời vào các năm từ 2018-2020, nên xét trên tổng thể thì tổng công suất đặt của toàn bộ hệ thống đạt tới 94% tổng công suất nguồn điện cần đưa vào vận hành trong giai đoạn này. Tuy nhiên, các nguồn điện truyền thống (than, khí, thủy điện - chủ yếu là nhiệt điện than) bị chậm tiến độ, chỉ đạt khoảng 60% so với kế hoạch. Công suất nguồn bị chậm khoảng 7.000 MW so với quy mô công suất trong Quy hoạch điện VII điều chỉnh. Tính đến hết năm 2019, tổng công suất đặt của hệ thống điện Việt Nam đạt khoảng gần 54.880 MW tăng trên 2,6 lần so với năm 2010. Trong đó, nhiệt điện than chiếm 36%, thủy điện chiếm 37%, tuabin khí và nhiệt điện chạy dầu chiếm 16%, năng lượng tái tạo chiếm 10%, nhập khẩu chiếm 1%. Theo kết quả đánh giá của nhóm nghiên cứu Doing Business (Ngân hàng Thế giới), chỉ số tiếp cận điện năng năm 2019 của Việt Nam đã thăng hạng vượt bậc, đạt được mức xếp hạng cao nhất từ trước đến nay, đạt 82,2 điểm (tăng 0,3 điểm so với năm 2018) đứng ở vị trí 27 trên tổng số 190 quốc gia/nền kinh tế. Đây là năm thứ 6 liên tiếp tăng điểm đánh giá và trong giai đoạn vừa qua có chuỗi 5 năm liên tiếp chỉ số tiếp cận điện năng của Việt Nam được cải thiện về vị trí.
Bất động sản công nghiệp đang nổi lên là một điểm sáng kể cả trong bối cảnh đại dịch Covid-19 hoành hành. Cuối tháng 3 năm 2020, Việt Nam có 335 khu công nghiệp được thành lập, trong đó có 260 khu công nghiệp đã đi vào hoạt động và 75 khu đang xây dựng. Năm 2019, Việt Nam trở thành một trong những điểm đến thu hút đầu tư về công nghiệp sản xuất trong khu vực Đông Nam Á. Sự tăng trưởng mạnh mẽ của thị trường là nhờ định hướng của Việt Nam trong xây dựng nền kinh tế tập trung vào xuất khẩu, việc xúc tiến thành lập các khu công nghiệp và kinh tế trọng điểm, sự tích cực tham gia các hiệp định thương mại tự do.
Hạ tầng đô thị ở Việt Nam đang bị quá tải, nhất là tại các đô thị lớn. Sự kết nối đồng bộ về giao thông, hệ thống thoát nước và xử lý nước thải của các khu đô thị với hạ tầng chung của khu vực có ý nghĩa đặc biệt quan trọng trong việc giải quyết nhu cầu tất yếu của các cư dân trong khu vực về lưu thông và nhiều vấn đề an sinh khác. Tuy nhiên, vấn đề kết nối hạ tầng đô thị hiện nay đang thiếu và yếu. Nguyên nhân là do quá chú trọng phát triển các dự án bất động sản mà không đầu tư thích đáng cho kết nối hạ tầng. Một báo cáo của Ngân hàng thế giới năm 2020 chỉ ra: dù đầu tư lớn vào cơ sở hạ tầng đô thị và công nghiệp hóa, tình trạng chung hiện tại vẫn là trì trệ và năng suất thấp tại các trung tâm đô thị trọng điểm cũng như lợi ích tích tụ hạn chế ở cấp đô thị. Sự tích tụ này không đóng góp nhiều cho hiệu quả kinh tế, điều này đã phản ánh qua tình trạng thiếu hụt cơ sở hạ tầng dẫn đến tắc nghẽn và hạn chế phân bổ các yếu tố sản xuất. Ngoài ra, hạn chế trong quy hoạch cũng ảnh hưởng đến tốc độ thay thế cơ sở hạ tầng đã cũ ở trung tâm thành phố trong khi làm giảm mức độ phát triển của các vùng ngoại vi. Ở các thành phố lớn, như Hà Nội và thành phố Hồ Chí Minh, tình trạng phát triển mất cân đối vẫn tồn tại giữa khu vực nội đô, với mật độ dân số có thể lên tới 4.000 người/km², và các khu vực ngoại ô có mật độ dân số 100 người/km², dẫn đến việc mở rộng tràn lan của các khu vực đô thị. Sự phát triển mật độ thấp như vậy cộng với cơ sở hạ tầng hạn chế đã cản trở hiệu ứng tích tụ có lợi còn khu vực đô thị bị phân mảnh và không được tích hợp cả về phương diện kinh tế cũng như vật lý.
Tháng 6 năm 2020, Việt Nam thông qua Luật Đầu tư theo phương thức đối tác công tư (PPP). Luật này khu biệt năm lĩnh vực thiết yếu để đầu tư theo phương thức PPP nhằm tập trung nguồn lực cụ thể bao gồm (1) Giao thông, (2) Lưới điện, Nhà máy điện (trừ nhà máy thủy điện và trường hợp Nhà nước độc quyền theo quy định của Luật điện lực), (3) Thủy lợi, cung cấp nước sạch, thoát nước, xử lý nước thải, chất thải, (4) Y tế, giáo dục – đào tạo, (5) Hạ tầng công nghệ thông tin. Bốn trong năm lĩnh vực đầu tư PPP đều liên quan đến cơ sở hạ tầng, cho thấy Việt Nam đang nỗ lực huy động nguồn lực từ khu vực tư nhân cho đầu tư phát triển hạ tầng.

## Logistics
Thị trường logistics của Việt Nam tương đương 21-25% GDP, nhưng 80% thị phần này rơi vào tay doanh nghiệp nước ngoài, phần còn lại được chia cho khoảng 3000 doanh nghiệp nội địa. Thị trường logistics lớn như vậy, nhưng đóng góp vào GDP hàng năm chỉ 2-3%, do chi phí quá lớn. Chi phí logistics của Việt Nam hiện rất cao. Năm 2020, Hiệp hội Doanh nghiệp dịch vụ logistics Việt Nam (VLA) ước tính chi phí logistics của hải sản chiếm 12,2%, gạo chiếm 19,8%, cà phê 9,5% và rau quả chiếm 29,5% tổng chi phí.
Thị trường vận tải hành khách và hàng hóa cả liên tỉnh, nội tỉnh và đô thị ở Việt Nam đã và đang rơi vào tình trạng phụ thuộc quá mức vào đường bộ. Vận tải hành khách liên tỉnh, đường bộ chiếm khoảng 94% tổng số hành khách trong khi đường sắt phục vụ chưa tới 0,5%. Về vận tải hàng hóa nội địa của Việt Nam, đường bộ hiện đang chiếm trên 65% tổng sản lượng vận tải trong khi đường sắt chỉ chiếm 0,6%, đường biển 18%.
Tính đến năm 2019, đội máy bay của các hãng hàng không Việt Nam là 229 chiếc với độ tuổi trung bình 5,1. Trong đó, các hãng sở hữu 53 chiếc chiếm 23,1% với độ tuổi trung bình là 7,5. Đáng chú ý là tất cả các hãng đều chưa có đội máy bay chở hàng riêng. Đại dịch Covid-19 tác động nặng nề lên tất cả các hãng hàng không. Lũy kế 6 tháng đầu năm 2020, Vietnam Airlines đạt doanh thu 24934 tỷ đồng, bằng một nửa so với cùng kỳ năm 2019, nhưng tổng lợi nhuận kế toán trước thuế bị âm 6542 tỷ đồng so với khoản lợi nhuận thực dương 1785,7 tỷ đồng cùng kỳ năm 2019. Trong khi đó, đối thủ lớn nhất của Vietnam Airlines là hãng Vietjet lỗ 2111 tỷ đồng.
Vận tải đường sắt Việt Nam hoàn toàn do các doanh nghiệp quốc doanh đảm nhận, kinh doanh kém hiệu quả. Mô hình tổ chức hiện tại của đường sắt Việt Nam có 3 đơn vị kinh doanh phục vụ vận tải đường sắt gồm: công ty cổ phần vận tải đường sắt Hà Nội, công ty cổ phần vận tải đường sắt Sài Gòn, công ty cổ phần vận tải và thương mại đường sắt (Ratraco). Trong đó, 2 công ty cổ phần vận tải đường sắt Hà Nội và Sài Gòn kinh doanh cả vận tải hàng hóa và hành khách, trùng lặp và tự cạnh tranh lẫn nhau. Tính từ thời điểm tháng 7 năm 2003, khi chính phủ Việt Nam quyết định tách Cục Đường sắt làm nhiệm vụ quản lý nhà nước và Tổng công ty đường sắt hoạt động theo Luật doanh nghiệp, Tổng công ty đường sắt đã có 5 lần thay đổi cơ cấu hoạt động bên trong, tách - nhập các đơn vị thành viên. Trong khi đó, những vướng mắc căn cơ nhất của đường sắt trong nhiều năm lại chưa được giải quyết, đó là bộ máy lao động cồng kềnh, kém hiệu quả. Đường sắt vẫn duy trì quá nhiều doanh nghiệp công ích hoạt động bằng ngân sách, như các doanh nghiệp cầu đường, thông tin tín hiệu với lao động thủ công, trong khi lại chậm hiện đại hóa để cắt giảm lao động, tiết kiệm chi phí. Các vấn đề về kết cấu hạ tầng đường sắt còn khá lạc hậu, như: Bình diện hạn chế, độ dốc dọc lớn, cầu yếu, hầm yếu... là những nguyên nhân ảnh hưởng trực tiếp đến việc nâng cao tải trọng, tốc độ chạy của tàu, năng lực thông qua và năng lực chuyên chở trên các tuyến. Hệ thống thông tin tín hiệu trên các tuyến không đồng bộ về công nghệ, kỹ thuật, mỗi tuyến, khu đoạn lại sử dụng một công nghệ... Hệ thống đường sắt Việt Nam hiện được vận hành với gần 300 đầu máy đang hoạt động, song phần lớn đều là những đầu máy cũ có tuổi đời từ 30 năm trở lên. Công suất và tốc độ của đầu máy thấp, tiêu hao nhiều nhiên liệu. Toa tàu khách và tàu hàng của đường sắt cũng được khai thác nhiều năm với nhiều chủng loại, gây khó khăn, trở ngại trong vận hành, bảo trì, sửa chữa. Trong hàng chục năm, tỷ lệ đầu tư cho đường sắt không vượt qua 3% tổng chi ngân sách dành cho hạ tầng giao thông vận tải. Gần 50 năm qua, không một đoạn đường sắt nào được làm mới. Đường sắt Việt Nam vẫn sử dụng khổ 1 m trong khi hầu hết các nước trên thế giới không còn dùng nữa. Tốc độ đường sắt Việt Nam chỉ khoảng 50 – 60km/giờ đối với tàu hàng, còn tàu khách thì tốc độ trung bình chưa đến 80km/giờ. Mạng lưới đường sắt Việt Nam chưa kết nối tốt với các phương thức vận tải khác nhau như hàng không, đường biển, chưa có kết nối liên vùng Đồng bằng sông Cửu Long và Tây Nguyên. Cuối năm 2019, thị phần vận tải của ngành đường sắt mà Tổng công ty đường sắt là đại diện duy nhất đang ở mức thấp nhất trong lịch sử khi chỉ chiếm chưa đầy 0,2% sản lượng vận chuyển hành khách và 1,2% sản lượng vận tải hàng hóa, trong khi về lý thuyết, đường sắt có lợi thế chi phí và độ an toàn cao. Việc không sử dụng được lợi thế của đường sắt trong khi lãnh thổ Việt Nam trải dài từ Bắc xuống Nam rất thuận tiện để phát triển hệ thống đường sắt làm cho ngành vận tải của Việt Nam mất cân đối và có chi phí cao.
Năm 2019, Việt Nam có 272 bến cảng, tổng chiều dài cầu cảng đạt 92,2 km với tổng công suất trên 550 triệu tấn/năm. Sản lượng hàng hóa thông qua hệ thống cảng biển ngày một lớn, mức tăng trưởng bình quân hàng năm giai đoạn 2000-2017 là 10,4%, riêng hàng container có mức tăng trưởng bình quân 13,4%/ năm. So với năm 2000, sản lượng hàng hóa thông qua cảng biển Việt Nam năm 2017 đã tăng 6 lần về tổng hàng, từ 73 triệu tấn lên 442 triệu tấn và tăng 12,5 lần về hàng container, từ 1,1 triệu TEU lên 14,4 triệu TEU. Tỷ trọng lượng hàng thông qua hệ thống cảng biển của phương tiện thủy nội địa đã tăng 11,5% trong giai đoạn 2016-2018. Tuy nhiên, thị phần hàng hóa phân bổ giữa các cảng khá chênh lệch. Cụ thể, khu vực các cảng phía Bắc chiếm 25 - 30% khối lượng vận tải nên công suất vẫn còn thừa. Các cảng miền Trung chỉ chiếm 13% tổng sản lượng thông qua đang ở tình trạng thiếu hàng hóa, chỉ sử dụng một phần công suất. Trong khi đó, các cảng phía Nam chiếm đến 57%, riêng sản lượng container qua cảng chiếm đến 90%, hiện đang quá tải. Nhiều ý kiến cho rằng, công suất các cảng giữa các cảng biển chênh lệch lớn như trên phản ánh một tầm nhìn hạn hẹp trong quy hoạch hệ thống cảng biển Việt Nam.
Theo sách trắng VLA 2018, hệ thống cảng cạn (ICD) Việt Nam gồm có 11 cảng cạn kết nối với cảng Hải Phòng ở miền Bắc, 12 cảng cạn kết nối với các cảng biển Bà Rịa – Vũng Tàu và thành phố Hồ Chí Minh ở miền Nam. Khu vực miền Trung chưa có hệ thống ICD do lượng hàng container qua hệ thống cảng biển miền Trung rất thấp, các cảng biển tiếp nhận container nhìn chung đủ và dư năng lực kho bãi.
Tính đến thời điểm tháng 7 năm 2020, đội tàu biển Việt Nam có 1503 tàu (trong đó tàu vận tải hàng hóa là 1038 tàu) với tổng dung tích khoảng 5,06 triệu GT và tổng trọng tải khoảng 7,9 triệu DWT. Tuổi tàu bình quân của đội tàu Việt Nam là 16,6 tuổi.
Vận tải thủy nội địa, ven biển là một trong những lĩnh vực có tốc độ tăng trưởng nhanh, chiếm thị phần ngày càng lớn trong bức tranh vận tải Việt Nam. Theo Cục Đường thủy nội địa Việt Nam, năm 2018, khối lượng vận tải hàng hóa đường thủy đạt hơn 288 triệu tấn, tăng 25,52% so với năm 2017. Năm 2019, Ngân hàng Thế giới đánh giá vận tải đường thủy nội địa của Việt Nam có tỷ lệ đảm nhận vận chuyển hàng hóa nội địa cao hơn nhiều so với Trung Quốc, Hoa Kỳ và EU (trừ Hà Lan). Ngân hàng Thế giới cũng đánh giá vận tải đường thủy nội địa của Việt Nam đang hoạt động tốt với các dấu hiệu tăng trưởng và chuyển biến đáng khích lệ.
Tại thời điểm tháng 7 năm 2020, cả nước Việt Nam có 45 tuyến đường thủy nội địa với tổng chiều dài khoảng 7075 km (miền Bắc có 17 tuyến, miền Nam có 18 tuyến, miền Trung có 10 tuyến). Hệ thống đường thủy của Việt Nam có 251/532 cầu và công trình vượt sông nằm trên các tuyến đường thủy nội địa quốc gia có tĩnh không thông thuyền thấp hơn thông số kỹ thuật theo cấp quy hoạch đã được phê duyệt. Trừ một số cảng chuyên dụng (than, xi măng, nhiệt điện), còn lại phần lớn công trình, thiết bị bốc xếp ở hầu hết các cảng đều đã cũ, lạc hậu. Có ít cảng thủy nội địa đủ tiêu chuẩn bốc dỡ container, trong khi tổ chức vận tải đa phương thức, dịch vụ logistics ở các cảng đầu chính cũng chưa được thực hiện.
Trong bảng xếp hạng Chỉ số hoạt động logistics (LPI) năm 2018 của Ngân hàng thế giới, Việt Nam được xếp hạng 39/160 nước điều tra. Tất cả các chỉ số đánh giá LPI đều tăng bậc so với kỳ đánh giá gần nhất trước đó (năm 2016), trong đó có mức tăng cao nhất là năng lực chất lượng dịch vụ và khả năng theo dõi, truy xuất hàng hóa.

## Chỉ số kinh tế
| Một số dữ liệu 16 năm gần đây (2000-2016) - Nguồn: Tổng cục Thống kê   | Một số dữ liệu 16 năm gần đây (2000-2016) - Nguồn: Tổng cục Thống kê | Một số dữ liệu 16 năm gần đây (2000-2016) - Nguồn: Tổng cục Thống kê | Một số dữ liệu 16 năm gần đây (2000-2016) - Nguồn: Tổng cục Thống kê | Một số dữ liệu 16 năm gần đây (2000-2016) - Nguồn: Tổng cục Thống kê | Một số dữ liệu 16 năm gần đây (2000-2016) - Nguồn: Tổng cục Thống kê | Một số dữ liệu 16 năm gần đây (2000-2016) - Nguồn: Tổng cục Thống kê | Một số dữ liệu 16 năm gần đây (2000-2016) - Nguồn: Tổng cục Thống kê | Một số dữ liệu 16 năm gần đây (2000-2016) - Nguồn: Tổng cục Thống kê | Một số dữ liệu 16 năm gần đây (2000-2016) - Nguồn: Tổng cục Thống kê | Một số dữ liệu 16 năm gần đây (2000-2016) - Nguồn: Tổng cục Thống kê | Một số dữ liệu 16 năm gần đây (2000-2016) - Nguồn: Tổng cục Thống kê | Một số dữ liệu 16 năm gần đây (2000-2016) - Nguồn: Tổng cục Thống kê | Một số dữ liệu 16 năm gần đây (2000-2016) - Nguồn: Tổng cục Thống kê | Một số dữ liệu 16 năm gần đây (2000-2016) - Nguồn: Tổng cục Thống kê | Một số dữ liệu 16 năm gần đây (2000-2016) - Nguồn: Tổng cục Thống kê | Một số dữ liệu 16 năm gần đây (2000-2016) - Nguồn: Tổng cục Thống kê | Một số dữ liệu 16 năm gần đây (2000-2016) - Nguồn: Tổng cục Thống kê |
| ---------------------------------------------------------------------- | -------------------------------------------------------------------- | -------------------------------------------------------------------- | -------------------------------------------------------------------- | -------------------------------------------------------------------- | -------------------------------------------------------------------- | -------------------------------------------------------------------- | -------------------------------------------------------------------- | -------------------------------------------------------------------- | -------------------------------------------------------------------- | -------------------------------------------------------------------- | -------------------------------------------------------------------- | -------------------------------------------------------------------- | -------------------------------------------------------------------- | -------------------------------------------------------------------- | -------------------------------------------------------------------- | -------------------------------------------------------------------- | -------------------------------------------------------------------- |
| Năm                                                                    | 2000                                                                 | 2001                                                                 | 2002                                                                 | 2003                                                                 | 2004                                                                 | 2005                                                                 | 2006                                                                 | 2007                                                                 | 2008                                                                 | 2009                                                                 | 2010                                                                 | 2011                                                                 | 2012                                                                 | 2013                                                                 | 2014                                                                 | 2015                                                                 | 2016                                                                 |
| GDP (tỷ USD, làm tròn)                                                 | 31                                                                   | 32                                                                   | 35                                                                   | 39                                                                   | 45                                                                   | 52                                                                   | 60                                                                   | 70                                                                   | 89                                                                   | 91                                                                   | 101                                                                  | 135,5                                                                | 155.8                                                                | 171,2                                                                | 186,2                                                                | 193,2                                                                | 202,6                                                                |
| GDP/đầu người (USD)                                                    | 402                                                                  | 416                                                                  | 441                                                                  | 492                                                                  | 561                                                                  | 642                                                                  | 730                                                                  | 843                                                                  | 1052                                                                 | 1064                                                                 | 1168                                                                 | 1.300                                                                | 1.540                                                                | 1.960                                                                | 2.028                                                                | 2109                                                                 | 2.215                                                                |
| Tỉ lệ tăng giảm GDP (tăng giảm % so với năm trước)                     | 6,8                                                                  | 6,9                                                                  | 7,1                                                                  | 7,3                                                                  | 7,8                                                                  | 8,4                                                                  | 8,2                                                                  | 8,5                                                                  | 6,2                                                                  | 5,3                                                                  | 6,7                                                                  | 5,89                                                                 | 5,03                                                                 | 5,42                                                                 | 5,98                                                                 | 6,68                                                                 | 6,21                                                                 |
| Tỉ lệ tăng giảm GDP (%) theo Ngân hàng Thế giới                        | 6,79                                                                 | 6,19                                                                 | 6,32                                                                 | 6,90                                                                 | 7,54                                                                 | 7,55                                                                 | 6,98                                                                 | 7,13                                                                 | 5,66                                                                 | 5,40                                                                 | 6,42                                                                 | 6,24                                                                 | 5,25                                                                 | 5,42                                                                 | 5,98                                                                 | 6,68                                                                 | 6,21                                                                 |
| Xuất khẩu (tỷ USD, làm tròn)                                           | 14                                                                   | 15                                                                   | 16                                                                   | 20                                                                   | 26                                                                   | 32                                                                   | 39                                                                   | 48                                                                   | 62                                                                   | 57                                                                   | 71                                                                   | 96,91                                                                | 114,57                                                               | 132,2                                                                | 150,1                                                                | 162,4                                                                | 175,94                                                               |
| Nhập khẩu (tỷ USD, làm tròn)                                           | 15                                                                   | 16                                                                   | 19                                                                   | 25                                                                   | 31                                                                   | 36                                                                   | 44                                                                   | 62                                                                   | 80                                                                   | 69                                                                   | 84                                                                   | 106,75                                                               | 113,79                                                               | 131,3                                                                | 148                                                                  | 165,6                                                                | 173,26                                                               |
| Chênh lệch–nhập siêu (tỷ USD, làm tròn)                                | -1                                                                   | -1                                                                   | -3                                                                   | -5                                                                   | -5                                                                   | -4                                                                   | -5                                                                   | -14                                                                  | -18                                                                  | -12                                                                  | -13                                                                  | -8,84                                                                | 0,78                                                                 | 0,9                                                                  | 2,1                                                                  | -3,2                                                                 | 2,68                                                                 |
| FDI-đăng ký (tỷ USD, làm tròn)                                         | 2,8                                                                  | 3,1                                                                  | 2,9                                                                  | 3,1                                                                  | 4,5                                                                  | 6,8                                                                  | 12,0                                                                 | 21,3                                                                 | 71,7                                                                 | 23,1                                                                 | 18,6                                                                 | 14                                                                   | 16,3                                                                 | 22,35                                                                | 20,23                                                                | 22,76                                                                | 24,4                                                                 |
| FDI-thực hiện (tỷ USD, làm tròn)                                       | 2,4                                                                  | 2,4                                                                  | 2,5                                                                  | 2,6                                                                  | 2,8                                                                  | 3,3                                                                  | 4,1                                                                  | 8,0                                                                  | 11,5                                                                 | 10                                                                   | 11                                                                   | 11                                                                   | 10,46                                                                | 11,5                                                                 | 12,35                                                                | 14,5                                                                 | 15,8                                                                 |
| Chênh lệch đăng ký-thực hiện FDI (tỷ USD, làm tròn)                    | -0,4                                                                 | -0,7                                                                 | -0,4                                                                 | -0,5                                                                 | -1,7                                                                 | -3,5                                                                 | -7,9                                                                 | -13,3                                                                | -60,2                                                                | -13,1                                                                | -7,6                                                                 | -3                                                                   | -5,84                                                                | -10,85                                                               | -7,88                                                                | -8,26                                                                | -8,6                                                                 |
| Kiều hối (tỷ USD, làm tròn)                                            | 1,7                                                                  | 1,8                                                                  | 2,1                                                                  | 2,7                                                                  | 3,2                                                                  | 3,8                                                                  | 4,7                                                                  | 5,5                                                                  | 7,2                                                                  | 6,2                                                                  | 8,1                                                                  | 9                                                                    | 10                                                                   | 11                                                                   | 12                                                                   | 12,25                                                                | 9                                                                    |
| Tổng mức bán lẻ và doanh thu dịch vụ tiêu dùng (1000 tỷ VNĐ, làm tròn) | 220                                                                  | 245                                                                  | 280                                                                  | 333                                                                  | 398                                                                  | 480                                                                  | 596                                                                  | 746                                                                  | 1009                                                                 | 1197                                                                 | 1561                                                                 | –                                                                    | –                                                                    | –                                                                    | –                                                                    | –                                                                    | –                                                                    |
| Chỉ số giá tiêu dùng CPI (tăng giảm % so với năm trước)                | -0,6                                                                 | 0,8                                                                  | 4,0                                                                  | 3,0                                                                  | 9,5                                                                  | 8,4                                                                  | 6,6                                                                  | 12,6                                                                 | 19,9                                                                 | 6,5                                                                  | 11,7                                                                 | 18,58                                                                | 6,81                                                                 | 6,04                                                                 | 4,09                                                                 | 0,63                                                                 | 4,74                                                                 |
| Tăng giảm giá USD (tăng giảm % so với năm trước)                       | 3,4                                                                  | 3,8                                                                  | 2,1                                                                  | 2,2                                                                  | 0,4                                                                  | 0,9                                                                  | 1,0                                                                  | -0,3                                                                 | 6,3                                                                  | 10,7                                                                 | 9,6                                                                  | 10.01                                                                | -1                                                                   | 1                                                                    | 1                                                                    | 3                                                                    | –                                                                    |
| Tăng giảm giá Vàng (tăng giảm % so với năm trước)                      | -1,7                                                                 | 5,0                                                                  | 19,4                                                                 | 26,6                                                                 | 11,7                                                                 | 11,3                                                                 | 27,2                                                                 | 27,3                                                                 | 6,8                                                                  | 64,3                                                                 | 30,0                                                                 | –                                                                    | –                                                                    | –                                                                    | –                                                                    | –                                                                    | –                                                                    |

## Số liệu thống kê

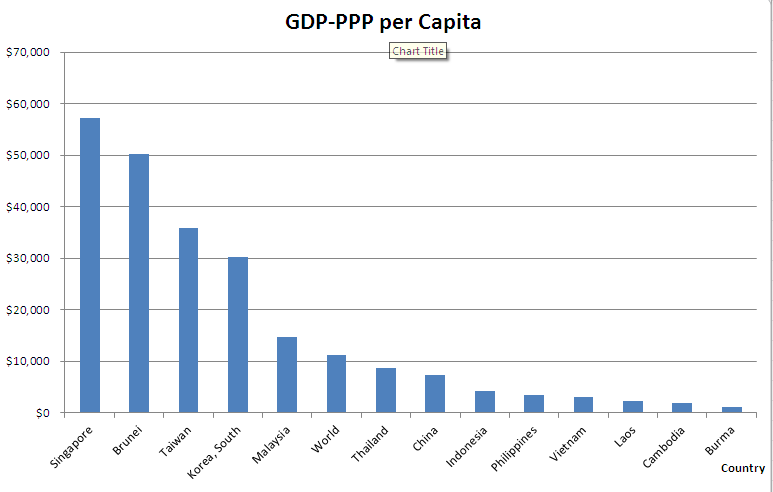
So sánh GDP-PPP bình quân giữa Việt Nam và một số nước trong khu vực Đông Á và Đông Nam Á năm 2010

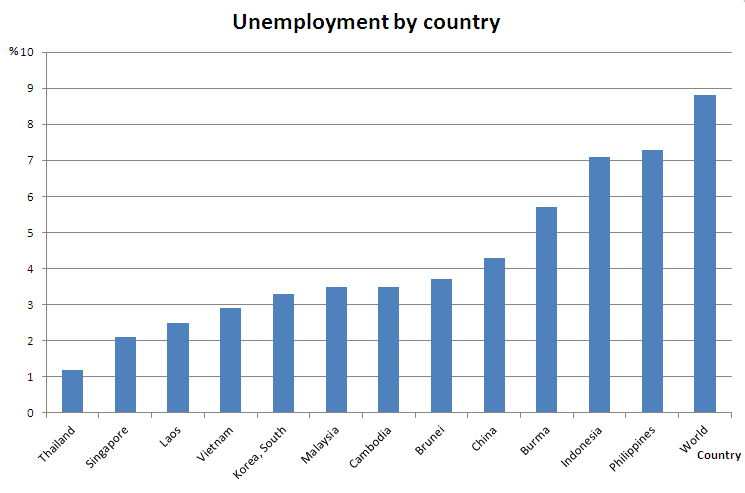
So sánh tỷ lệ thất nghiệp giữa Việt Nam và một số quốc gia trong khu vực Đông Á và Đông Nam Á năm 2010.

Còn các số liệu dưới đây được dịch từ nguồn của Cục Tình báo Trung ương Hoa Kỳ (CIA).
Tỷ trọng trong GDP (2012)
- Nông nghiệp: 21,5%
- Công nghiệp: 40,7%
- Dịch vụ: 37,7%

Lực lượng lao động
- Có 49,18 triệu lao động (ước tính 2012) (xếp thứ 13 toàn cầu)
Nông nghiệp: 48%
Công nghiệp: 21%
Dịch vụ: 31%

Tỷ lệ thất nghiệp
- Đạt 4,5% (2012 ước lượng) (xếp thứ 40 toàn cầu)

Dân số dưới mức nghèo
- Đạt 11,3% (2012). Mức nghèo của Việt Nam giảm từ hơn 58% năm 1993 xuống còn khoảng 10% trong năm 2010.[193].

Hộ gia đình có thu nhập hoặc tiêu dùng bằng cách chia sẻ phần trăm
- Thấp nhất 10%: 3,2%
- Cao nhất 10%: 30,2% (2008)

Đầu tư (tổng cố định)
- Đạt 28,2% của GDP (2012 ước) (xếp thứ 28 toàn cầu)

Ngân sách
- Thu: 42,14 tỷ USD
- Chi: 47,57 tỷ USD (2012 ước lượng)
- Thâm hụt: -3,9 % (2012) (xếp thứ 135 toàn cầu)

Nợ công
- 48,2% (2012 ước) (xếp thứ 67 toàn cầu)

Tỷ lệ lạm phát
- Đạt 6,8% (giá tiêu dùng), (2012 ước)
- Đạt 18,1% (2011 ước) so với thế giới, (xếp thứ 176 toàn cầu)

Xuất khẩu
- Đạt 213,77 tỷ USD (2017 ước lượng) (xếp thứ 35 toàn cầu năm 2013) (96,91 tỷ USD 2011)

Nhập khẩu
- Đạt 211,1 tỷ USD (2017 ước lượng) (xếp thứ 33 toàn cầu năm 2013) (97,36 tỷ USD 2011)

Tỷ suất hối đoái với USD

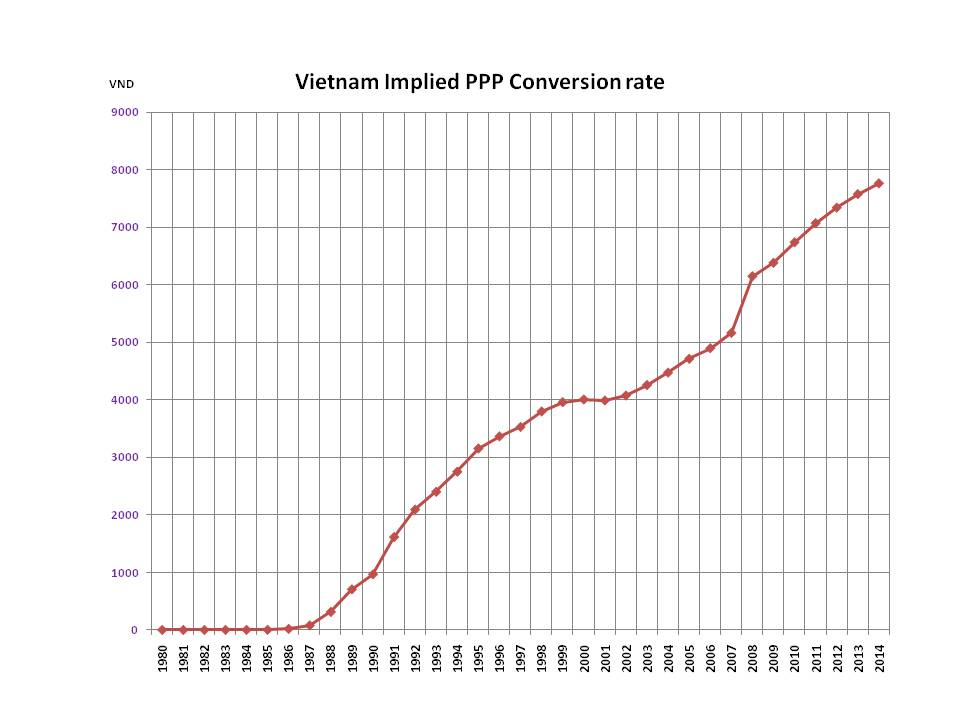
Biến động tỷ giá Việt Nam đồng so với Đô la quốc tế tính theo sức mua tương đương, giai đoạn 1980-2014

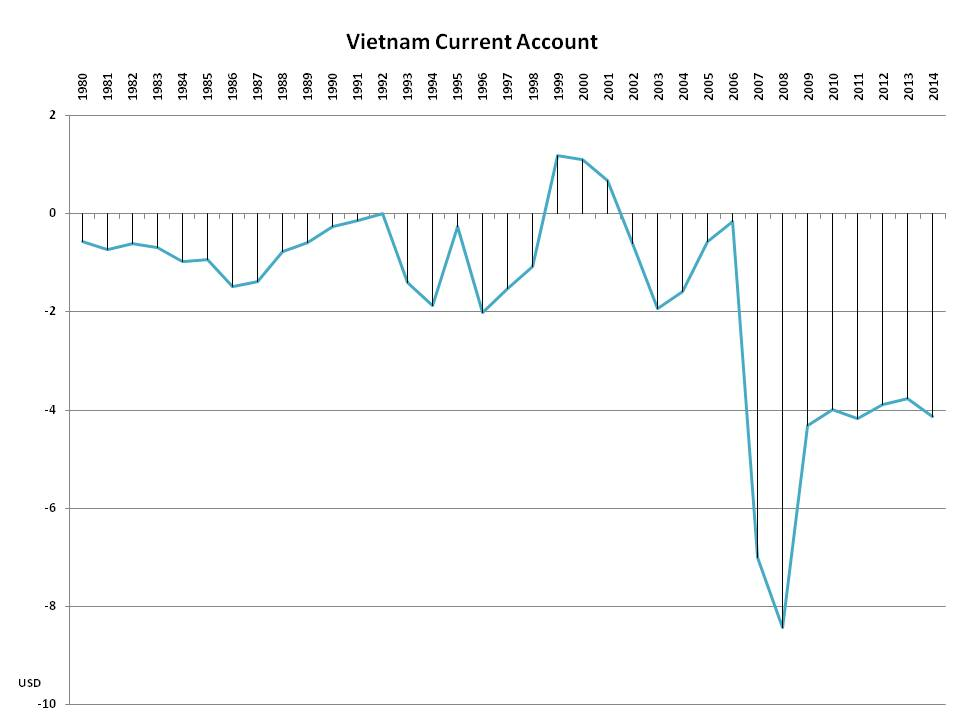
Tài khoản vãng lai của Việt Nam qua các năm 1980-2014

- 1 USD = 20.828,00 đồng (2012 ước lượng)
- 1 USD = 20.509,75 đồng (2011 ước lượng)
- 1 USD = 18.612,92 đồng (2010 ước lượng)
- 1 USD = 17.799,60 đồng (2009 ước lượng)
- 1 USD = 16.548,30 đồng (2008 ước lượng)

Đầu tư trực tiếp từ nước ngoài (FDI 2012)10,5 tỷ USD tính toàn bộ các dự án đăng ký, chủ yếu tập trung vào công nghiệp và xây dựng. Các nhà đầu tư đã cam kết đầu tư 6,5 tỷ USD vào Việt Nam năm 2013.
- Lũy kế vốn Đầu tư trực tiếp từ nước ngoài (nhập đến 31 tháng 12 năm 2012): 75,45 tỷ USD, xếp thứ 46 toàn cầu.

Lũy kế vốn đầu tư trực tiếp ra nước ngoài (FDI xuất đến 31 tháng 12 năm 2009)Đứng thứ 50 toàn cầu với 7,7 tỷ USD.
Nợ nước ngoài41,85 tỷ USD; 35,5% GDP (cuối 2012).
39,63 tỷ USD (2011)
Cán cân thanh toán theo ngoại tệ chuyển đổi (2005)
- Xuất khẩu (f.o.b): Cụ thể, tính chung cả năm 2017, kim ngạch hàng hóa xuất khẩu ước tính đạt 213,77 tỷ USD, tăng 21,1% so với năm trước, đây là mức tăng cao nhất trong nhiều năm qua, trong đó khu vực kinh tế trong nước đạt 58,53 tỷ USD, tăng 16,2%; khu vực có vốn đầu tư nước ngoài (kể cả dầu thô) đạt 155,24 tỷ USD, tăng 23%.
- Nhập khẩu (c.i.f): Kim ngạch hàng hoá nhập khẩu năm 2017 ước tính đạt 211,1 tỷ USD, tăng 20,8% so với năm trước, trong đó khu vực kinh tế trong nước đạt 84,7 tỷ USD, tăng 17%; khu vực có vốn đầu tư nước ngoài đạt 126,4 tỷ USD, tăng 23,4%.
- Thâm hụt thương mại: 4,65 tỉ USD (giảm từ mức thâm hụt 5,45 tỷ USD năm 2004)

Các mặt hàng xuất khẩu chính (2017)
Dầu thô, hàng dệt may, giày dép, hải sản, điện tử máy tính, gạo, cao su, cà phê.
- Các thị trường xuất khẩu chính (2017):
Hoa Kỳ vẫn là thị trường dẫn đầu với 41,5 tỷ USD, tăng 8% so với năm 2016. Tiếp đến là EU đạt 38,3 tỷ USD, tăng 12,8%; Trung Quốc đạt 35,3 tỷ USD, tăng 60,6%; thị trường ASEAN đạt 21,7 tỷ USD, tăng 24,5%; Nhật Bản đạt 16,8 tỷ USD, tăng 14,2%; Hàn Quốc đạt 15 tỷ USD, tăng 31,1%.
(tất cả số tăng là so với 2016)

Các mặt hàng nhập khẩu chính (2017)
Máy móc, thiết bị, xăng dầu, thép, vải, nguyên phụ liệu dệt may da, điện tử máy tính, phân bón.
- Các thị trường nhập khẩu chính (2017):
Trong khi, Trung Quốc vẫn là thị trường nhập khẩu lớn nhất của nước ta trong năm 2017, với kim ngạch đạt 58,5 tỷ USD, tăng 16,9% so với năm 2016; tiếp đến là Hàn Quốc đạt 46,8 tỷ USD, tăng 45,5%; ASEAN đạt 28 tỷ USD, tăng 16,4%; Nhật Bản đạt 16,5 tỷ USD, tăng 9,7%; EU đạt 12 tỷ USD, tăng 7,7%; Hoa Kỳ đạt 9,1 tỷ USD, tăng 4,9%.
(tất cả số tằng là so với 2016)

* Tỷ giá liên ngân hàng của Ngân hàng Nhà nước Việt Nam
** Theo ước tính của Bộ Tài chính
*** do Diễn đàn kinh tế thế giới (WEF) đánh giá xếp hạng trong 125 nước
Xem thêm: Các số liệu thống kê kinh tế chi tiết theo thời gian có thể tham khảo website WorldBank Lưu trữ ngày 2 tháng 8 năm 2023 tại Wayback Machine hoặc Tổng cục thống kê, và Thông tin về Việt Nam trên CIA Lưu trữ ngày 17 tháng 5 năm 2020 tại Wayback Machine.

## Các vấn đề hiện nay

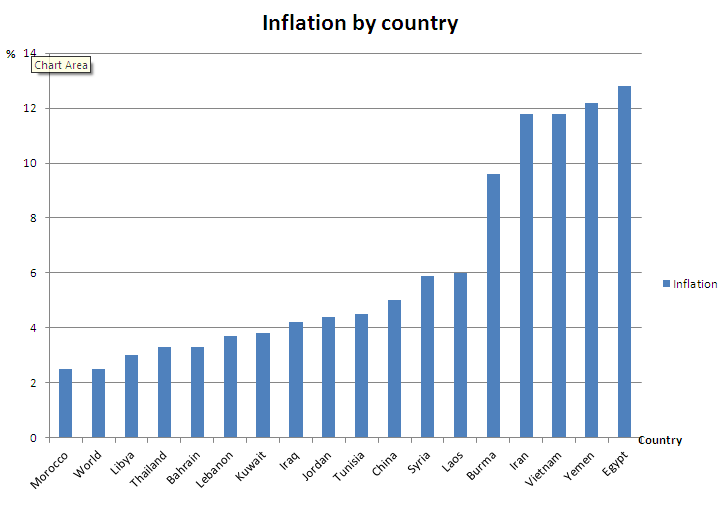
Lạm phát của Việt Nam so với một số nước năm 2010).

Nền kinh tế Việt Nam bị coi là hoạt động kém hiệu quả. Trong thời gian vừa qua, Việt Nam đã phát triển kinh tế dàn trải theo chiều rộng. Tuy nhiên, sự phát triển kinh tế chủ yếu theo chiều rộng cũng như bất kỳ một chính sách nào cũng đều có những hạn chế của nó. Phát triển kinh tế theo chiều rộng thông thường đòi hỏi vốn đầu tư cao và dàn trải. Do vậy, hiệu quả vốn đầu tư khó có thể cao, biểu hiện chỉ số ICOR của Việt Nam mặc dù có được cải thiện nhưng vẫn ở mức cao so với các nước trong khu vực và thế giới. Hiệu quả đầu tư không cao và dàn trải được tích tụ qua các năm là nguyên nhân chủ yếu làm cho lạm phát tăng cao vào các năm 2008–2011. Để đạt đến một mức thu nhập bình quân đầu người tương đương với một nền kinh tế khác trong khu vực Việt Nam sẽ cần một lượng vốn đầu tư lớn hơn. Do đầu tư thiếu hiệu quả nên chi phí công nghiệp hóa tại Việt Nam sẽ lớn hơn các nước trong khu vực và trên thế giới. Nhu cầu đầu tư lớn dẫn đến tình trạng đầu tư vượt xa khả năng tích lũy của nền kinh tế, thâm hụt ngân sách luôn ở mức cao. Để bù đắp phần thiếu hụt phải trông cậy vào đầu tư nước ngoài và vay nợ nước ngoài. Thực tế này đã làm cho nợ quốc gia và nợ công nước ngoài tăng nhanh trong những năm 2006-2012, mặc dù vẫn trong ngưỡng an toàn nhưng cũng đến lúc phải thận trọng.
Trong nhiều năm Việt Nam đã không có một chiến lược công nghiệp hóa rõ ràng và hiệu quả, không xác định được đâu là những ngành cần tập trung các nguồn lực để phát triển. Việc thu hút vốn đầu tư nước ngoài cũng không có định hướng và không quan tâm đến hiệu ứng lan tỏa của vốn đầu tư nước ngoài mà chỉ cốt thu hút càng nhiều vốn càng tốt để tạo ra tăng trưởng kinh tế. Chính vì vậy nền kinh tế tăng trưởng về lượng được đo bằng tăng trưởng GDP nhưng không có sự biến đổi lớn về chất. Một nguyên nhân quan trọng khiến trong hơn 30 năm Đổi Mới Việt Nam không thể công nghiệp hóa là các hoạt động đầu cơ, đặc biệt là đầu cơ nhà đất, chiếm ưu thế chứ không phải đầu tư để tạo ra giá trị gia tăng. Tuy nhiên Việt Nam vẫn chưa ban hành thuế tài sản để giảm thiểu hoạt động đầu cơ trên thị trường tài sản nhằm hướng nguồn vốn vào các hoạt động sản xuất và làm tăng cơ hội sở hữu tài sản của đa số dân chúng. Hàn Quốc mất hơn 30 năm để công nghiệp hóa, Việt Nam chắc chắn sẽ cần nhiều thời gian hơn thế.

Kết luận số 02-KL/TW của Bộ Chính trị đã chỉ rõ nguyên nhân: "Về khách quan, do tác động tiêu cực của tình hình kinh tế thế giới; về chủ quan là do những hạn chế, yếu kém vốn có của nền kinh tế, mô hình tăng trưởng và cơ cấu kinh tế chậm được khắc phục, bị tích tụ nặng nề hơn trong những năm phải đối phó với tình trạng suy giảm kinh tế và do một số hạn chế trong quản lý, điều hành của các cấp. Đây cũng chính là nguyên nhân chủ yếu dẫn đến tình trạng trong nhiều năm qua, nước ta luôn phải đối mặt với tình trạng lạm phát cao và kinh tế vĩ mô không vững chắc, gay gắt hơn các nước trong khu vực."

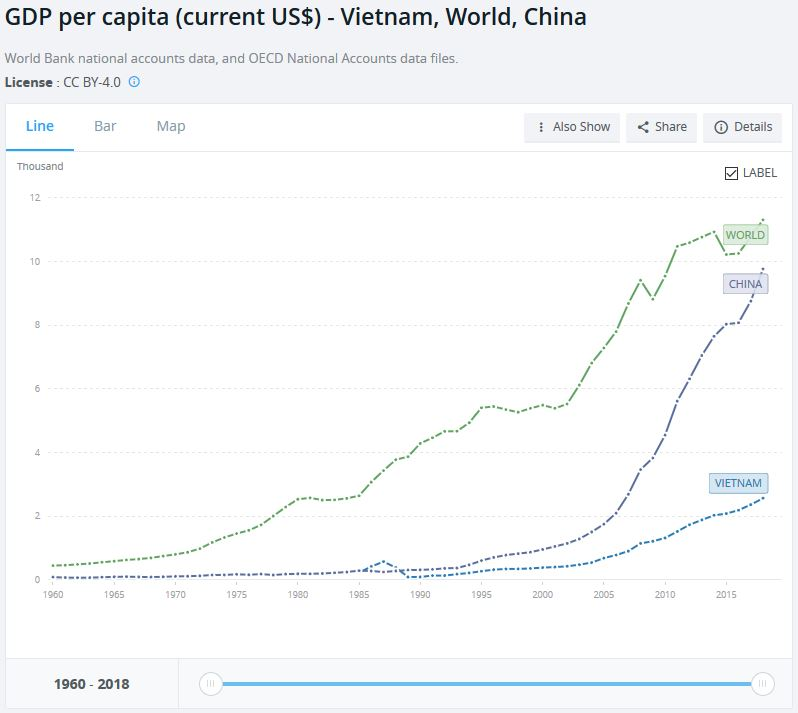
Sản lượng bình quân đầu người của Việt Nam so với Trung Quốc và thế giới. Nguồn: Ngân hàng thế giới

Mặc dù Việt Nam đã bước vào ngưỡng của các nước có mức thu nhập trung bình thấp, nhưng kết cấu cơ sở hạ tầng của nền kinh tế còn nhiều bất cập và yếu kém.. Tâm lý thỏa mãn khá phổ biến trong dân cư cũng như các nhà lãnh đạo; xung đột quyền lợi của các nhóm người trong xã hội trỗi dậy, đan xen và ràng buộc lẫn nhau, kìm hãm các quá trình cải cách trong nền kinh tế; tham ô, tham nhũng đã bóp méo các quan hệ của đời sống kinh tế xã hội. Năng lực thể chế yếu khiến Việt Nam không thể hoạch định và thực thi chính sách tốt, không thể sử dụng có hiệu quả các nguồn lực của mình. Một điều tra cho thấy, ở Việt Nam, trung bình để kiếm được 1 đồng lợi nhuận thì doanh nghiệp phải hối lộ cho nhân viên công quyền 1,02 đồng. Đây là một trong những lý do giải thích tại sao theo điều tra của Phòng Thương mại và Công nghiệp Việt Nam thì quy mô trung bình của doanh nghiệp Việt Nam năm 2015 chỉ bằng 1/2 năm 2005. Bà Phạm Chi Lan cho rằng các chuyên gia của Ngân hàng Thế giới nhận xét Việt Nam có lẽ là mô hình đặc biệt nhất trên thế giới vì nhận quá nhiều vốn vẫn không trở thành nước phát triển nổi nên chỉ có thể gọi là nước không chịu phát triển.
Kinh tế Việt Nam còn có một số tồn tại, làm giảm tốc độ tăng trưởng trong dài hạn. Trong những năm vừa qua khi lạm phát gia tăng, kinh tế vĩ mô có nhiều biểu hiện không ổn định, đầu tư trực tiếp nước ngoài đã chững lại, đầu tư nước ngoài gián tiếp cũng nhỏ giọt. Sau khủng hoảng kinh tế - tài chính thế giới, mặc dù đã có dấu hiệu hồi phục song các nền kinh tế lớn tăng trưởng còn chậm, không rõ nét và còn tiềm ẩn nhiều rủi ro, các luồng vốn đầu tư đang đổ dồn vào các nước Đông Nam Á. Nhiều nước trong khu vực đang phải vất vả tìm mọi giải pháp để hấp thụ các luồng vốn này một cách hiệu quả nhất, đồng bản tệ của họ liên tục lên giá. Trong khi đó tại Việt Nam, các luồng vốn này hầu như không phát huy tác dụng và đồng tiền Việt Nam liên tục mất giá. Ở những thời điểm nhất định trong thời gian qua Chính phủ Việt Nam cũng đặt vấn đề ổn định kinh tế vĩ mô, kiềm chế lạm phát nhưng không nhất quán và nhiều khi còn bị đánh đổi lấy các mục tiêu kinh tế khác. Điều này đã làm giảm lòng tin của cộng đồng các nhà đầu tư, các nhà tài trợ vào môi trường đầu tư của Việt Nam. Mức xếp hạng tín nhiệm đầu tư của Việt Nam bị giảm sút.
Tuy nhiên, việc tích cực tham gia một số Hiệp định thương mại tự do, đặc biệt CPTPP, tạo một số cơ hội cho Việt Nam, đặc biệt là đầu tư và xuất khẩu, nhưng cũng tạo ra nhiều sức ép cạnh tranh. Với Việt Nam, truyền thông trong nước cho hay, tham gia CPTPP sẽ giúp Việt Nam có cơ hội cải tổ mạnh mẽ về thế chế, nâng cao năng lực và trình độ của nền kinh tế, tạo cú hích không chỉ cho tái cơ cấu kinh tế, đầu tư, công nghiệp, mà còn giúp Việt Nam có đã đẩy tới các cải cách về xã hội, thị trường, thậm chí chính trị. Riêng về mặt kinh tế, tham gia CPTPP được cho là cơ hội giúp Việt Nam tăng trưởng và củng cố tăng trưởng kinh tế, xuất khẩu mạnh mẽ, giảm lệ thuộc vào các quốc gia trong khu vực mà lâu nay Việt Nam được cho là bị thâm hụt mậu dịch, nhập siêu, đặc biệt liên quan tới quan hệ mậu dịch, kinh tế song phương với Trung Quốc, cường quốc thứ hai về kinh tế toàn cầu.
Việt Nam đã bị bỏ lại quá xa bởi các nước khác trong khu vực, cho dù đã đạt được thành tựu tăng trưởng kinh tế cao trong một thời gian dài, theo tính toán của các chuyên gia quốc tế. Giai đoạn 1991-2020, tốc độ tăng trưởng GDP trung bình của Việt Nam đạt 7,14% trong khi Hàn Quốc, trong giai đoạn từ 1961 - 2000, tốc độ tăng trưởng bình quân đạt khoảng 8%/năm; còn Nhật Bản trong giai đoạn 1955 - 1973 đạt tốc độ tăng trưởng bình quân khoảng 9,4%/năm. Giáo sư kinh tế Trần Thọ Đạt cho rằng "Nhìn chung, so sánh giữa hai nước Hàn Quốc và Malaysia, Việt Nam đang tụt hậu khoảng 30 – 35 năm, với Trung Quốc chúng ta tụt hậu khoảng 20 năm". Do nền kinh tế Việt Nam phụ thuộc vào vốn đầu tư nước ngoài nên thu nhập quốc dân phản ánh nội lực của Việt Nam luôn thấp hơn mức GDP mà nước này đạt được. Trong những nước có nền kinh tế thị trường và cùng chịu ảnh hưởng của Nho giáo thì Việt Nam có thu nhập bình quân đầu người và trình độ kinh tế - xã hội thấp nhất. Nền tảng kinh tế - kỹ thuật cũng như chất lượng con người của Việt Nam đều yếu hơn các nước còn lại. Tuy nhiên tâm lý thỏa mãn với những thành tựu đã đạt được trong dân chúng và giới cầm quyền khá phổ biến. Việt Nam thiếu khát vọng, quyết tâm và tầm nhìn để trở thành cường quốc kinh tế như Nhật Bản, Hàn Quốc, Trung Quốc, Đài Loan. Ông Vũ Minh Khương cho rằng Trung Quốc tiến rất nhanh vì vậy Việt Nam không thể có sự lựa chọn nào khác là phải tự trỗi dậy để tồn tại. Theo ông "họ ở ngay bên cạnh mình mà họ làm được mà mình không làm được là tính chính danh của Đảng bị giảm sút. Cho nên chính Đảng cũng phải cải cách để ngang bằng trong một chừng mực nào đó".

#### Cơ sở hạ tầng và môi trường đầu tư

Việt Nam xếp hạng thấp trong bảng xếp hạng chỉ số cạnh tranh toàn cầu của Diễn đàn Kinh tế thế giới năm 2008-2009

Chi phí vận tải ở Việt Nam cao hơn nhiều so với các nước trong khu vực. Việt Nam chưa có cảng biển mang tầm cỡ quốc tế. Điều này ảnh hưởng không nhỏ đến chi phí sản xuất hàng hóa ở Việt Nam, vì phải vận chuyển qua cảng trung gian. Vấn đề bất cập trong cơ sở hạ tầng hiện nay là thiếu một quy hoạch phát triển đồng bộ, chi phí đầu tư cao, chất lượng đầu tư thấp và thất thoát lớn trong quá trình đầu tư.
Tình trạng tắc nghẽn giao thông, giá đất cao, xây dựng cơ sở hạ tầng, đường giao thông đắt đỏ tại các đô thị lớn như thủ đô Hà Nội và thành phố Hồ Chí Minh là một trong những bước cản lớn cho phát triển của hai thành phố lớn nhất cả nước.
Theo Ngân hàng Thế giới, một trong các trở ngại khác của môi trường đầu tư là thủ tục hành chính còn quan liêu. Trong Báo cáo "Môi trường Kinh doanh 2008" của Ngân hàng Thế giới và Tập đoàn Tài chính Quốc tế, Việt Nam đứng thứ 91 trong số 178 nền kinh tế về mức độ thuận lợi kinh doanh, trong khi Trung Quốc đứng thứ 83 và Thái Lan thứ 15.
Năm 2012, Tạp chí kinh doanh Forbes của Mỹ đánh giá về thực trạng kém hấp dẫn của Việt Nam, số doanh nghiệp nước ngoài rời Việt Nam nhiều hơn số công ty tới đây làm ăn, trong khi giới chức Việt Nam đổ lỗi cho khủng hoảng tài chính toàn cầu năm 2008 hơn là thực trạng tham nhũng, nổ bong bóng tài chính và bất động sản, quyết định đầu tư kém cỏi của các doanh nghiệp nhà nước và khả năng quản lý kinh tế vĩ mô yếu kém của chính phủ Việt Nam. Tuy nhiên, bài của tạp chí Forbes cũng cho hay trong khi một số công ty cắt giảm đầu tư tại Việt Nam thì các nhà sản xuất của Hong Kong lại chuyển đầu tư từ Trung Quốc sang Việt Nam. Các công ty Nhật duy trì mức đầu tư không đổi và đang tìm kiếm cơ hội chuyển đầu tư từ Thái Lan sang Việt Nam..

#### Chất lượng tăng trưởng
Tại Hội thảo "Chất lượng tăng trưởng kinh tế Việt Nam 2001 - 2010 và định hướng tới năm 2020" vừa diễn ra 24/2/2011 tại Hà Nội, theo đánh giá, vấn đề chuyển dịch cơ cấu kinh tế cho tới chưa đạt, khối dịch vụ mới chỉ chiếm 40% GDP so với kì vọng 42% được Quốc hội đề ra; GDP bình quân đầu người tuy có sự tiến bộ, nhưng so với các nước cùng trình độ phát triển thì không đạt chỉ tiêu; Đóng góp của TFP (năng suất các yếu tố tổng hợp) vào tăng trưởng vẫn còn thấp, trong khi vẫn cần rất nhiều vốn; Hệ số ICOR kém hiệu quả so với nhiều nước; hiệu quả kinh tế và năng suất lao động cũng rất thấp; năng lực cạnh tranh còn nhiều yếu kém... Tăng trưởng kinh tế của Việt Nam phần lớn phụ thuộc vào tăng vốn đầu tư và tăng số lượng lao động. Chất lượng tăng trưởng kinh tế của Việt Nam còn thấp và chưa đạt được độ bền vững. Chất lượng tăng trưởng kinh tế thấp thể hiện ở sự chuyển dịch cơ cấu kinh tế chậm, tính hiệu quả của kinh tế thấp, đồng thời, sức cạnh tranh của nền kinh tế còn yếu.
Chất lượng tăng trưởng thấp còn thể hiện qua chỉ số ICOR cao cơ cấu trong nền kinh tế thiếu tính bền vững. Tỷ lệ đầu tư trên GDP của Việt Nam luôn ở mức cao so với các nước trong khu vực. ICOR càng cao đồng nghĩa với hiệu quả đầu tư trong nền kinh tế càng thấp. Chất lượng tăng trưởng thấp kéo dài là tiền đề gây nên lạm phát, khủng hoảng và suy thoái kinh tế. Chất lượng tăng trưởng thấp đang đe dọa đến tính ổn định và sự bền vững phát triển kinh tế trong tương lai.

#### Cơ cấu kinh tế
Cơ cấu kinh tế Việt Nam không hợp lý thể hiện ở cơ cấu sở hữu, khi tài sản và đầu tư tập trung quá lớn vào khối doanh nghiệp nhà nước, trong khi khối này hoạt động không hiệu quả. Sự bất cập trong cơ cấu nền kinh tế còn được thể hiện qua việc lựa chọn ngành trong chiến lược phát triển công nghiệp chưa tận dụng được lợi thế cạnh tranh của Việt Nam đang có.
Chính sách phát triển công nghiệp Việt Nam không tạo ra được sự liên kết giữa các doanh nghiệp để thúc đẩy các ngành công nghiệp phụ trợ phát triển. Nhiều dự án FDI đầu tư vào Việt Nam chỉ nhằm khai thác nhân công giá rẻ và những quy định lỏng lẻo về môi trường hay chỉ lợi dụng chính sách bảo hộ và ưu đãi của nhà nước để tìm kiếm lợi nhuận không tạo ra được hiệu ứng lan tỏa đề thúc đẩy sự phát triển kinh tế.

#### Chất lượng của nguồn lao động
Một trong những trở ngại của nền kinh tế Việt Nam là thiếu nguồn nhân lực có trình độ. Nguồn lao động của Việt Nam dồi dào, trẻ, có trình độ học vấn nhưng thiếu kỹ năng và tay nghề. Nhiều dự án đầu tư của Việt Nam không phát huy được những lợi thế này.
Chất lượng nhân lực không cao và chậm áp dụng các tiến bộ khoa học công nghệ khiến cho năng suất lao động thấp, sức cạnh tranh của hàng hóa kém, giá trị gia tăng của các sản phẩm chưa cao. Trên thực tế, quá trình đưa nhân tố nguồn cung lao động vào nền kinh tế Việt Nam phụ thuộc rất nhiều vào các quá trình kinh tế - tài chính khác, cũng như chu kỳ sản xuất kinh doanh, không hoàn toàn do ý chí áp đặt được.
Nguồn nhân lực giá rẻ không còn được xem là lợi thế cạnh tranh của Việt Nam. Chất lượng nguồn nhân lực thấp trở thành một rào cản phát triển kinh tế. Số người lao động qua đào tạo đang chiếm một tỷ lệ thấp, chất lượng cũng chưa đáp ứng được những công việc đòi hỏi kiến thức và kỹ năng. Đào tạo đại học và nghề vẫn chưa theo sát với nhu cầu tuyển dụng của doanh nghiệp. Vì vậy, vấn đề nhân lực là một trở ngại lớn đối với nhiều doanh nghiệp nước ngoài muốn đầu tư vào Việt Nam.

#### Chính sách tài chính và tiền tệ
Nợ nước ngoài của Chính phủ cao, rủi ro vỡ nợ là có. Việt Nam bị các tổ chức đánh giá tín nhiệm hạ thấp mức độ an toàn xuống "rủi ro cao".
Tính tới tháng 3 năm 2011, Việt Nam là một trong 20 nước có khả năng vỡ nợ lớn nhất trên thế giới. Thị trường chứng khoán trong thời gian 2 năm 2009-2010 suy giảm mạnh. Thâm hụt cán cân thương mại, nhập siêu ở mức cao và trở thành căn bệnh kinh niên của nền kinh tế. Việt Nam bị mắc phải ba vấn đề liên quan: thâm hụt ngân sách nặng nề, nhập siêu dẫn tới thâm hụt tài khoản vãng lai, và dự trữ ngoại tệ quá mỏng. Chính vì vậy, lạm phát luôn là vấn đề nhức nhối. Chính phủ không thể ổn định được tỷ giá, một nguyên nhân dẫn tới lạm phát cao. Trong vòng 5 năm (2006-2010), tính cộng dồn đơn giản, lạm phát đã tăng gần 60% trong khi tổng tăng trưởng GDP chỉ đạt 35,1%. Hàng năm Chính phủ Việt Nam đều phải nỗ lực rất lớn trong điều hành để kiềm chế lạm phát, ổn định vĩ mô. Các giải pháp thực thi chủ yếu đều mang tính ngắn hạn, tình thế (chữa cháy), nặng về hành chính, chưa tập trung xử lý các vấn đề cơ bản như cơ cấu, hiệu quả và sức cạnh tranh.

#### Quản lý kinh tế
Việt Nam phát triển không bền vững là do thiếu tư duy kinh tế và quyết tâm chính trị đủ mạnh. Rất nhiều chính sách của Việt Nam thuộc dạng lỗi thời so với các nước Đông Nam Á, không chỉ riêng những chính sách về kinh tế, giáo dục hay khoa học công nghệ. Theo East Asian Bureau of Economic Research, bất ổn trong nền kinh tế vĩ mô của Việt Nam đã làm suy yếu tính cạnh tranh và hiệu quả kinh tế của quốc gia này. Và sự bất ổn trong nền kinh tế vĩ mô của Việt Nam không chỉ là một xáo động ngắn hạn mà thực sự là một vấn đề nghiêm trọng có hệ thống, bắt nguồn từ sự thiếu hiểu biết về các khái niệm, nguyên tắc phát triển cũng như sự thiếu hụt về nỗ lực mang tính chiến lược nhằm xây dựng một nền quản lý hiệu quả. Các Kế hoạch 5 năm và Chiến lược 10 năm không đưa ra được một tầm nhìn công nghiệp nhất quán khiến nhiều câu hỏi chính sách quan trọng vẫn chưa được trả lời như vai trò của các khu vực kinh tế trong tương lai; về sự lựa chọn giữa định hướng xuất khẩu và thay thế nhập khẩu và về phạm vi và quy mô của hỗ trợ chính thức dành cho các ngành công nghiệp. Quy hoạch phát triển ngành của các ngành công nghiệp không có các nguyên tắc chung được chỉ đạo từ cấp cao hơn. Đầu tư tư nhân và viện trợ chính thức đổ vào mà không biết chính xác Việt Nam sẽ ở đâu trong một vài thập kỷ tới. Việt Nam không chỉ ra một cách rõ ràng cách thức mà Việt Nam muốn sử dụng để thúc đẩy các ngành công nghiệp trong khi muốn thúc đẩy những ngành công nghiệp này thì phải cân nhắc thận trọng để thấy rằng đâu là những mục tiêu khả thi, cần triển khai những chiến lược và kế hoạch hành động nào để không vi phạm các cam kết quốc tế. Tỷ lệ các chính sách không được triển khai thực hiện ở Việt Nam đặc biệt cao do sự chậm chễ trong việc chuẩn bị "chi tiết triển khai", do không có ngân sách cần thiết, do thiếu nhân lực và trang thiết bị, do thiếu sự ủng hộ từ cộng đồng doanh nghiệp và do thiếu khả năng cũng như sự quan tâm của các bộ ngành có trách nhiệm. Khả năng hoạch định chính sách cũng bị ảnh hưởng bởi sự xuống cấp trầm trọng về đạo đức và phẩm chất của các công chức chính phủ khiến cho người tài nhanh chóng rút lui sang những khu vực kinh tế khác trong khi khu vực công rất khó tuyển dụng hoặc giữ chân những người có phẩm chất và động cơ tốt.
Về kinh doanh, hàng loạt các đại doanh nghiệp nhà nước như Tập đoàn Sông Đà, Tập đoàn Dầu khí Việt Nam (Petro Vietnam), Tập đoàn Điện lực Việt Nam (EVN), Tập đoàn Viễn thông Quân đội (Viettel), Ngân hàng Nông nghiệp và phát triển Nông thôn (Agribank) bị chính thanh tra của chính phủ phát hiện sai phạm gây tổn thất nặng nề. Việc đầu tư thua lỗ của các doanh nghiệp nhà nước độc quyền dẫn đến chính người dân và những người đóng thuế sẽ phải bỏ tiền của mình ra để trả nợ cho những sai phạm kinh tế làm lỗ tới hàng tỷ đôla gây ra bởi các tập đoàn, tổng công ty của Nhà nước.
Năm 2012, theo nghiên cứu của tổ chức nghiên cứu Brookings của Mỹ, người Việt Nam có gánh nặng thuế và chi phí cao bậc nhất khu vực. Việt Nam có tỷ lệ dân nghèo (người có thu nhập dưới 2 USD/ngày) chiếm 18,2% dân số; tầng lớp trung lưu (thu nhập trên 5.600 USD/năm) chỉ chiếm 5,6% dân số. Các tập đoàn nhà nước cốt lõi của nền kinh tế Việt Nam kinh doanh theo kiểu "lời ăn, lỗ dân chịu", nhiều doanh nghiệp bị thua lỗ nặng như Vinashin (nợ từ 80.000 đến 120.000 tỷ đồng), Vinalines (nợ hơn 43.000 tỉ), VINACONEX (nợ nghìn tỷ), EVN, Petro Vietnam.... Tổng số nợ của các doanh nghiệp nhà nước hiện nay là trên 50 tỷ USD. Tỷ lệ nợ trên vốn chủ sở hữu của các Doanh nghiệp Nhà nước là 1,36 lần, chưa bằng 1 nửa so với quy định là 3 lần, nhưng trong số này có 30/85 tập đoàn có chỉ số này vượt quá 3 lần. Giải pháp cốt lõi nhất là cần phải có chế tài mạnh mẽ hơn nữa để buộc các doanh nghiệp nhà nước công khai, minh bạch thông tin..
Việc phân bố ngân sách và đầu tư phát triển giữa các địa phương không tính đến hiệu quả của nền kinh tế. Chẳng hạn năm 2016 thu ngân sách của Hà Nội chỉ bằng 57% thành phố Hồ Chí Minh nhưng chi ngân sách bình quân đầu người của Hà Nội lại cao hơn thành phố Hồ Chí Minh đến 38% trong khi thành phố Hồ Chí Minh là trung tâm công nghiệp và tài chính lớn nhất nước còn Hà Nội chỉ là trung tâm hành chính. Trong 800 km đường cao tốc được xây dựng tại Việt Nam thì Đông Nam Bộ, Tây Nam Bộ và Tây Nguyên chỉ có chưa đến 100 km, phần lớn còn lại nằm ở miền Bắc. Hậu quả là vùng kinh tế trọng điểm phía Nam phát triển chậm lại kéo theo toàn bộ nền kinh tế mất dần động lực phát triển.

#### Biến đổi khí hậu
Theo Báo cáo Chỉ số Rủi ro khí hậu toàn cầu (CRI) 2020 do Germanwatch công bố, trong giai đoạn 1999 - 2018, Việt Nam đứng ở vị trí thứ 6 trong số các quốc gia chịu tác động tiêu cực nhất của biến đổi khí hậu. Với tổng số 226 vụ do thiên tai gây ra trong 20 năm qua, trung bình mỗi năm Việt Nam có 285 người thiệt mạng và chịu thiệt hại khoảng 2 tỷ USD.
Báo cáo "Thích ứng để thành công: Đánh giá tác động của biến đổi khí hậu đối với doanh nghiệp Việt Nam" do Phòng Thương mại và Công nghiệp Việt Nam (VCCI) phối hợp Quỹ châu Á tại Việt Nam với sự hỗ trợ của Quỹ UPS thuộc Tập đoàn chuyển phát nhanh quốc tế UPS (Hoa Kỳ) cho thấy, trong số 10356 doanh nghiệp tham gia khảo sát, tỷ lệ doanh nghiệp lựa chọn bị tác động bởi biến đổi khí hậu tương đối nhiều/rất nhiều cao nhất trong việc bị gián đoạn sản xuất kinh doanh (54%). Kế đến là năng suất lao động bị giảm do thời tiết khắc nghiệt và suy giảm doanh thu (đều ở mức 51%).
Nếu mực nước biển dâng thêm 1m, ước tính khoảng 40% diện tích đồng bằng sông Cửu Long, 11% diện tích đồng bằng sông Hồng và 3% diện tích của các tỉnh khác thuộc vùng ven biển sẽ bị ngập. Ngập lụt sẽ làm mất đất canh tác ở hai khu vực nông nghiệp quan trọng nhất của Việt Nam
là đồng bằng sông Cửu Long và đồng bằng sông Hồng vì khoảng 80% diện tích đồng bằng sông Cửu Long và 30% diện tích đồng bằng sông Hồng có độ cao dưới 2,5m so với mực nước biển. Hiện tại, diện tích đất gieo trồng của Việt Nam là khoảng 9,4 triệu ha (trong đó có 4 triệu ha đất
trồng lúa). Tính trên phạm vi cả nước, Việt Nam sẽ bị mất đi khoảng hơn 2 triệu ha đất trồng lúa (khoảng 50%) nếu mực nước biển dâng thêm 1m. Việt Nam sẽ có nguy cơ đối mặt với tình trạng thiếu lương thực trầm trọng vào năm 2100 vì mất đi khoảng 21,39% sản lượng lúa (mới tính riêng cho vùng đồng bằng sông Cửu Long)
Tháng 6 năm 2020, Ban giám đốc Ngân hàng Thế giới đã phê duyệt khoản vay từ Hiệp hội phát triển quốc tế (IDA) với tổng mức cam kết 84,4 triệu Mỹ kim hỗ trợ Chính phủ Việt Nam thực hiện cải cách chính sách đa ngành nhằm tăng cường khả năng ứng phó với biến đổi khí hậu trên cơ sở bảo vệ các nguồn tài nguyên thiên nhiên, phát triển giao thông và năng lượng xanh. Khoản vay hỗ trợ ngân sách thực hiện chính sách về biến đổi khí hậu và tăng trưởng xanh có mục tiêu giúp củng cố và mở rộng những kết quả đạt được trong Chương trình hỗ trợ ứng phó biến đổi khí hậu 2016 – 2020.

## Dự báo kinh tế
Năm 2014, Việt Nam đứng thứ 32 về xếp hạng GDP theo thống kê của IMF. Với đà tăng trưởng dự kiến từ 4,5–5%, Việt Nam sẽ đứng thứ 24 vào năm 2030 và đến năm 2050 sẽ nằm ở vị trí 20, đứng sau Thái Lan (thứ 18)
Tháng 7 năm 2020, viện Nghiên cứu kinh tế và chính sách (VEPR) dự báo tăng trưởng kinh tế Việt Nam năm 2020 là 3,8% đối với kịch bản cơ sở và 2,2% với kịch bản bất lợi. Tháng 9 năm 2020, Ngân hàng Phát triển châu Á công bố báo cáo Cập nhật Triển vọng Phát triển châu Á 2020 cho biết Việt Nam dự kiến tăng trưởng 1,8% trong năm 2020 và bật tăng lên mức 6,3% trong năm 2021.
Theo báo cáo Triển vọng kinh tế toàn cầu được công bố của Oxford Economics được ủy quyền bởi ICAEW (The Institute of Chartered Accountants in England and Wales), triển vọng phục hồi kinh tế của Việt Nam trong bối cảnh đại dịch Covid-19 là tươi sáng nhất trong khu vực Đông Nam Á và Việt Nam sẽ là nền kinh tế duy nhất ở khu vực đạt mức tăng trưởng dương trong năm 2020.
Cùng với Nigeria, Việt Nam được xem là nằm trong số các nền kinh tế phát triển nhanh nhất từ nay tới 2050. Dự báo của PricewaterhouseCoopers (PwC) cho thấy đánh giá của hãng này về GDP tính theo cân bằng sức mua. Với tính toán này, Trung Quốc rõ ràng sẽ là nền kinh tế lớn nhất thế giới vào năm 2030, trong khi Ấn Độ sẽ tranh giành vị trí thứ hai với Hoa Kỳ vào năm 2050. Trong khi đó, Anh sẽ bị loại ra ngoài nhóm 10 nước có nền kinh tế lớn nhất vào năm 2050, xếp thứ 11. Vị trí thứ 10 vào 2050 thuộc về Đức, hiện đang đứng thứ 5, tức là sẽ bị tụt hạng.